# 鳥海浩輔
鳥海 浩輔（とりうみ こうすけ、1973年5月16日 - ）は、日本の男性声優。神奈川県茅ヶ崎市出身。アーツビジョン所属。

## 来歴・エピソード
小学校時代は将来の夢などは無かったため、皆が書いていたこと、野球をしていたこともあり、卒業文章に「プロ野球選手」と書いていた。
中学時代はバレー部に所属していた。
役者を目指したきっかけも「なんとなく」と語っており、代々木アニメーション学院声優タレント科・日本ナレーション演技研究所卒。鈴村健一とは、日ナレ在学時の同期。日ナレ研修科所属中の初めての仕事はガソリンスタンドの店員研修用の顔出し出演ビデオだった。
テレビアニメのデビュー作は『家なき子レミ』のアンリ役、養成所内以外で初めて合格した役は、『デ・ジ・キャラット クリスマススペシャル』のリク・ハイゼンベルク役。
2001年から2005年にかけて、鈴木千尋・サエキトモとともにアニメ『デ・ジ・キャラット』から派生した声優ユニット「P・K・O」のメンバーとしてCDの発売やライブ活動などを行っていたが、2005年にサエキが病気療養で休業となったためユニット自体も活動を休止している。
2016年5月16日にデビュー20周年記念の書籍「てきとう」を発行。
2020年3月19日よりYouTubeチャンネル「鳥さん学級」を開設。また、公式Twitterも同時に開始した。

## 人物
趣味・特技は歌、音楽、料理、洋服。

## 出演
太字はメインキャラクター。

### テレビアニメ
1997年
- 家なき子レミ（アンリ、船員B、部下、門衛）
- スレイヤーズTRY（リザードマン）
- 勇者王ガオガイガー（運転手）

1998年
- 時空転抄ナスカ（不良、兵士）
- 星方武侠アウトロースター（囚人）
- DTエイトロン（ガフ隊員、ウエイター）
- 熱沙の覇王ガンダーラ（男B、部下）
- ふしぎなメルモリニューアル（シカク、イケハラ、インキチ、番長、二郎 他）

1999年
- イソップワールド（ふくろうの兵隊、タカの王子）
- ドラえもん（テレビ朝日版第1期）（アナウンサー）
- ジバクくん（閑）
- 天使になるもんっ!（マサル）

2000年
- サイボーグクロちゃん（モヒカン男、係員、隊員）
- GTO（観客）
- Di Gi Charat クリスマススペシャル（リク・ハイゼンベルク）
- ブギーポップは笑わない Boogiepop Phantom（男子C）

2001年
- 新白雪姫伝説プリーティア（颯）
- 逮捕しちゃうぞ SECOND SEASON（ドライバー）
- テニスの王子様（2001年 - 2022年、千石清純） - 3シリーズ
- パチスロ貴族 銀（音無銀也）

2002年
- キャプテン翼（ピエール、岬太郎〈青年〉）
- スパイラル －推理の絆－（ハンター）
- 地球防衛家族（パニックス・リーダー）
- ハングリーハート WILD STRIKER（叶恭介）

2003年
- E'S OTHERWISE（リック・ウェーバー）
- スクラップド・プリンセス（デニス）
- セイント・ビースト〜聖獣降臨編〜（陽炎のシヴァ）
- デ・ジ・キャラットにょ（リク＝ハイゼンベルク）
- NARUTO -ナルト-（犬塚キバ）
- PEACE MAKER鐵（藤堂平助）
- ぽぽたん（兄）
- ボボボーボ・ボーボボ（ダイナマイト三兄弟次男、タカシ、6月7日）
- ONE PIECE（2003年 - 2021年、ジム、ステリー）

2004年
- KURAU Phantom Memory（伊嶋）
- Get Ride! アムドライバー（シャドー・エーリック、ジャック・ホンジョー）
- 金色のガッシュベル!!（ウルル）
- 魁!!クロマティ高校（四天王）
- トランスフォーマー スーパーリンク（ホットショット）
- PAPUWA（シンタロー）

2005年
- ARIA The ANIMATION（アラシ）
- 陰陽大戦記（タイザン、神流A）
- エレメンタル ジェレイド（グレイアーツ）
- ガンパレード・オーケストラ（佐久間誠司）
- tactics（健一郎）
- ToHeart2（向坂雄二）
- バジリスク 〜甲賀忍法帖〜（甲賀弦之介）
- 焼きたて!!ジャぱん（千祭剛）

2006年
- エア・ギア（マキ先輩）
- 桜蘭高校ホスト部（小松澤明）
- 彩雲国物語（茶克洵）
- 地獄少女 二籠（山本真樹夫）
- 009-1（ボルゾフ）
- 爆球Hit! クラッシュビーダマン（荒崎キョウスケ）
- パンプキン・シザーズ（オレルド）
- 姫様ご用心（アドロン）
- BLACK BLOOD BROTHERS（ザザ）
- プリンセス・プリンセス（越廼将行）
- ぷるるんっ!しずくちゃん（2006年 - 2008年、カカオ君） - 2シリーズ
- 魔界戦記ディスガイア（カーチス）
- よみがえる空 -RESCUE WINGS-（内藤健二）
- ワンワンセレプー それゆけ!徹之進（氷室卓夫）

2007年
- エル・カザド（アイパッチの男）
- 風のスティグマ（石蕗勇士）
- ケロロ軍曹（デカ耳星人）
- セイント・ビースト〜光陰叙事詩天使譚〜（陽炎のシヴァ）
- DARKER THAN BLACK -黒の契約者-（河野豊）
- NARUTO -ナルト- 疾風伝（犬塚キバ）
- ハヤテのごとく!（2007年 - 2009年、冴木氷室、不良B、犯人B） - 2シリーズ
- BLEACH（ザエルアポロ・グランツ）
- 魔人探偵脳噛ネウロ（石垣筍）
- ロミオ×ジュリエット（キュリオ）

2008年
- 黒執事（アズーロ・ヴェネル）
- 純情ロマンチカ シリーズ（2008年 - 2015年、宇佐見春彦） - 2シリーズ
- セキレイ（2008年 - 2010年、壱ノ宮夏朗） - 2シリーズ
- ネオ アンジェリーク Abyss -Second Age-（カーライル）
- 秘密 〜The Revelation〜（シドー、窃盗犯）
- BLUE DRAGON 天界の七竜（ミヒャエル）
- 薬師寺涼子の怪奇事件簿（羽原智）
- ロザリオとバンパイア（笠原）
- ONE OUTS -ワンナウツ-（吉良信光）

2009年
- 鋼殻のレギオス（ディン・ディー）
- バトルスピリッツ 少年激覇ダン（コースケ）
- PandoraHearts（鴉〈レイヴン〉 / ギルバート＝ナイトレイ）

2010年
- いちばんうしろの大魔王（不二子の兄）
- 会長はメイド様!（叶爽太郎）
- 伝説の勇者の伝説（バユーズ・ワイト）
- とある魔術の禁書目録 シリーズ（2010年 - 2019年、建宮斎字） - 2シリーズ
- 咎狗の血（アキラ）
- ぬらりひょんの孫（2010年 - 2011年、黒田坊、ニセ青田坊、小鬼） - 2シリーズ
- 薄桜鬼（2010年 - 2016年、斎藤一） - 4シリーズ
- 遙かなる時空の中で3 終わりなき運命（藤原泰衡）
- メタルファイト ベイブレード シリーズ（2010年 - 2012年、アメリカDJ） - 2シリーズ

2011年
- うたの☆プリンスさまっ♪ マジLOVEシリーズ（2011年 - 2022年、愛島セシル、クップル） - 4シリーズ + スペシャル1作品
- Aチャンネル（男子生徒B、男子生徒）
- 君と僕。（2011年 - 2012年、東晃一） - 2シリーズ
- 逆境無頼カイジ 破戒録篇（石田広光）
- トリコ（マッチ）
- バトルスピリッツ ブレイヴ（ギルギス）

2012年
- アクエリオンEVOL（アンディ・W・ホール）
- イナズマイレブンGO クロノ・ストーン（2012年 - 2013年、シャルル王太子）
- 機動戦士ガンダムAGE（キャプテン・アッシュ / アセム・アスノ〈第3部〉）
- 銀河へキックオフ!!（田中悟）
- キングダム（2012年 - 2024年、尾平） - 5シリーズ
- 黒子のバスケ（若松孝輔） - 2016年に『ウインターカップ総集編』劇場上映
- クロスファイト ビーダマンeS（2012年 - 2013年、ガルバーン）
- GON -ゴン-（フーロ）
- 戦国コレクション（太田生一）
- DOG DAYS シリーズ（2012年 - 2015年、ヴァレリア・カルバドス） - 2シリーズ
- NARUTO -ナルト- SD ロック・リーの青春フルパワー忍伝（犬塚キバ）
- BRAVE10（朽葉）

2013年
- 義風堂々!! 兼続と慶次（大谷吉継）
- キューティクル探偵因幡（緒方柚樹）
- 銀河機攻隊 マジェスティックプリンス（ジュリアーノ・ヴィスコンティ）
- PSYCHO-PASS サイコパス（2013年 - 2014年、カウンセラー、蓬田） - 2シリーズ
- 新世界より（乾）
- ダイヤのA（2013年 - 2015年、真中要） - 2シリーズ
- ダンガンロンパ 希望の学園と絶望の高校生 The Animation（石丸清多夏）
- DIABOLIK LOVERS（2013年 - 2015年、逆巻シュウ） - 2シリーズ
- 凪のあすから（2013年 - 2014年、うろこ様）
- 熱風海陸ブシロード（カズサ＝シン）
- BROTHERS CONFLICT（朝日奈梓）
- 魔界王子 devils and realist（ジル・ド・レイ）
- 名探偵コナン（2013年 - 2022年、金田昌夫、真壁純、上条広雄、森川優次郎）
- 弱虫ペダル（2013年 - 2023年、今泉俊輔） - 5シリーズ + 総集編
- 私がモテないのはどう考えてもお前らが悪い!（伊志嶺潤）

2014年
- アルドノア・ゼロ（耶賀頼蒼真） - 2025年に総集編『アルドノア・ゼロ（Re+）』劇場上映
- 繰繰れ! コックリさん（天狗）
- クロスアンジュ 天使と竜の輪舞（ジュリオ・飛鳥・ミスルギ）
- シドニアの騎士（2014年 - 2015年、弦打） - 2シリーズ
- 少年ハリウッド -HOLLY STAGE FOR 49-（2014年 - 2015年、早水海馬） - 2シリーズ
- 世界征服〜謀略のズヴィズダー〜（ヤス）
- 東京喰種トーキョーグール（笛口アサキ）
- 曇天に笑う（安倍蒼世）
- ブラック・ブレット（エイン・ランド）
- ブレイク ブレイド（ジルグ）
- ベイビーステップ（2014年 - 2015年、青井コーチ） - 2シリーズ
- ポケットモンスター XY（2014年 - 2015年、サイゾー） - 2シリーズ
- 龍ヶ嬢七々々の埋蔵金（椴松鷲）

2015年
- アイカツ!（サニー）
- 赤髪の白雪姫（座長）
- アルスラーン戦記（2015年 - 2016年、ラジェンドラ） - 2シリーズ
- 俺がお嬢様学校に「庶民サンプル」としてゲッツされた件（有栖川正臣）
- 機動戦士ガンダム 鉄血のオルフェンズ（2015年 - 2017年、名瀬・タービン） - 2シリーズ
- キュートランスフォーマー 帰ってきたコンボイの謎（アラート） - 2シリーズ
- スタミュ（楪＝クリスチアン＝リオン）
- 美男高校地球防衛部LOVE!（五十顔親治）
- ふうせんいぬティニー（サルリーマン）
- FAIRY TAIL（2015年 - 2019年、アクノロギア） - 2シリーズ
- Fate/kaleid liner プリズマ☆イリヤ ツヴァイ ヘルツ!（野球部部長）
- 北斗の拳 イチゴ味（レイ）
- 枕男子（望月識）
- ワンパンマン（2015年 - 2019年、閃光のフラッシュ） - 2シリーズ

2016年
- アクティヴレイド -機動強襲室第八係-（協会さん） - 2シリーズ
- うどんの国の金色毛鞠（冴木学、なれーしょん）
- エンドライド（エルジュイア）
- 怪盗ジョーカー シーズン3（ナイトメア）
- 金田一少年の事件簿R（桃瀬心平）
- クラシカロイド（2016年 - 2018年、ショパン） - 2シリーズ
- 双星の陰陽師（嗎新）
- ツキウタ。 THE ANIMATION（2016年 - 2020年、睦月始） - 2シリーズ
- ディバインゲート（ランスロット）
- Dimension W（サルバ＝エネ＝ティベスティ）
- 刀剣乱舞-花丸-（2016年 - 2018年、三日月宗近） - 2シリーズ
- 一人之下 the outcast（2016年 - 2018年、張霊玉） - 2シリーズ
- B-PROJECT シリーズ（2016年 - 2023年、夜叉丸朔太郎） - 3シリーズ
- ラクエンロジック（ルシフェル）
- WWW.WORKING!!（榊研一郎）

2017年
- 幼女戦記（男）
- Room Mate（宮坂真也）
- 銀の墓守り（2017年 - 2018年、バシダ） - 2シリーズ』
- サクラクエスト（Kinoshita）
- イケメン戦国◆時をかけるが恋は始まらない（豊臣秀吉）
- 活撃 刀剣乱舞（三日月宗近）
- キラキラ☆プリキュアアラモード（ナタ王子）
- BORUTO -ボルト- -NARUTO NEXT GENERATIONS-（2017年 - 、犬塚キバ）
- 戦刻ナイトブラッド（上杉謙信）
- TSUKIPRO THE ANIMATION（2017年 - 2021年、睦月始） - 2シリーズ
- DYNAMIC CHORD（月野原久遠）
- Dies irae（2017年 - 2018年、藤井蓮、メルクリウス、ロートス・ライヒハート） - 2シリーズ
- 妹さえいればいい。（土岐健次郎）
- クジラの子らは砂上に歌う（クチバ）
- ブラッククローバー（2017年 - 2021年、ノゼル・シルヴァ、ハモン・カーセウス）
- 十二大戦（断罪兄弟・弟）
- 鬼灯の冷徹（2017年 - 2018年、烏頭） - 2シリーズ
- タイムボカン 逆襲の三悪人（空海）

2018年
- 覇穹 封神演義（申公豹）
- Fate/EXTRA Last Encore（アーチャー / ロビンフッド）
- ポプテピピック（2018年 - 2021年、ピピ美〈第7話Bパート / リミックス版第4話Bパート〉）
- 美男高校地球防衛部HAPPY KISS!（宇奈月大樹）
- ハイスクールD×D HERO（曹操）
- 鹿楓堂よついろ日和（角崎英介）
- 銀河英雄伝説 Die Neue These 邂逅（イワン・コーネフ）
- 働くお兄さん!の2!（大ガル先輩、キヅ根先輩）
- Phantom in the Twilight（バックアップ）
- アイカツフレンズ!（2018年 - 2019年、針生六四郎） - 2シリーズ
- ハイスコアガール（ナッシュさん）
- はたらく細胞（セレウス菌）
- 走り続けてよかったって。（中田凌太）
- INGRESS THE ANIMATION（劉天華）
- ジョジョの奇妙な冒険 黄金の風（2018年 - 2019年、グイード・ミスタ、グイード・ミスタ〈トリッシュ・ウナ〉）
- ガイコツ書店員 本田さん（取次さん）
- 抱かれたい男1位に脅されています。（卯坂和臣）

2019年
- 明治東亰恋伽（川上音二郎）
- えんどろ〜!（鯖魚人）
- 盾の勇者の成り上がり（過去の盾の勇者）
- 文豪ストレイドッグス（イワン・G）
- 胡蝶綺 〜若き信長〜（林通具）
- アニ×パラ〜あなたのヒーローは誰ですか〜（今泉俊輔）
- BEM（団長）
- スタンドマイヒーローズ PIECE OF TRUTH（渡部悟）
- あんさんぶるスターズ!（三毛縞斑）
- ACTORS -Songs Connection-（清洲鷹翌）
- アイカツオンパレード!（針生六四郎）

2020年
- 空挺ドラゴンズ（バーコ）
- ハイキュー!! TO THE TOP（佐久早聖臣）
- 歌舞伎町シャーロック（一色鉄男）
- ぼくのとなりに暗黒破壊神がいます。（時宗樒）
- けだまのゴンじろー（矢追田）
- アルテ（ユーリ）
- デカダンス（ミナト）
- Re:ゼロから始める異世界生活（菜月賢一）
- 魔王学院の不適合者 〜史上最強の魔王の始祖、転生して子孫たちの学校へ通う〜（2020年 - 2023年、イドル・アンゼオ） - 2シリーズ
- キミと僕の最後の戦場、あるいは世界が始まる聖戦（クロスウェル・ネス・リビュゲート）
- 炎炎ノ消防隊 シリーズ（2020年 - 2026年、亜門弾木） - 3シリーズ
- くまクマ熊ベアー（グルザム）

2021年
- ゲキドル（竹崎宏和）
- 五等分の花嫁 シリーズ（2021年 - 2023年、店長） - 2シリーズ
- SDガンダムワールド ヒーローズ（三蔵ストライクフリーダムガンダム）
- ドラゴン、家を買う。（デイビー・ジョーンズ）
- 美少年探偵団（札槻嘘）
- 憂国のモリアーティ（フォン・ヘルダー）
- ひげを剃る。そして女子高生を拾う。（荻原一颯）
- 異世界魔王と召喚少女の奴隷魔術Ω（ビショス）
- Fairy蘭丸〜あなたの心お助けします〜（久二）
- 乙女ゲームの破滅フラグしかない悪役令嬢に転生してしまった…X（ルーファス・ブロード / ソラ）
- 精霊幻想記（2021年 - 2024年、ルシウス＝オルグィーユ） - 2シリーズ
- 見える子ちゃん（四谷真守、小さいおじさん）
- Deep Insanity THE LOST CHILD（レスリー・ブラン）

2022年
- 薔薇王の葬列（エドワード）
- 失格紋の最強賢者（エイク）
- シャドウバースF（2022年 - 2024年、アークルーラー）
- 乙女ゲー世界はモブに厳しい世界です（ジルク・フィア・マーモリア）
- 骸骨騎士様、只今異世界へお出掛け中（ディラン）
- ラブオールプレー（伊達晴臣）
- 勇者、辞めます（キュクレウス）
- シュート!Goal to the Future（久保嘉晴）
- 令和のデ・ジ・キャラット（リク＝ハイゼンベルク）
- 転生したら剣でした（グレーターデーモン）
- 後宮の烏（康覧）
- VAZZROCK THE ANIMATION（睦月始）
- 異世界おじさん（レグファルゲン）
- 勇者パーティーを追放されたビーストテイマー、最強種の猫耳少女と出会う（魔族）

2023年
- HIGH CARD（タイラー・レッドグレイヴ）
- 真・進化の実〜知らないうちに勝ち組人生〜（若いバーナバス）
- もののがたり（遠縁の男性）
- 転生貴族の異世界冒険録〜自重を知らない神々の使徒〜（ガルム）
- 鬼滅の刃 刀鍛冶の里編（玉壺）
- 魔法使いの嫁 SEASON2（ナルシス・モーム） - 2シリーズ
- 異世界でチート能力を手にした俺は、現実世界をも無双する〜レベルアップは人生を変えた〜（宝城司）
- BIRDIE WING -Golf Girls' Story-（天鷲一彦）
- Opus.COLORs（多岐瀬統梧）
- 贄姫と獣の王（セト）
- ゴールデンカムイ（石川啄木）
- AYAKA -あやか-（鞍馬春秋）
- 無職転生 II 〜異世界行ったら本気だす〜（ゾルダート・ヘッケラー）
- 冒険大陸 アニアキングダム（イカズチマル）
- ウマ娘 プリティーダービー Season 3（たくま、あきつ）
- 新しい上司はど天然（灰島）
- SPY×FAMILY（殺し屋のリーダー格）

2024年
- 最弱テイマーはゴミ拾いの旅を始めました。（ヴェリヴェラ）
- スナックバス江（石川啄木）
- 刀剣乱舞 廻 -虚伝 燃ゆる本能寺-（三日月宗近）
- 変人のサラダボウル（鈴木）
- HIGHSPEED Étoile（ロレンツォ・M・サルヴァトーレ）
- 戦隊大失格（2024年 - 2025年、グリーンキーパー / 千歳） - 2シリーズ
- ただいま、おかえり（松尾知泰）
- ポケットモンスター（2024年 - 2025年、アオキ）
- ヴァンパイア男子寮（ローティス）
- しかのこのこのここしたんたん（ナレーション）
- 戦国妖狐 千魔混沌編（狂神）
- ハズレ枠の【状態異常スキル】で最強になった俺がすべてを蹂躙するまで（モンク・ドロゲッティ）
- デリコズ・ナーサリー（レイン・マクミラン）
- 神之塔 -Tower of God- 王子の帰還（メドックス）
- BLEACH 千年血戦篇-相剋譚-（ザエルアポロ・グランツ）

2025年
- 異修羅（微塵嵐アトラゼク）
- Übel Blatt〜ユーベルブラット〜（ファーゴ）
- 俺だけレベルアップな件 Season 2 -Arise from the Shadow-（黒須圭介）
- SAKAMOTO DAYS（ソウ） - 2シリーズ
- ヴィジランテ-僕のヒーローアカデミア ILLEGALS-（釘崎爪牙）
- TO BE HERO X（ミージー）
- 傷だらけ聖女より報復をこめて（ロズ・デドモンド）
- 追放者食堂へようこそ!（ジョゼフ）

### 劇場アニメ
1997年
- 劇場版 天地無用! 真夏のイヴ

2001年
- 劇場版 Di Gi Charat 星の旅（リク＝ハイゼンベルク）

2004年
- 劇場版 NARUTO -ナルト- 木ノ葉の里の大うん動会（犬塚キバ）

2005年
- 劇場版 テニスの王子様 跡部からの贈り物 君に捧げるテニプリ祭り（千石清純）

2009年
- 宇宙戦艦ヤマト 復活篇（木下三郎）
- 劇場版 NARUTO -ナルト- 疾風伝（2009年 - 2012年、犬塚キバ） - 3作品
- テイルズ オブ ヴェスペリア 〜 The First Strike 〜（ユーリ・ローウェル）

2010年
- ブレイク ブレイド（ジルグ・ジ・レド・レ・アルヴァトロス）

2011年
- トワノクオン（サイボーグ・イプシロン〈風見瞬〉）

2013年
- 劇場版 薄桜鬼（2013年 - 2014年、斎藤一） - 2部作
- PERSONA3 THE MOVIE（2013年 - 2016年、伊織順平） - 4部作

2014年
- 奇魂侍（夜弥）
- THE LAST -NARUTO THE MOVIE-（犬塚キバ）

2015年
- 劇場版 シドニアの騎士（弦打）
- 劇場版 明治東亰恋伽（2015年 - 2016年、川上音二郎） - 2部作
- 劇場版 弱虫ペダル（今泉俊輔）

2016年
- 劇場版マジェスティックプリンス 覚醒の遺伝子（ジュリアーノ・ヴィスコンティ）

2017年
- 劇場版 黒子のバスケ LAST GAME（若松孝輔）
- 劇場版 FAIRY TAIL -DRAGON CRY-（アクノロギア）
- 曇天に笑う〈外伝〉（2017年 - 2018年、安倍蒼世） - 3部作

2018年
- 劇場版 ときめきレストラン☆☆☆ MIRACLE6（伊達京也）
- PEACE MAKER 鐵 前編 〜想道〜（藤堂平助）

2019年
- 劇場版 うたの☆プリンスさまっ♪ マジLOVEシリーズ（2019年 - 2022年、愛島セシル） - 2作品
- BLACKFOX（カスミ）
- 僕のヒーローアカデミア THE MOVIE ヒーローズ:ライジング（マミー）

2020年
- WAVE!!〜サーフィンやっぺ!!〜（五洋ハヤミチ） - 2021年にテレビアニメ（完全版）が放送

2021年
- 夏目友人帳 石起こしと怪しき来訪者（ササメ）
- シドニアの騎士 あいつむぐほし（弦打攻市）
- 劇場版 抱かれたい男1位に脅されています。〜スペイン編〜（卯坂和臣）

2022年
- 映画 五等分の花嫁（店長）

2023年
- 劇場版 Collar×Malice -deep cover-（御國れい） - 前後編
- ブラッククローバー 魔法帝の剣（ノゼル・シルヴァ）
- 劇場版 乙女ゲームの破滅フラグしかない悪役令嬢に転生してしまった…（ソラ）

2024年
- RABBITS KINGDOM THE MOVIE（睦月始）
- 劇場版 オーバーロード 聖王国編（パベル・バラハ）

### OVA
1996年
- 新世紀GPXサイバーフォーミュラSAGA 「ROUND3 CRITICAL DAYS」（記者）

1997年
- プリンセス・ルージュ（太田勉）

1998年
- 紺碧の艦隊（東光・聴音手）
- ダイノゾーン（ダイノセントロス）
- 万能文化猫娘DASH!（コンピューターボイス）

1999年
- グラビテーション（PA）
- 紺碧の艦隊（兵）
- シーバス1-2-3
- 卒業M〜オレ達のカーニバル〜（演劇部員）

2002年
- ゲートキーパーズ21（若者）
- 私立荒磯高等学校生徒会執行部（相浦正一）

2003年
- デ・ジ・キャラット劇場 ぴよこにおまかせぴょ!（リク＝ハイゼンベルク）

2004年
- HUNTER×HUNTER G・I Final（ゴレイヌ）

2005年
- 僕は妹に恋をする（矢野立芳）

2006年
- セイント・ビースト〜幾千の昼と夜（陽炎のシヴァ）
- テニスの王子様 Original Video Animation 全国大会篇（千石清純〈オーディオコメンタリー〉）

2007年
- 最遊記RELOAD-burial-（健邑）
- ToHeart2（2007年 - 2012年、向坂雄二） - 5シリーズ

2009年
- 生徒会長に忠告（国斉裕三）

2010年
- 恋する暴君（森永哲博）

2011年
- 薄桜鬼 雪華録（斎藤一）
- VitaminX Addiction（七瀬瞬）

2012年
- 間の楔（ガイ）
- コードギアス 亡国のアキト（2012年 - 2016年、ピエル・アノウ）

2013年
- 参乗合体 トランスフォーマーGo!（ジンブ）
- 弱虫ペダル（今泉俊輔） - コミックス第29巻オリジナルアニメDVD付き限定版

2014年
- 十三支演義 〜偃月三国伝〜 外伝 幽州幻夜（曹操）
- 世界征服〜謀略のズヴィズダー〜 新・ズヴィズダー大作戦（ヤス）
- 翠星のガルガンティア 〜めぐる航路、遥か〜（フライス）

2015年
- 新テニスの王子様 OVA vs Genius10 第4巻（千石清純）
- 創勢のアクエリオンEVOL（アンディ・W・ホール）
- DIABOLIK LOVERS（逆巻シュウ） - PlayStation Vita専用ソフト『DIABOLIK LOVERS DARK FATE』アニメイト限定セット
- DOG DAYS"（ヴァレリア・カルバドス）
- BROTHERS CONFLICT 第2巻「本命」(朝日奈梓）

2016年
- アルスラーン戦記 外伝・第二章 友情の宴（ラジェンドラ）  - コミックス第6巻オリジナルアニメDVD付き限定版
- アルスラーン戦記 企業戦士アルスラーン第4話「接待！アルスラーン」（ラジェンドラ）  - 風塵乱舞BD・DVD第2巻映像特典
- スタミュ（楪＝クリスチアン＝リオン）
- 弱虫ペダル SPARE BIKE（今泉俊輔）
- ワンパンマン OVA #6「不可能すぎる殺人事件」（閃光のフラッシュ） - BD・DVD第6巻映像特典

2018年
- ストライク・ザ・ブラッド III（2018年 - 2019年、千賀毅人）
- ブラッククローバー オール魔法騎士感謝祭（ノゼル・シルヴァ） - ジャンプスペシャルアニメフェスタ2018上映作品

### Webアニメ
2000年代
- 幕末機関説 いろはにほへと（2006年、神無左京之介）

2010年代
- 極限脱出ADV 善人シボウデス プロモーションアニメ（2011年、シグマ）
- ポケモン不思議のダンジョン マグナゲートと∞迷宮 紹介SPムービー（2012年、ブラッキー）
- 美少女戦士セーラームーンCrystal（2014年、ネフライト）
- おにくだいすき!ゼウシくん（2015年、ニック・ジャガー）
- ドラゴンクエストX 冒険者たちのきせき（2017年、父）
- ソードガイ The Animation（2018年、ハキム）
- ているず おぶ HR（2018年、ユーリ）
- ているず おぶ ざ れいず 劇場（2018年、ユーリ・ローウェル、カーディ）
- ポケモンマスターズ トレーナー大集結スペシャルアニメーション（2019年、タケシ）
- ベイブレードバースト ガチ（2019年 - 2020年、ブリント・デボイ）
- 斉木楠雄のΨ難 Ψ始動編（2019年、井口工、プレイヤーI）

2020年代
- 虫籠のカガステル（2020年、ペトロフ）
- 薄明の翼（2020年、キバナ）
- スーパードラゴンボールヒーローズ（2021年 - 2023年、魔神ドミグラ / ドミグラ）
- Fate/Grand Order 藤丸立香はわからない（2022年、アステリオス）
- リーゼロッテのわくわくまじかる商会（2024年、ルシウス＝オルグィーユ）

### ゲーム
1996年
- バーチャルめもりある（アキラ）
- ファイアーウーマン纏組

1997年
- Little Lovers

1998年
- 戦国美少女絵巻 空を斬る!!（若ボン）
- G.A.S.P!!（八重樫薫）

1999年
- グリントグリッター（ケースケ）
- ストライダー飛竜2（飛竜、飛燕）
- ペルソナ2（1999年 - 2012年、三科栄吉、メタル・栄吉） - 4作品
- Little Lovers SHE SO GAME（山崎一夫、ラグビー選手、不良〈くにおくん〉）

2000年
- サモンナイト（ローカス）

2001年
- アーマード・コア2 アナザーエイジ（ランバージャック）
- エアロダンシング（2001年 - 2002年、サワダ隊員） - 3作品
- ZONE OF THE ENDERS Z.O.E（スラッシュ）

2002年
- shinobi（銀）
- ソウルキャリバーII（洪潤星〈ホン・ユンスン〉）
- トライアングルアゲイン（桐生勝）

2003年
- NARUTO -ナルト-シリーズ（2003年 - 2006年、犬塚キバ） - 9作品
- バテン・カイトス 終わらない翼と失われた海（カラス）
- for Symphony 〜with all one's heart〜（加納輝也）
- 魔界戦記ディスガイア（カーチス、虹レッド）

2004年
- エトワールの方程式（拓海・ガーランド）
- 金色のガッシュベル!!（2004年 - 2005年、ウルル） - 3作品
- 帝国千戦記 PS2版（燕旺珂）
- 転生學園幻蒼録（伊波飛鳥、京羅樹崇志）
- テニスの王子様 シリーズ（2004年 - 2011年、千石清純） - 8作品
- ToHeart2（向坂雄二）
- ファントム・ブレイブ（ウォルナット、ムラサキ）

2005年
- エレメンタル ジェレイド -纏え、翠風の剣-（グレイアーツ）
- ソウルキャリバーIII（洪潤星〈ホン・ユンスン〉）
- NAMCO x CAPCOM（飛竜、飛燕）
- 遙かなる時空の中で3 十六夜記（藤原泰衡）

2006年
- I/O（宮田浩介）
- ガンパレード・オーケストラ 青の章 〜光の海から手紙を送ります〜（佐久間誠司）
- そしてこの宇宙にきらめく君の詩（シオン）
- Dessert Love -Sweet Plus-（高嶋祐太郎）
- 転生學園月光録（伊波飛鳥、京羅樹崇志）
- 任侠伝 渡世人一代記（逢瀬の半十郎）
- 遙かなる時空の中で3 運命の迷宮（藤原泰衡）
- ピヨたん〜ハウスキーパーはCuteな探偵〜（風間皐月）
- コロボットアドベンチャー（フューエル）
- ペルソナ3（伊織順平）
- マーメイドプリズム（ユウト・アイスキュロス・ニーツ）
- モンスターキングダム・ジュエルサモナー（グレイ）
- Laughter Land（グレッグ）
- Love☆Drops 〜みらくる同居物語〜（フロリア）

2007年
- KoiGIG〜DEVIL×ANGEL〜（ザビエル）
- セイント・ビースト〜螺旋の章〜（陽炎のシヴァ）
- ソウルクレイドル 世界を喰らう者（エンドルフ）
- ペルソナ3 フェス（伊織順平）
- そしてこの宇宙にきらめく君の詩XXX（シオン）
- NARUTO -ナルト- 疾風伝 シリーズ（2007年 - 2008年、犬塚キバ） - 5作品
- VitaminX（2007年 - 2011年、七瀬瞬） - 7作品
- らぶ☆どろ 〜Love Drops〜（フロリア）
- ルミナスアーク（ヒース）

2008年
- 神代學園幻光録 クル・ヌ・ギ・ア（日本円）
- ソウルキャリバーIV（洪潤星〈ホン・ユンスン〉）
- テイルズ オブ ヴェスペリア（ユーリ・ローウェル）
- 咎狗の血 True Blood（アキラ）
- 薄桜鬼 〜新選組奇譚〜（斎藤一）
- ピヨたん〜お屋敷潜入☆大作戦!〜（風間皐月）
- ふしぎ遊戯 朱雀異聞（翼宿）
- ほしがりエンプーサ（アルフレッド・山崎）
- 魔界戦記ディスガイア3（カーチス）※ダウンロードコンテンツで登場
- 魔人探偵脳噛ネウロ ネウロと弥子の美食三昧 推理つき グルメ&ミステリー（石垣筍）
- 魔人探偵脳噛ネウロ バトルだヨ! 犯人集合!（石垣筍）
- ユア・メモリーズオフ〜Girl's Style〜（2008年 - 2009年、本条理人） - 2作品

2009年
- 機動戦士ガンダム戦記（フリッツ・バウアー）
- 絶体絶命都市3 -壊れゆく街と彼女の歌-（香坂直希）
- ソウルキャリバー Broken Destiny（洪潤星〈ホン・ユンスン〉）
- ダテにガメついわけじゃねェ! 〜ダンジョンメーカー ガールズタイプ〜（ライナス）
- テイルズ オブ ヴェスペリア PS3版（ユーリ・ローウェル）
- テイルズ オブ ザ ワールド レディアント マイソロジー2（ユーリ・ローウェル）
- テイルズ オブ バーサス（ユーリ・ローウェル）
- NARUTO -ナルト- ナルティメットストーム（犬塚キバ）
- NARUTO -ナルト- 疾風伝 ナルティメットアクセル3（犬塚キバ）
- 薄桜鬼 ポータブル（斎藤一）
- 薄桜鬼 随想録（斎藤一）
- 遙かなる時空の中で3 with 十六夜記 愛蔵版（藤原泰衡）
- 遙かなる時空の中で3 運命の迷宮 愛蔵版（藤原泰衡）
- ファントム・ブレイブWii（ウォルナット、ムラサキ）
- PRIUS ONLINE（アイン）
- ペルソナ3 ポータブル（伊織順平）
- 魔界戦記ディスガイア2 PORTABLE（カーチス、量産型兵器）
- ミマナ イアルクロニクル（エイダル）
- Lucian Bee's RESURRECTION SUPERNOVA（ヴォイド・モレ）

2010年
- うたの☆プリンスさまっ♪（愛島セシル）
- うたの☆プリンスさまっ♪ -Amazing Aria-（愛島セシル）
- エストポリス（イドゥラ）
- カエル畑DEつかまえて☆彡（小田島創一）
- カエル畑DEつかまえて ポータブル（小田島創一）
- カエル畑DEつかまえて・夏 千木良参戦!（小田島創一）
- CLOCK ZERO 〜終焉の一秒〜（英円 / ビショップ）
- TAKUYO Mix Box 〜ファーストアニバーサリー〜（加納輝也、小田島創一）
- Tartaros-タルタロス-（シュバルマン）
- ダンガンロンパ 希望の学園と絶望の高校生（石丸清多夏）
- 咎狗の血 True Blood Portable（アキラ）
- NARUTO -ナルト- ナルティメットストーム2（犬塚キバ）
- NARUTO -ナルト- 疾風伝 激闘忍者大戦!SPECIAL（犬塚キバ）
- 薄桜鬼 DS（斎藤一）
- 薄桜鬼 随想録 ポータブル（斎藤一）
- 薄桜鬼 遊戯録（斎藤一）
- 薄桜鬼 巡想録（斎藤一）
- 薄桜鬼 黎明録（斎藤一）
- 原宿探偵学園 スチールウッド（比良坂京介）
- B's-LOG パーティー♪（斎藤一）
- Fate/EXTRA（アーチャー）
- ブレイズ・ユニオン（ガーロット）
- 猛獣使いと王子様（アルフレート）
- 恋愛番長 命短し、恋せよ乙女! Love is Power（セクシー番長）

2011年
- ULTIMATE MARVEL VS. CAPCOM 3（成歩堂龍一）
- うたの☆プリンスさまっ♪ Repeat（愛島セシル）
- うたの☆プリンスさまっ♪ MUSIC（愛島セシル）
- SDガンダム GGENERATION（2011年 - 2025年、フリッツ・バウアー、キャプテン・アッシュ、名瀬・タービン、マイキャラクターボイス男性08〈CROSSRAYS〉） - 5作品
- カエル畑DEつかまえて・夏 千木良参戦! ぽーたぶる（小田島創一）
- CLOCK ZERO 〜終焉の一秒〜 Portable（英円 / ビショップ）
- テイルズ オブ ザ ワールド レディアント マイソロジー3（ユーリ・ローウェル）
- TOKYOヤマノテBOYS HONEY MILK（諸星哲）
- TOKYOヤマノテBOYS SUPER MINT（諸星哲）
- TOKYOヤマノテBOYS DARK CHERRY（諸星哲）
- 薄桜鬼 3D（斎藤一）
- 薄桜鬼 随想録 DS（斎藤一）
- 薄桜鬼 遊戯録 DS（斎藤一）
- 薄桜鬼 黎明録 ポータブル（斎藤一）
- fortissimo EXA//Akkord:Bsusvier（謎の男）
- マザーグースの秘密の館（エリック＝バレル）
- 猛獣使いと王子様 〜Snow Bride〜（アルフレート）
- 猛獣使いと王子様 Portable（アルフレート）

2012年
- アーシャのアトリエ 〜黄昏の大地の錬金術士〜（ユーリス・グルンデン）
- UNDER NIGHT IN-BIRTH（ゴルドー）
- うたの☆プリンスさまっ♪ Debut（愛島セシル）
- 逢魔時〜怪談ロマンス〜（和泉零次）
- 官能昔話 ポータブル（ヘンゼル）
- 機動戦士ガンダムAGE ユニバースアクセル / コズミックドライブ（キャプテン・アッシュ）
- グリム・ザ・バウンティハンター（グレーテル＝ナシュカッツェ）
- 黒子のバスケ キセキの試合（若松孝輔）
- 恋戦隊 LOVE&PEACE（青山玲士 / ハートブルー）
- 恋は校則に縛られない!（御堂十弥）
- Confidential Money 〜300日で3000万ドル稼ぐ方法〜（桐島瞬）
- シノバズセブン（藤丸清司郎）
- 十三支演義 〜偃月三国伝〜（曹操）
- ソールトリガー（ファレル）
- 第2次スーパーロボット大戦OG（ドゥバン・オーグ）
- ダイヤの国のアリス 〜Wonderful Wonder World〜（シドニー＝ブラック）
- DIABOLIK LOVERS（逆巻シュウ）
- Dies irae 〜Amantes amentes〜（藤井蓮、メルクリウス）
- テイルズ オブ ザ ヒーローズ ツインブレイヴ（ユーリ・ローウェル）
- TOKYOヤマノテBOYS SWEET JELLY BEANS（諸星哲）
- TOKYOヤマノテBOYS FRESH GINGER（諸星哲）
- トリコ グルメサバイバル!2（マッチ）
- トリコ グルメモンスターズ!（マッチ）
- NARUTO -ナルト- 疾風伝 ナルティメットストームジェネレーション（犬塚キバ）
- ハートフルシミュレーター PACHISLOT ToHeart2（向坂雄二）
- 薄桜鬼 幕末無双録（斎藤一）
- 薄桜鬼 黎明録 DS（斎藤一）
- 薄桜鬼 黎明録 名残り草（斎藤一）
- 薄桜鬼 遊戯録弐 祭囃子と隊士達（斎藤一）
- 華アワセ 蛟編（コイン）
- VitaminX Detective B6（七瀬瞬）
- BROTHERS CONFLICT PASSION PINK（朝日奈梓）
- PROJECT X ZONE（ユーリ・ローウェル）
- 猛獣使いと王子様 〜Snow Bride〜 Portable（アルフレート）
- 嫁コレ（斎藤一、青山玲士 / ハートブルー、ジルグ・ジ・レド・レ・アルヴァトロス、今泉俊輔、御堂十弥）
- ルーンファクトリー4（レオン）
- 倭人異聞録 〜あさき、ゆめみし〜（三輪健）

2013年
- うたの☆プリンスさまっ♪ All Star（愛島セシル）
- うたの☆プリンスさまっ♪ MUSIC 2（愛島セシル）
- 裏語 薄桜鬼（斎藤一）
- O*G*A 鬼ごっこロワイアル ハンターは孤島で恋をする（御神楽翼）
- 神咒神威神楽 曙之光（夜刀）
- 神撃のバハムート（リーアム、スタラーチェ）
- 真・三國無双7（李典） - 2作品
- 新・世界樹の迷宮 ミレニアムの少女（主人公）
- 大正鬼譚（千寿院司郎）
- Tiny×MACHINEGUN（ウルフ）
- ダイヤの国のアリス 〜Wonderful Mirror World〜（シドニー＝ブラック）
- 黄昏時〜怪談ロマンス〜（和泉零次）
- Double Score 〜Cosmos×Camellia〜（戸高鷹介）
- ダンガンロンパ1・2 Reload（石丸清多夏）
- DIABOLIK LOVERS MORE,BLOOD（逆巻シュウ）
- DIABOLIK LOVERS LIMITED V EDITION（逆巻シュウ）
- TOKYOヤマノテBOYS Portable DARK CHERRY（諸星哲）
- ときめきレストラン☆☆☆（伊達京也）
- 図書室のネヴァジスタ THE FOOL（辻村煉慈）
- ドットカレシ-We're 8bit Lovers!- II 〜てんくうのキス〜（モンク）
- トリコ グルメガバトル!（マッチ）
- NARUTO -ナルト- 疾風伝 ナルティメットストーム3（犬塚キバ）
- 薄桜鬼 鏡花録（斎藤一）
- VitaminR（ジャン・フェリックス・ヴァロー）
- ファイナルファンタジーXIV：新生エオルゼア（PCボイス）
- Fate/EXTRA CCC（アーチャー）
- BROTHERS CONFLICT BRILLIANT BLUE（朝日奈梓）
- ペルソナ4 ジ・アルティマックス ウルトラスープレックスホールド（伊織順平）
- ボーイフレンド（仮）（若桜郁人）
- 明治東亰恋伽（川上音二郎）

2014年
- アーシャのアトリエ Plus 〜黄昏の大地の錬金術士〜（ユーリス・グルンデン）
- あかやあかしやあやかしの（嵯峨野）
- ALICE＝ALICE（帽子屋）
- UNDER NIGHT IN-BIRTH Exe:Late（ゴルドー）
- うた☆プリアイランド（愛島セシル）
- 裏語 薄桜鬼〜暁の調べ〜（斎藤一）
- 狼カレシと内緒のスキャンダル（片桐夕斗）
- 学園ヘヴン2 〜DOUBLE SCRAMBLE!〜（高東政嗣）
- Kadenz fermata//Akkord：fortissimo（芳乃創世）
- 黒子のバスケ 勝利へのキセキ（若松孝輔）
- 黒雪姫〜スノウ・ブラック〜（ルピノ＝ロシャス）
- 黒雪姫〜スノウ・マジック〜（ルピノ＝ロシャス）
- ケイオスクルセイダーズ（ランドトルーパー）
- 激突!ブレイク学園（番場星也）
- 忍び、恋うつつ（真田幸影）
- 十三支演義 〜偃月三国伝2〜（曹操）
- 真・三國無双7 Empires（李典）
- スーパーヒーロージェネレーション（ガンダムAGE-2 ダークハウンド）
- 第3次スーパーロボット大戦Z 時獄篇（アンディ・W・ホール）
- 大正鬼譚〜言ノ葉櫻〜（千寿院司郎）
- DYNAMIC CHORD feat.[rêve parfait]（月野原久遠）
- 大乱闘スマッシュブラザーズシリーズ（2014年 - 2018年、リトル・マック） - 3作品
- タルタロス：リバース（シュバルマン）
- 月と砂の恋詩（ファリス）
- DIABOLIK LOVERS VANDEAD CARNIVAL（逆巻シュウ）
- テイルズ オブ アスタリア（ユーリ・ローウェル）
- テイルズ オブ リンク（ユーリ・ローウェル）
- テイルズ オブ ザ ワールド レーヴ ユナイティア（ユーリ・ローウェル）
- NARUTO -ナルト- 疾風伝 ナルティメットストームレボリューション（犬塚キバ）
- 熱血異能部活譚 Trigger Kiss（神崎梓馬）
- 相棒（パートナー）は英国男子（ルディ・ランパード）
- BinaryStar（謎の青年）
- 薄桜鬼SSL 〜sweet school life〜（斎藤一）
- VitaminX Evolution Plus（七瀬瞬）
- プリPia〜プリンスPia♥キャロット〜（木ノ下久遠）
- プリンスPia♥キャロット（木ノ下久遠）
- ペルソナQ シャドウ オブ ザ ラビリンス（伊織順平）

2015年
- I DOLL U（米沢マネージャー）
- アルスラーン戦記×無双（ラジェンドラ）
- UNDER NIGHT IN-BIRTH Exe:Late[st]（ゴルドー）
- イケメン戦国◆時をかける恋（豊臣秀吉）
- うたの☆プリンスさまっ♪ All Star After Secret（愛島セシル）
- 男遊郭（ときわ）
- 乖離性ミリオンアーサー（異界型ユーリ、神話型アヌビス）
- 学園CLUB 〜放課後のヒミツ〜（瀧澤朔）
- カレイドイヴ（真柴拓海）
- 黒子のバスケ 未来へのキズナ（若松孝輔）
- グランブルーファンタジー（2015年 - 2024年、アイザック、ユーリ・ローウェル、三日月宗近）
- クロスアンジュ 天使と竜の輪舞tr.（ジュリオ・飛鳥・ミスルギ）
- CLOCK ZERO 〜終焉の一秒〜 ExTime（英円 / ビショップ）
- 激闘！三国英雄伝（周瑜、馬超、劉備）
- 恋する式神（北上冬馬）
- 声カレ〜放課後キミに会いに行く〜（速水海斗）
- 黒蝶のサイケデリカ（鉤翅）
- 忍び、恋うつつ -雪月花恋絵巻-（真田幸影）
- 十三支演義 偃月三国伝1・2（曹操）
- 少女とドラゴン -幻獣契約クリプトラクト-（ヴォイス）
- ジョジョの奇妙な冒険 アイズオブヘブン（スポーツ・マックス）
- 白猫プロジェクト（イサミ・エンジュ）
- すたぴぃ 〜あなたはもっと輝ける〜（如月玲一）
- STELLA GLOW（クラウス）
- スーパーロボット大戦BX（キャプテン・アッシュ / アセム・アスノ）
- 第3次スーパーロボット大戦Z 天獄篇（アンディ・W・ホール）
- ダンガンロンパ -Unlimited Battle-（石丸清多夏）
- BLEACH -Brave Souls-（ザエルアポロ・グランツ、シエン・グランツ）
- DIABOLIK LOVERS DARK FATE（逆巻シュウ）
- DIABOLIK LOVERS MORE,BLOOD LIMITED V EDITION（逆巻シュウ）
- 東亰ザナドゥ（高幡志緒）
- 刀剣乱舞-ONLINE-（2015年 - 2023年、三日月宗近）
- ドラゴンボール ゼノバース（魔神ドミグラ）
- 薄桜鬼 真改 風ノ章（斎藤一）
- 薄桜鬼 随想録 面影げ花（斎藤一）
- 薄桜鬼 黎明録 思馳せ空（斎藤一）
- パズル戦隊デナレンジャー（八雲翔 / デナグリーン）
- Fate/Grand Order（2015年 - 2023年、ロビンフッド、アステリオス / ミノタウロス）
- PROJECT X ZONE 2:BRAVE NEW WORLD（飛竜、ユーリ・ローウェル）
- 明治東亰恋伽 トワヰライト・キス（川上音二郎）
- 猛獣使いと王子様 〜Flower & Snow〜（アルフレート）
- 夢王国と眠れる100人の王子様（ハク、レイブン、斎藤一）
- 弱虫ペダル 明日への高回転（今泉俊輔）
- LINE 悪魔と恋する10日間（鎌苅理）

2016年
- アイカツ! フォトonステージ!!（サニー）
- アカシックリコード（大海賊シンドバッド、天空王ゼウス、アベル・ヘルシング）
- 一血卍傑-ONLINE-（フツヌシ）
- うたの☆プリンスさまっ♪ MUSIC 3（愛島セシル）
- Collar×Malice（御國れい）
- 源氏物語 〜男女逆転恋唄〜（六条）
- Code:Realize 〜祝福の未来〜（ジョン・H・ワトソン）
- サッカースピリッツ
- サムライ ライジング（タソガレ）
- 三国志大戦（李儒、陸遜、太史慈、左慈、陳武、李厳、曹丕、吾粲）
- シノビナイトメア（ユキムラ）
- 白猫テニス（イサミ・エンジュ）
- 真・三國無双 英傑伝（李典）
- スーパーロボット大戦OG ムーン・デュエラーズ（ドゥバン・オーグ）
- スタンドマイヒーローズ（渡部悟）
- ストリートファイターV（ナッシュ）
- 世界樹の迷宮V 長き神話の果て（PCボイス紳士、武士）
- 戦乱のサムライキングダム（真田信之）
- DYNAMIC CHORD feat.[rêve parfait] Append Disc（月野原久遠）
- DYNAMIC CHORD feat.[rêve parfait] V edition（月野原久遠）
- DIABOLIK LOVERS LUNATIC PARADE（逆巻シュウ）
- Dies irae 〜Interview with Kaziklu Bey〜（カール・クラフト）
- ディバインゲート（ランスロット）
- 東亰ザナドゥ eX+（高幡志緒）
- ドSに恋して 〜スイートルームで秘密の支配〜（吉良斗真）
- ドラゴンボールヒーローズ（ドミグラ） - 2作品
- NARUTO -ナルト- 疾風伝 ナルティメットストーム4（犬塚キバ）
- 灰鷹のサイケデリカ（ロレンス）
- HOUNDS（エクストラボイス）
- 薄桜鬼 真改 華ノ章（斎藤一）
- 薄桜鬼 遊戯録 隊士達の大宴会（斎藤一）
- 薔薇に隠されしヴェリテ（ラファイエット侯爵）
- 百花百狼 〜戦国忍法帖〜（百地蝶治郎）
- ピリオドキューブ 〜鳥籠のアマデウス〜（ポヨポヨ / 志貴）
- ファンタジーアース ゼロ（古風な青年I、クールな青年III）
- 文豪とアルケミスト（夏目漱石）
- 星彼Days（ツンデレ、硬派、ヤンデレ）
- ボーイフレンド（仮）きらめき☆ノート（若桜郁人）
- 枕男子 〜甘い夢のつづき〜（望月識）
- マジカルデイズ the Brats’s Parade（ヨイチ）
- 明治東亰恋枷 Full Moon（川上音二郎）
- もし、この世界に神様がいるとするならば。（細波エース）
- リゾートへようこそ 〜総支配人は恋をする〜（サミュエル・トルトゥリエ）
- ワールドチェイン（ホヮン・シャオミン、石田三成）

2017年
- 花朧 〜戦国伝乱奇〜（佐々成政）
- ファイアーエムブレム ヒーローズ（2017年 - 2025年、ナーシェン、ヘクトル、ブラミモンド）
- DIABOLIK LOVERS LOST EDEN（逆巻シュウ）
- アイドルマスター SideM（ユーリ・ローウェル）
- 遙かなる時空の中で3 Ultimate（藤原泰衡）
- テイルズ オブ ザ レイズ（2017年 - 2021年、ユーリ / クロー）
- アナザーエデン 時空を超える猫（ユーイン）
- Black Rose Suspects（クリント・バレンティン・ブレナン）
- あんさんぶるスターズ！（2017年 - 2020年、三毛縞斑）
- 茜さすセカイでキミと詠う（安倍晴明、斎藤一）
- 機動戦士ガンダム エクストリームバーサス マキシブースト ON（キャプテン・アッシュ）
- ツキノパラダイス。（睦月始）
- 戦刻ナイトブラッド（上杉謙信）
- ツキトモ。-TSUKIUTA.12 memories-（睦月始）
- キャプテン翼 〜たたかえドリームチーム〜（ビクトリーノ）
- ファイナルファンタジーXIV: 紅蓮のリベレーター（ゼノス・イェー・ガルヴァス）
- B-PROJECT 無敵＊デンジャラス（夜叉丸朔太郎）
- 君と霧のラビリンス（紫）
- 三国恋戦記 魁（仲頴）
- うたの☆プリンスさまっ♪ Shining Live（愛島セシル）
- 忍び、恋うつつ -甘蜜花絵巻-（真田幸影）
- THE CHiRAL NIGHT rhythm carnival（アキラ）
- 新テニスの王子様 RisingBeat（千石清純）
- 学園CLUB 〜ヒミツのナイトクラブ〜（瀧澤朔）
- オトメ勇者（マティアス）
- Code:Realize 〜白銀の奇跡〜（ジョン・H・ワトソン）
- 幻獣契約クリプトラクト（2017年 - 2023年、ギルヴェルト）
- 白貓Project（白猫プロジェクト繁体字版）（凜雪鴉）
- 戦魂-SENTAMA-（甲賀弦之介）
- ドラゴンボールヒーローズ アルティメットミッションX（魔神ドミグラ、ドミグラ）
- LORD of VERMILION IV（犬塚信乃）

2018年
- 東離劍遊紀之生死一劍（凜雪鴉）
- LibraryCross∞ -ライブラリークロスインフィニット-（斎藤一、鉤翅、ジョセフ）
- 真・三國無双8（李典）
- 忍び、恋うつつ - 万花彩絵巻 -（真田幸影）
- キングダム 乱 -天下統一への道-（尾平）
- ときめきレストラン☆☆☆ Project TRISTARS（伊達京也）
- こえかつ（ジョセフ・メイスフィールド）
- 黒騎士と白の魔王（イザナギ）
- VitaminX Destination（七瀬瞬）
- ブラッククローバー グリモワールバトル（ノゼル・シルヴァ）
- 23/7 トゥエンティ スリー セブン（源義経）
- イケメン戦国◆時をかける恋 新たなる出逢い（豊臣秀吉）
- GALTIA V Edition（ゼノ）
- オトチャン☆アニマルズ 〜買って貢いでときめいて!〜（バックん）
- ペルソナ3 ダンシング・ムーンナイト（伊織順平）
- BLAZBLUE CROSS TAGBATTLE（ゴルドー）
- 魔界ウォーズ（オーディン）
- ポコロンダンジョンズ-なぞるRPG-（申公豹、アクノロギア）
- Fate/EXTELLA LINK（ロビンフッド）
- グランドチェイス-次元の追跡者-（ルーファス）
- Collar×Malice -Unlimited-（御國れい）
- DYNAMIC CHORD JAM&JOIN!!!!（月野原久遠）
- 新三國志（諸葛亮）
- チェインクロニクル（2018年 - 2022年、伊織順平、ユーリ・ローウェル）
- ファイブキングダム -偽りの王国-（ガルフレッド）
- 夜明けのベルカント（ラザファム・グルガ）
- CARAVAN STORIES（ウォルリック）
- 陰陽師 本格幻想RPG（鬼切）
- ブラウンダスト（ドウェイン）
- ブラッククローバー カルテットナイツ（ノゼル・シルヴァ）
- マチガイブレイカー（リチャード、正宗、ホーリードラゴン）
- グリムノーツ Repage（ハンス・アンデルセン）
- 真・三國無双 斬（李典）
- 無双OROCHI 3（李典）
- ロックマン11 運命の歯車!!（アシッドマン）
- ゲシュタルト・オーディン（斎藤一）
- Cendrillon phalikA（泣虎[ナトラ]＝ピオニー）
- アルテイルNEO（ガルディレア）
- 機動戦士ガンダム エクストリームバーサス2（2018年 - 2025年、キャプテン・アッシュ） - 4作品
- ブラッククローバー 夢幻の騎士団（ノゼル・シルヴァ）
- 共闘ことばRPG コトダマン（2018年 - 2023年、アクノロギア、玉壺）
- 消滅都市（サダク）
- イドラ ファンタシースターサーガ（グスタフ）
- 大航海ユートピア（クレメント）
- 紅色天井艶妖綺譚 二藍（七絡）
- ペルソナQ2 ニュー シネマ ラビリンス（伊織順平）
- 片恋いコントラスト -way of parting- 第三巻（楠見清孝）
- ぷよぷよ!!クエスト（2018年 - 2020年、伊織順平、佐久早聖臣）
- ぷよぷよ!!クエスト（2018年 - 2020年、伊織順平、佐久早聖臣）
- でみめん（モリッツ）
- 明治東亰恋伽 〜ハヰカラデヱト〜（川上音二郎）
- ドラゴンボール ゼノバース2（魔神ドミグラ）
- 天下統一恋の乱 Love Ballad（真田信幸）
- Shadowverse（正義のドラグーン、人形の支配者・リーアム、炎獅子の大将軍、ヴァイディ、パイロエレメントソーサラー）
- ジョジョの奇妙な冒険 ダイヤモンドレコーズ Reversal（グイード・ミスタ）
- モンスターストライク（2018年 - 2025年、ナッシュ、ネフライト、アクノロギア、成恢、グイード・ミスタ）
- 夢間集（夜燭言）

2019年
- テイルズ オブ ヴェスペリア REMASTER（ユーリ）
- 覇穹 封神演義 〜センカイクロニクル〜（申公豹）
- ゴッドイーターレゾナントオプス（ユーリ・ローウェル）
- OVERHIT（ハルト）
- いつでも はたらく細胞（セレウス菌）
- ディシディア ファイナルファンタジー（ゼノス・イェー・ガルヴァス）
- DIABOLIK LOVERS CHAOS LINEAGE（シュウ）
- VARIABLE BARRICADE（光森壱哉）
- スーパードラゴンボールヒーローズ ワールドミッション（魔神ドミグラ、ドミグラ）
- 禍つヴァールハイト（ユルゲン）
- グラフィティスマッシュ（ガブリエル）
- 私立ベルばら学園 〜ベルサイユのばらRe*imagination〜（フィリップ・ハンソン）
- MU：奇蹟の覚醒（魔法使い）
- 鬼灯の冷徹 〜地獄のパズルも君次第（烏頭）
- CLOCK ZERO 〜終焉の一秒〜 Devote（英円 / ビショップ）
- クリムゾンクラン（御子神総士）
- とある魔術の禁書目録 幻想収束（建宮斎字）
- メビウス ファイナルファンタジー（ゼノス・イェー・ガルヴァス）
- スーパーガンダムロワイヤル（キャプテン・アッシュ）
- ルーンファクトリー4 スペシャル（レオン）
- ポケモンマスターズ（2019年 - 2025年、タケシ、キバナ）
- CODE VEIN（ヤクモ・シノノメ）
- 薄桜鬼 真改 月影ノ抄（斎藤一）
- ゴーストリコン ブレイクポイント（ローワン・ブラウン、アナウンサー）
- RenCa:A/N（ヴェルム・フォルミカ）
- ジョジョの奇妙な冒険 ラストサバイバー（グイード・ミスタ）
- 無双OROCHI3 Ultimate（李典）

2020年
- 決戦！平安京（鬼切）
- アークナイツ（ブローカ）
- 龍が如く7 光と闇の行方（荒川真斗 / 青木遼）
- ジョジョのピタパタポップ（グイード・ミスタ）
- 魔界戦記ディスガイアRPG（カーチス）
- UNDER NIGHT IN-BIRTH Exe:Late[cl-r]（ゴルドー）
- 逆転オセロニア（ローリアン）
- あんさんぶるスターズ!! Basic / Music（2020年 - 2024年、三毛縞斑） - 2作品
- キングダムオブヒーロー（イングヴェイ）
- テイルズ オブ クレストリア（ユーリ・ローウェル）
- 原神（ガイア）
- OCTOPATH TRAVELER 大陸の覇者（シュワルツ、ライオネル）
- 食物語（蓮花血鴨）
- プリンセスコネクト!Re:Dive（2020年 - 2022年、ミロク）
- アナザーエデン 時空を超える猫（ユーリ・ローウェル）

2021年
- テラクラシック（シカンレニー）
- ワールドフリッパー（ハーリダル）
- FUSHO-浮生-（皇帝・元翊）
- B-PROJECT 流星*ファンタジア（夜叉丸朔太郎）
- スーパーロボット大戦30（ジュリアーノ・ヴィスコンティ）
- 真・三國無双8 Empires（李典）
- タロット男子 〜22人の見習い占い師〜（レイア・イザナミ）
- 終末のアーカーシャ（キョク・リュウショウ）
- シドニアの騎士 掌位ノ絆（弦打攻市）

2022年
- 刀剣乱舞無双（三日月宗近）
- 夢職人と忘れじの黒い妖精（シラヌイ）
- マフィア42（教祖）
- ジョジョの奇妙な冒険 オールスターバトルR（グイード・ミスタ）
- 機動戦士ガンダム 鉄血のオルフェンズG（名瀬・タービン）

2023年
- ファイアーエムブレム エンゲージ（ヘクトル）
- 龍が如く 維新! 極（勝麟太郎）
- サクライグノラムス（真田幸村）
- 北斗の拳 LEGENDS ReVIVE（アスラ）
- ブラウンダスト2（グレイ）
- Edge of Eternity（イソリス）
- ガールフレンド（仮）（悪堕天使男）

2024年
- 金色のガッシュベル!! 永遠の絆の仲間たち（ウルル）
- ペルソナ3 リロード（伊織順平）
- ライドカメンズ（ドミナ）
- Honey Vibes（コルト / キャルト）

2025年
- 真・三國無双 ORIGINS（李典）
- BLEACH Rebirth of Souls（ザエルアポロ・グランツ）
- 鬼滅の刃 ヒノカミ血風譚2（玉壺）

### 携帯コンテンツ
2004年
- ぼくとわたしの恋愛事情（ヴェンツェル）

2009年
- 妄想彼氏学園（篠塚葵）
- ラブマジ（ヤン ジーファ）

2010年
- 大和彼氏（キング）

2011年
- 薄桜鬼（2011年 - 2018年、斎藤一） - 3作品

2013年
- キャスティングプロデューサー
- テイルズ オブ ビブリオテカ（ユーリ・ローウェル）

2014年
- 絵本スタジオ
- ボイスアプリ 源氏物語〜男女逆転恋唄〜 愛言葉（六条）
- 私専用！愛され目覚ましvol.4 （ルディ）

2015年
- 恋するボイスアルバム（高瀬優哉）
- ツキノパーク（睦月始）
- 咎狗の血（アキラ）

### 吹き替え

#### 担当俳優
キム・ジョンフン
- 宮〜Love in Palace（イ・ユル）
- 三国志〜趙雲伝〜（高則）
- ロマンスが必要（キム・ソンス）

#### 映画
- アトランティスのこころ
- ウエスト・サイド物語
- エイリアン バスターズ（ジェイソン〈ニコラス・ブラウン〉）
- ガールズ・ガールズ（ティム）
- 監禁ハイウェイ（ゼイクス〈ウィリアム・アッシュ〉）
- ギガンティック（リコ〈フロリアン・ルーカス〉）
- サバンナ（ラッセル〈ブレンダン・ポレカット〉）
- ジーパーズ・クリーパーズ（ダリー・ジェンナー〈ジャスティン・ロング〉）
- 処刑・ドット・コム（レックス〈クリス・レムシュ〉）
- ステップ・アップ4: レボリューション（エディ〈ミシャ・ガブリエル〉）
- ステップ・アップ5: アルティメット（エディ〈ミシャ・ガブリエル〉）
- スピーシーズXX 寄生獣の誘惑（ルーク〈コリー・セヴィエール〉）
- スピードスター（ジャック〈ニコラス・ライト〉）
- ダークサマー（グレッグ〈チャーリー・フィン〉）
- 東京攻略
- パーフェクト・ホスト 悪夢の晩餐会（ジョン・テイラー〈クレイン・クロフォード〉）
- ファイナル・ガールズ 惨劇のシナリオ（クリス〈アレクサンダー・ルドウィグ〉）
- プリティ・プリンセス（ジェレマイア）
- マイ・フレンド・メモリー
- もしも願いが叶うなら
- ユー・ガット・サーブド（デビッド〈オマリオン〉）
- ラストキング・オブ・スコットランド（ニコラス・ギャリガン〈ジェームズ・マカヴォイ〉）
- ラブ in ローマ（パオロ〈ミケランジェロ・トマソ〉）
- レッサー・エヴィル
- ロックド・アウト（ウォーカー&ブリーズ）

#### ドラマ
- ER緊急救命室5 #5「仮装 Masquerade」（ジェイ〈Justin Doran〉）
- WITHOUT A TRACE/FBI 失踪者を追え!
- ウェディング（ハン・スンウ〈リュ・シウォン〉）
- おまかせアレックス（ジミー）
- グースパンプス（ウィル・ブレイク）
- クワンティコ/FBIアカデミーの真実 シーズン2（ハリー・ドイル〈ラッセル・トーヴィー〉）
- コールドケース7 ザ・ファイナル #10（トミー・フラナガン）
- SEX AND THE CITY「性のジェネレーションギャップ」（ショーン）
- 24 -TWENTY FOUR- シーズン4（ベルース）
- ナイトヴィジョン
- 西海岸捜査ファイル グレイスランド シーズン1 #12「確信と覚悟」（クレイトン・アンダース）
- バフィー 〜恋する十字架〜 #106（ジャスティン）
- パワーレンジャーシリーズ
  - パワーレンジャー・ターボ（ヒース）
  - パワーレンジャー・イン・スペース（タンケン・シュタイン）
  - パワーレンジャー・ロスト・ギャラクシー（バクスター）
- 華政（綾陽君（仁祖）〈キム・ジェウォン〉[465]）
- ボーイ・ミーツ・ワールド #63（デニー）
- BONES シーズン11 #2「生還を信じて」（ベンジャミン・メッツガー〈ジョシュ・カソーボン〉）2話
- モエシャ（フレディ&ノーマン）
- 愉快なシーバー家
- ラッシュアワー (テレビドラマ) #2（スティッキー・ジェイ〈マイケル・カルボナロ/Michael Carbonaro〉）
- 私の心が聞こえる?（チャ・ドンジュ〈キム・ジェウォン〉）

#### アニメ
- くまのパディントン
- スパイダーマン:アクロス・ザ・スパイダーバース（スポット[466]）
- ダイナソー・アイランド 恐竜たちの大地（アレックス）

### 特撮
2000年代
- 未来戦隊タイムレンジャー（2000年、傷害犯ボーグの声）
- 仮面ライダー電王（2007年、アントホッパーイマジン〈アリ〉の声） - TVシリーズ+『うたって、おどって、大とっくん!!』
- 仮面ライダーディケイド（2009年、バッファローロード/タウルス・バリスタの声）
- 劇場版 超・仮面ライダー電王&ディケイド NEOジェネレーションズ 鬼ヶ島の戦艦（2009年、ゲルニュートの声）

2010年代
- 仮面ライダー×仮面ライダー×仮面ライダー THE MOVIE 超・電王トリロジー EPISODE RED ゼロのスタートウィンクル（2010年、ピギーズイマジン・中兄の声）
- 海賊戦隊ゴーカイジャー（2011年、ヴァンナインの声）
- 仮面ライダーオーズ/OOO（2011年、エイサイヤミーの声）
- 特命戦隊ゴーバスターズ（2012年、ライノダブラーの声）
- 獣電戦隊キョウリュウジャー（2013年、デーボ・ココドーコの声）
- 烈車戦隊トッキュウジャー（2014年 - 2015年、アバンタイトルナレーション〈始発駅（第1話）のみ〉、総裁の声） - TVシリーズ+『VSキョウリュウジャー』

2020年代
- 魔進戦隊キラメイジャー（2020年、マネキン邪面の声）
- 機界戦隊ゼンカイジャー（2021年、ヒドケイワルドの声）
- 王様戦隊キングオージャー（2023年 - 2024年、クロダの声） - TVシリーズ+『VSドンブラザーズ』

### 人形劇
- Thunderbolt Fantasy 東離劍遊紀（2016年 - 2021年、凜雪鴉[471]） - 3シリーズ
- Thunderbolt Fantasy 生死一劍（2017年、凜雪鴉）

### デジタルコミック
- VOMIC「GANTZ」（2011年、加藤勝）
- Beeマンガ「カノジョは嘘を愛しすぎてる」（2013年、小笠原秋[472]）
- VOMIC「暗殺教室」（2013年、烏間惟臣）
- PEACEMAKER鐵 油小路篇 DVD ANiMiX（2013年、藤堂平助）
- dTVマンガ「PとJK」（2017年、佐賀野功太[473]）

### ラジオ
※はインターネット配信。
- P・K・Oのお前とブラック（1999年 - 2003年、ラジオ大阪「でじこのへや」「でじこのへや2」「でじこさん」内）
- VOICE CREW（2002年 - 2003年、NACK5）
- セイント・ビースト ケダモノたちのHEAVEN'S PARTY（2003年 - 2010年、不定期パーソナリティ、アニメイトTV※）
- 転生學園放送部（2004年、アニメイトTV※）
- テニスの王子様 オン・ザ・レイディオ（2004年、2007年、文化放送）
- 大河ラジオだ ブシロード（2004年 - 2005年、ラジオ大阪）
- ラジリスク〜甲賀忍放送〜（2005年 - 2006年、音泉※）
- ラジリスク〜伊賀忍放送〜（2005年、アニメイトTV※）
- 週刊!アニたま金曜日（2005年 - 2009年、ラジオ関西アニたまどっとコム）
- 狗ラジ TB-SHOW（2008年、アニメイトTV※、マリン・エンタテインメント※）
- パンドララジオ〜アヴィスの使者がやってくる!?〜（2009年、メディファクラジオ※）
- ラジオ タルタロス（2010年、音泉※）
- WEBラジオ「咎狗の血」Toshima Station（2010年 - 2011年、アニメ「咎狗の血」公式サイト※）
- 鳥海浩輔・安元洋貴 今夜は眠らせない…禁断生ラジオ（2010年 - 、ニコニコ生放送※）
- 鳥海浩輔・福井裕佳梨のタルタロスちゃんねる（2010年、超!A&G+※）
- オトメイトTiara（2011年 - 2012年、音泉※）
- 薄桜鬼集会 放送録（2011年 - 2014年、不定期パーソナリティ、アニメイトTV※）
- サンラジオ・レジデンス（2012年 - 2013年、不定期パーソナリティ、アニメイトTV※）
- オトメイトパラダイス（2012年 - 2015年、音泉※）
- ばんちゃ!見ホーダイ!（2012年 - 2017年、音泉※）[474]
- DYNAMIC CHORD [rêve parfait] CHECK☆MATE☆STATION（2017年、音泉※）[475]
- RADIO MIRACLE6（2018年、アニメイトタイムズ※）[476]

### CD

#### ドラマCD
- 愛しあう事しかできない（光彦）
- Aiデス・ガン 〜美しき死には花束を〜（マイヤ）
- 相棒は英国男子〜君とディナーを〜（ルディ・ランパート）
- IvRADIO（出水裕嗣）
- 青春鉄道（有楽町線）
- 茜さすセカイでキミと詠う 七彩桜の栄誉〜愛し君へ〜（安倍晴明）
- あかやあかしやあやかしの シリーズ（嵯峨野）
  - あかやあかしやあやかしの アンソロジードラマCD1「かくれんぼ」
  - あかやあかしやあやかしの アンソロジードラマCD2「かげふみあそび」
  - あかやあかしやあやかしの アンソロジードラマCD3「線あそび」
  - あかやあかしやあやかしの コミックス4巻限定版ドラマCD
  - あかやあかしやあやかしの ドラマCD
- ACTORS - Drama Edition - [WEST]（清洲鷹翌）
- アクティヴレイド -機動強襲室第八係- ドラマCD File12.5「瀬名颯一郎の憂鬱・番外編」（協会さん）
- あなたがお風呂で のぼせるCD シリーズ（湯原）
  - あなたがお風呂で のぼせるCD 〜温泉擬人化コレクション・シーズン2〜 第3弾「湯原編」
  - あなたがお風呂で のぼせるCD 〜温泉擬人化コレクション・シーズン2〜 フルドラマ「温泉だよ、全員集合！―恋の風に吹かれて―」前・後編
  - あなたがお風呂で のぼせるCD 〜温泉擬人化コレクション・混浴編〜 第3弾「三朝＆湯原」
- 兄友 ※花とゆめ 2016年19号付録ドラマCD（七瀬雪紘）
- アメムチ 片付けられない男にアメとムチ（柏木陸人）
- ALICE=ALICE（帽子屋[477]）
- 息遣いシリーズ 学生編 〜君を取り合う、取り合い吐息〜（飛鳥井淳[478]）
- イケメン☆アルバム〜AIR Group〜CLUB AAA編（一月）
- 偉人アイドルプロジェクト 歴sing♪ シリーズ（中岡慎之介[479]）
  - 偉人アイドルプロジェクト 歴sing♪ 第1 - 3巻
  - 偉人アイドルプロジェクト歴sing♪ 〜セカンド・シーズン にゃあ!〜 第1 - 4巻
- いちばん ときめく！CDシリーズ「アンケート彼氏」
- いっしょにお風呂 VOL.04 大人な彼 MAKOTO（住谷真琴）
- 一世風靡 -逆転大奥恋絵巻- 第一幕（涼風[480]）
- VANQUISH BROTHERS（コジュウロウ[481]）
- Vie Durant シリーズ（愛）
- 浮雲亭物語 シリーズ（雲楽〈真打〉）
  - 浮雲亭物語 Vol.1「落語は理屈じゃねぇんだ。そこに愛はあんのかい?篇」
  - 浮雲亭物語 Vol.4「新春!浮雲亭大喜利〜おやじの一番長い日篇」
- うたの☆プリンスさまっ♪ シリーズ（愛島セシル）
  - うたの☆プリンスさまっ♪ Debut ユニットドラマCD カミュ&セシル
  - Shining Dream Festa Special MessageCD ※Shining Dream Festa パンフレット付録
  - Shining Masterpiece Show Lost Alice（眠りネズミ）
  - Shining Masterpiece Show トロワ-剣と絆の物語-（依頼人）
  - 雪月花 Eternal Moment Memorial Set
- 英国妖異譚 シリーズ（シモン・ド・ベルジュ）
- ETERNAL GUARDIAN 〜聖戦士伝説〜（アージャ）
- ヱデンズボゥイ（ミエル）
- 王立王子学園（白瀬雪斗）
  - 王立王子学園 vol.1 シンデレラの王子様
  - 王立王子学園 vol.2 白雪姫の王子様
  - 王立王子学園 vol.3 親指姫の王子様
- 王立王子学園〜re：fairy-tale〜（白瀬雪也）
  - 王立王子学園〜re：fairy-tale〜 vol.1 いばら姫の王子様
  - 王立王子学園〜re：fairy-tale〜 vol.2 かえるの王子様
  - 王立王子学園〜re：fairy-tale〜 vol.3 白雪姫の王子様
- O*G*A 鬼ごっこロワイアル STEP3 〜はばたきの季節〜（御神楽翼）
- 拝み屋横丁顛末記 シリーズ（平井太郎）
  - 拝み屋横丁顛末記 〜横丁騒宴音盤〜
  - 拝み屋横丁顛末記 〜横丁華恋宴盤〜
- お嬢様はジュエルマスター（水虎）
- おたくの娘さん（守崎耕太）
- お天気戦隊ハウウェザー シリーズ（アメ）
  - お天気戦隊ハウウェザー1・2
  - お天気戦隊ハウウェザー〜晴のち雨のち曇のち雪のち雷〜
  - お天気戦隊ハウウェザー〜夏休みだよ！全員集合！〜
  - お天気戦隊ハウウェザー〜お正月だよ!番組改編orz〜
  - お天気戦隊ハウウェザー(爆)
  - お天気戦隊ハウウェザー〜湯煙ドッキリ大作戦！〜
  - お天気戦隊ハウウェザー〜お天気チュー意報発令チュー!!〜
  - お天気戦隊ハウウェザー〜お正月! KT-2大作戦!〜
  - お天気戦隊ハウウェザー〜時を駆けるヒーロー〜
- 男遊郭の秘めたる遊戯 金紅の契（ときわ[482]）
- オネェCD 〜ラジオパーソナリティ・ルリ姉〜（星畑瑠璃[483]）
- オリオンの少年（中浦智律）
- -陰陽師幻夜録- 我が掌で眠れ Vol.6（晴哉）
- カテゴリ：フリークス（泉水）
- 渦動破壊者ヴォルテックスブラスター
- カレイドイヴ ウェディングCD Vol.1〜5（真柴拓海）
- 「機動戦士ガンダム 鉄血のオルフェンズ」EPISODE DRAMA 弐（名瀬・タービン[484]）
- 君色ストーリア Season2 〜恋するサッカー部〜（長澤亮一）
- Captain HOOK love's lock. シリーズ（伊智）
- 共鳴せよ!私立轟高校図書委員会（須藤慶文）
- 銀のヴァルキュリアス（ライナス）
- CLOCK ZERO 〜終焉の一秒〜 シリーズ（英円 / ビショップ）
  - CLOCK ZERO 〜終焉の一秒〜 ドラマCD 〜正義の秘密戦隊ヘルズエンジェルズ 第613話 『黄昏の決戦』〜
  - CLOCK ZERO 〜終焉の一秒〜 ドラマCD 『それから』の記憶 〜ぼくらの中学生日記〜
  - CLOCK ZERO 〜終焉の一秒〜 ドラマCD Nobody knows the world 〜誰も知らない世界〜
  - CLOCK ZERO 〜終焉の一秒〜 ドラマCD 〜正義の秘密戦隊ヘルズエンジェルズ2 第1224話『クリスマス大作戦』〜
  - CLOCK ZERO 〜終焉の一秒〜 Grace note Vol.3
- グリオットの眠り姫 シリーズ（ウォルド）
  - グリオットの眠り姫 コミックス2巻限定版ドラマCD
  - グリオットの眠り姫 消えない欠片 初回限定版ドラマCD
- クリミナーレ! シリーズ（キアーヴェ[485]）（公式YouTubeチャンネル「Rejet Archive」で第1作目公開中）
  - カレと48時間逃亡するCD「クリミナーレ!」 Vol.4 キアーヴェ CV.鳥海浩輔[486]
  - カレと48時間潜伏するCD「クリミナーレ!F」 Vol.4 キアーヴェ CV.鳥海浩輔
  - カレと48時間で脱出するCD「クリミナーレ!X」 Vol.7 キアーヴェ CV.鳥海浩輔
  - カレらと24時間生き抜くCD「クリミナーレ!DUELLO」 Vol.1 ジェラルド&キアーヴェ CV.緑川 光＆CV.鳥海浩輔
  - カレらと24時間で真実を暴くCD「クリミナーレ!R」 Vol.1 キアーヴェ&ダンテ CV.鳥海浩輔＆CV.野島健児
  - カレと48時間を駆け抜けるCD「クリミナーレ！T」 Vol.4 キアーヴェ CV.鳥海浩輔
- グリム街の王子様 第二夜（シンダーエラ[487]）
- 黒吉原メランコリア 第壱夜 亞雲ヒバリ（亞雲ヒバリ[488]）
- 血液型男子。セカンドシーズン（O型）
- 月刊音楽家図鑑〜黒盤〜（ベートーヴェン）
- 月光仮面（どくろ仮面）
- 月蝕のエゴイスト-愛しすぎて、壊したい-〜白濁の空〜（藤原玄音[489]）
- ケモノキングダム 〜ZOO〜（オオワシ）
- 源×平ボーイフレンズ シリーズ（平清盛）
  - 源×平ボーイフレンズ vol.2 平清盛 〜驕る平家はセレブ生活の巻〜
  - 源×平ボーイフレンズ SEASONS vol.1 冬の陣
- 源氏物語〜男女逆転恋唄〜 シリーズ（六条）
  - 源氏物語〜男女逆転恋唄〜 序之巻
  - 源氏物語〜男女逆転恋唄〜 縁之巻
  - 源氏物語〜男女逆転恋唄〜 調之巻
- 源氏物語〜追憶〜（葵の上）
- 幻妖綺 〜鬼ノ待人〜（酒呑童子）
- 戀々 シリーズ（水無月）
  - 戀々 二ノ巻
  - 戀々 第二幕 現鑑〜いまかがみ〜 四ノ巻[490]
- 恋ギグ-Let It Bleed-（ザビエル）
- 恋戦隊LOVE&PEACE ドラマCD 1 - 4（青山玲士）
  - 恋戦隊LOVE&PEACE THE P.S.P.〜パワー全開!スペシャル要素てんこもりでポータブル化大作戦である!〜CD side LOVE
  - 恋戦隊LOVE&PEACE THE P.S.P.〜パワー全開!スペシャル要素てんこもりでポータブル化大作戦である!〜CD side PEACE
- 幸福喫茶3丁目 1・2（進藤咲月）
- 子供の領分 シリーズ（青木和巳）
  - 子供の領分 6 真夏の残響（クライング・サマー）
  - 子供の領分 7 怪物君（モンスター）パニック
  - 子供の領分 8 分岐点（ターニング ポイント） vol.1 発端
  - 子供の領分 9 分岐点（ターニング ポイント） vol.2 波乱
- この素晴らしい世界に祝福を! この真夏の海に騒乱を!（御剣響夜[491]）
- 最弱テイマーはゴミ拾いの旅を始めました。ドラマCD（ヴェリベラ）[492]
- シェアらぶ 第1 - 3巻（藤猪勇一郎）
- 執事たちの恋愛事情〜秘密のハッピープレゼント〜（大木隆也）
- シドニアの騎士（弦打）※コミックス第13・15巻 ドラマCD付き特装版
- 忍び、恋うつつ シリーズ（真田幸影）
  - 忍び、恋うつつ ドラマCD 〜誰があいつにふさわしいか大決戦!!〜
  - 忍び、恋うつつ コミックス1・3巻ドラマCD付き特装版
- ジャポニズム47（神奈川）
- 11人いる!（マヤ王バセスカ[493]）
- 終極のDOLLS 第6巻 フェイ
- 十三支演義 〜偃月三国伝〜 シリーズ（曹操）
  - 十三支演義 〜偃月三国伝〜 ドラマCD 演義余聞
  - 十三支演義 〜偃月三国伝〜 ドラマCD The Sweetheart of Three Kingdom 〜深夜城の宴〜
  - 十三支演義 〜偃月三国伝〜 ドラマCD 恋歌繚乱
  - 十三支演義 〜偃月三国伝〜 ドラマCD 洛陽猫攻防戦
  - 十三支演義 〜偃月三国伝〜 コミックス第1 - 4巻ドラマCD付き特装版
  - 十三支演義 偃月三国伝2 ドラマCD 第2弾「曹操軍来記」
  - 十三支演義 偃月三国伝2 シチュエーションドラマCD 第二弾 桃園恋綴り 曹操・張遼編〜共寝の巻〜
  - OVA 十三支演義〜偃月三国伝〜外伝 幽州幻夜 ※Amazon限定 曹操シチュエーションCD
- シュガーアップル・フェアリーテイル（エリオット・コリンズ）
- 私立荒磯高等学校生徒会執行部 シリーズ（相浦）
  - 私立荒磯高等学校生徒会執行部 I、III
  - 帰ってきた!私立荒磯高等学校生徒会執行部 1・2
- 私立!三十三間堂学院（後白河法行）
- 私立ジャスティス学園 ドラマアルバム 〜ねらわれた太陽学園 熱血死闘編〜（純、不良1、駅NA）
- 真・女神転生III-NOCTURNE（新田勇）
- スタミュ セカンドドラマCD（楪・C・リオン）
- SKET DANCE（榛葉道流）
- 砂時計（北村大悟）
- Snow Flower（仁科晃弘）
- スレイヤーズN・EX (1) 闇の住まう村（手下B）
- セイント・ビースト シリーズ（陽炎のシヴァ）
- 7SEEDS I、II（青田嵐）
- SEVENTH HEAVEN vol.6（ミント[494]）
  - SEVENTH HEAVEN プレミアムBOX 録り下ろしドラマCD「優しい奇跡の物語」（ミント）
- えこといっしょ。 CDでもいっしょ。 vol.1（2007年、与志ヨシタカ）
- 戦國ストレイズ（織田信長）
- 葬儀屋リドル（ダンテ）
- 第七特命課 十狂セメタリー SeasonIII 瑞原タイチ
- DYNAMIC CHORD シリーズ（月野原久遠）
  - DYNAMIC CHORD vocalCDシリーズvol.1 [rêve parfait]
  - DYNAMIC CHORD love U kiss series vol.3 〜Rook〜
  - DYNAMIC CHORD shuffle CD series vol.1 Rabbit Clan
  - DYNAMIC CHORD shuffleCD series 2nd vol.2 緋ノ耶魔隊
  - DYNAMIC CHORD Vacation Trip CD series [rêve parfait]
- Tiny×Machinegun タイニー・マクダニエル捜査ファイル「THE KNOCKDOWN」（ウルフ）
- 太陽の勇者ファイバード ユリちゃんに愛の花束を…（幽霊）
- 篁破幻草子 シリーズ（橘融）
  - 篁破幻草子 宿命よりもなお深く
  - 篁破幻草子 六道の辻に鬼の哭く
- 戦う!セバスチャン シリーズ（B君）
- 大正偶像浪漫「帝國スタア キネマトグラフ」 零番星（沖人[495]）
- Double Score-ダブルスコア-（戸高鷹介）
  - Double Score 〜Camellia〜
  - Double Score 〜Baby's breath〜
  - Double Score 〜quarrel×love〜 戸高鷹介の場合
- CHU♥LDK Vol.6（倫太郎[496]）
- ツキウタ。 シリーズ（睦月始）
  - ツキウタ。ドラマ!
  - ツキウタ。ドラマ!その2・5
  - アニくじ×ツキウタ。グラビ版 ※B賞「ミニドラマCD、ツキラジ特別版CD」
  - ツキウタ。アートブック ※公式通販限定版ドラマCD
  - ツキプロフェスタin推しなモノ詰め！
  - 卯月のウサギフェア〜幸運の兎を探せキャンペーン〜特製CD「ツキウタ。inワンダーランド」
  - ツキウタ。シリーズ 霜月隼「Monochrome sky」※ドラマパート
  - ツキウタ。シリーズ　SixGravityベストアルバム「黒月」※ドラマパート
  - ツキウタ。シリーズ「池袋月猫物語」
- つまりはLOVEということで 3-A、3-B（森祥吾）
- DIABOLIK LOVERS シリーズ（逆巻シュウ）
  - DIABOLIK LOVERS Vol.6 シュウ編
  - DIABOLIK LOVERS Blood & LoveSweat
  - DIABOLIK LOVERS ドS吸血CD VERSUS1 アヤトVSシュウ
  - DIABOLIK LOVERS ドS吸血CD MORE,BLOOD Vol.9 シュウ編[497]
  - DIABOLIK LOVERS ドS吸血CD VERSUS II Vol.2 シュウVSレイジ[498]
  - DIABOLIK LOVERS DARK FATE Vol.2 上弦の章[499]
  - DIABOLIK LOVERS ドS吸血CD BLOODY BOUQUET Vol.4 シュウ編[500]
  - ドS吸血CD DIABOLIK LOVERS プレミアムBOX 録り下ろしドラマCD「真夜中の密事 〜血濡れた悪夢〜」
  - DIABOLIK LOVERS ドS吸血CD VERSUS III Vol.5 シュウVSユーマ[501]
  - DIABOLIK LOVERS LOST EDEN Vol.1 逆巻編[502]
  - SADISTIC NIGHT 2017 パンフレット付録CD
  - DIABOLIK LOVERS CHAOS LINEAGE Vol.1 SCARLET編[503]
  - DIABOLIK LOVERS Para-Selene Vol.13 逆巻シュウ編[504]
  - DIABOLIK LOVERS ドS吸血CD VERSUS IV Vol.2 シュウVSルキ[505]
  - DIABOLIK LOVERS ZERO Floor.10 逆巻シュウ CV.鳥海浩輔[506]
  - DIABOLIK LOVERS MORE, MORE BLOOD Vol.3 逆巻シュウ CV.鳥海浩輔[507]
  - DIABOLIK LOVERS DAYLIGHT Vol.2 逆巻シュウ CV.鳥海浩輔[508]
- Dies irae Todestag Verloren（カール・クラフト、ロートス・ライヒハート）
- 天使×悪魔（ミカエル）
  - 天使×悪魔1
  - 天使×悪魔 2ndシーズン ドラマCD1
- ドラマCD「テイルズ オブ ヴェスペリア」第1 - 6巻（ユーリ・ローウェル）
- デルフィニア戦記 戦女神の祝福（イヴン）
- ティンクルセイバーNOVA（九行律）
- デ・ジ・キャラット（リク＝ハイゼンベルク）
- 転生學園月光録（京羅樹崇志）
- 転生學園幻蒼録（伊波飛鳥、京羅樹崇志）
- 伝説の勇者ダ・ガーン
- TOKYOヤマノテBOYS シリーズ
  - TOKYOヤマノテBOYS RED HOT ICE CREAM（諸星哲）
  - TOKYOヤマノテBOYSナイショの真夜中王子Secret.1
- ToHeart2（向坂雄二）
- 咎狗の血 シリーズ（アキラ）
  - CHiRAL CAFEへようこそ
  - TVアニメ「咎狗の血」ドラマCD「想増／Gossip」
  - convenience store LAMENTO
  - CHiRAL CAFEへようこそ 2
- 「刻の男組（ときのスーパーヒーロー）」第3弾「ナルシー☆金太郎」（卜部季武）
- ときめきメモリアル
- 図書室のネヴァジスタ ドラマCD（辻村煉慈）
- DOLLS（柏原謙信）
- 七怪家族 第二巻（大国主[509]）
- ナナカミエール 第二巻 -毘沙門・布袋編-（布袋）
  - ナナカミエール 第四巻 -弁天・七福神編-（布袋）
- にゃんにゃんプレリュード・にゃんにゃんセレナーデ（たっくん[510]）※『クズの本懐』BD・DVD特典
- ニンジャスレイヤー 聖なるヌンチャク（イグゾーション）※ドラマCD付き特装版
- ぬらりひょんの孫（黒田坊）
- ネガポジ〜梶原直己の初恋?〜（樋野和紘）
- 熱風海陸ブシロード Tales of Times Now Past〜一期一会之章 上・下巻（カズサ・シン）
- ノンフィクション シリーズ（樋山浩之）
  - 同居CD
  - 男子高校生CD
- ハイガクラ シリーズ（武夷）
  - ハイガクラ
  - ハイガクラ〜吉里吉里舞〜
- 獏-BAKU-（ルビダス）
- 薄桜鬼 シリーズ（斎藤一）
  - 薄桜鬼 ドラマCD 〜新選組捕物控〜 前編・後編
  - 薄桜鬼 ドラマCD 〜若殿道中記〜
  - 薄桜鬼 ドラマCD 〜千鶴誘拐事件帳〜
  - 薄桜鬼 ドラマCD 〜島原騒動記〜
  - 薄桜鬼 ドラマCD 〜寒桜絵巻〜
  - 薄桜鬼 ドラマCD 〜会津隠密帳〜
  - 薄桜鬼 ドラマCD 〜新選組鬼譚〜
  - 薄桜鬼 ドラマCD 〜近藤さんの悩みの種〜
  - 薄桜鬼 ドラマCD 〜妖刀始末記〜[511]
  - 薄桜鬼 ドラマCD 〜偽物騒動記〜[512]
  - 薄桜鬼 黎明録 ドラマCD 〜龍之介淡恋秘話〜
  - 薄桜鬼 黎明録 キャラクターCD 幕末暁月抄 斎藤一・藤堂平助
  - アニメ「薄桜鬼」ドラマCD 〜星夜の想い〜
  - アニメ「薄桜鬼」ドラマCD 〜改名秘帖録〜
  - キャラクタードラマCDBOOK 薄桜鬼 弐巻（斎藤一&藤堂平助編）
  - オトメイト応援CD 薄桜鬼 斎藤一 編
  - 薄桜鬼 真改 ドラマCD 〜大江戸邂逅録〜
  - 薄桜鬼 真改 ドラマCD 〜相馬厄難物語〜
  - 薄桜鬼 真改 ドラマCD 〜珍客逗留始末〜
  - 薄桜鬼 真改 ドラマCD 〜見廻組騒動録〜
  - 薄桜鬼 真改 ドラマCD 〜山南過去想起〜
  - 薄桜鬼 真改 〜風華大全〜 特典ドラマCD「稽古の痛み」
- はこぶね白書（荒木狐タ郎）
- BASARA〜謀略の城〜（安宅冬康）
- 走れ!T校バスケット部（牧園浩司〈のぞき魔〉）
- 蜜恋（ハニー）ライアー!? Vol.2（琥珀ユヅキ）
- パラダイスo'ウィスパー Vol.1（神澤セツナ）
- 遙かなる時空の中でシリーズ
  - 遙かなる時空の中で3 十六夜記（藤原泰衡）
  - 遙かなる時空の中で3 〜花の名残〜 中巻（藤原泰衡）
  - 遙かなる時空の中で4 〜夜霧の書〜（大伴道臣）
  - 遙かなる時空の中で4 〜瑞穂の国〜（大伴道臣）
- バレスタ シリーズ（神田遼太郎）
  - バレスタセカンド 全5巻
  - バレスタサード 全5巻
- PandoraHearts シリーズ（ギルバート＝ナイトレイ）
  - PandoraHearts ドラマCD1 CDドラマシアター『ベザリウス学園の悪夢』
  - PandoraHearts ドラマCD2 CDドラマシアター『アリスのむ茶会』
  - PandoraHearts 16・22巻初回限定特装版ドラマCD
- BL探偵（八雲和臣）
- ピリオドキューブ Quest6（ポヨポヨ）
- PEACE MAKER鐵 シリーズ（藤堂平助）
  - PEACE MAKER鐵 弐「闘」
  - PEACE MAKER鐵 参「忍」
  - PEACE MAKER鐵 四「道」
  - PEACE MAKER鐵 五「時」
  - PEACE MAKER鐵 ※コミックス第6巻 ミニドラマ付限定版
  - ドラマCD「PEACE MAKER 鐵」弐、参、四、五、六
  - PEACE MAKER 鐵 前篇〜想道〜入場特典ドラマCD「内緒のお夜食」
- ビーンズ王国 ドラマCD 秘密のロイヤル・プリンス（エドガー）
- VitaminR シリーズ（ジャン・フェリックス・ヴァロー）
  - 組曲ワルサイユより 〜かぼちゃパイのアリア〜
  - 先生争奪お片付けシンフォニア
  - VitaminR ジュエルビタミン1 ジャン＆カオル
- VitaminX シリーズ（七瀬瞬）
  - Ultraビタミン
  - UltraビタミンII -Maximum馬鹿-
  - Ultraビタミン3 -最後?の笑戦-
  - LOST Vitamin〜甘くてHなビタミン剤〜
  - LOST Vitamin〜甘くてHなビタミン剤Part2 忠々変化B六乃浮橋〜
  - ラブビタミン〜眠り姫スクランブル〜
  - ラブビタミン2〜ホワイトデーくらいしす?〜
  - デイドリームビタミン2〜未来への約束〜
  - デリシャスビタミン1 〜ドキドキ★ラブトラブル〜
  - ハイパービタミン 〜ときめき★ウォーターウォーズ〜
  - VitaminX 豪華客船ウィング号 魅惑のハラハラクルージング
  - VitaminX 10th Anniversary ドラマCD 〜Relations〜 B6 Side 前編、後編
- 百花百狼 〜戦国忍法帖〜 草枕奇談（百地蝶治郎）
- ファイアーエムブレム エクストラドラマCD 烈火の剣 〜ローランの継承者たち〜（ヘクトル[513]）
- ファンタジー彼氏 シリーズ（魔法使い[514]）
  - アニメイトで聞きました! ファンタジー彼氏 〜Dive into Fairy Story〜 Vol.5 ヘンゼル from 『ヘンゼルとグレーテル』
  - アニメイトで聞きました! ファンタジー彼氏 〜Dive into Fairy Story〜 Vol.6 魔法使い from 『ヘンゼルとグレーテル』
- GファンタジーコミックCDコレクション「ファイアーエムブレム暗黒竜と光の剣」（兵士1）
- ファントム・ブレイブ オリジナルサウンドドラマ（ウォルナット）
- Sound Drama Fate/EXTRA 第二章「強きもの弱きもの」（アーチャー）
- 腐女子 シリーズ（青井龍二）
  - 腐女子の嫁ぎ方
  - 腐女子のミカタ
  - 腐女子をエスコート3 赤城&青井編
  - 腐女子執事×乙女執事2 ドキドキバレンタイン
  - 腐女子執事〜腐女子執事が腐女子専用アプリを作ってみた〜
- BRIDE of PRINCE 第六巻（リオ）
- BROTHERS CONFLICT シリーズ（朝日奈梓）
  - BROTHERS CONFLICT ドラマCD 存在の不確かな神サマだから
  - BROTHERS CONFLICT ドラマCD 兄弟らのにちじょう
  - BROTHERS CONFLICT キャラクターCD (5) with 棗&梓
  - BROTHERS CONFLICT 13Bros.MTG
  - BROTHERS CONFLICT ドラマCD MY 6 LOVERS
  - BROTHERS CONFLICT キャラクターCD 2ndシリーズ 1 with 椿&梓
  - BROTHERS CONFLICT RARE TRACK
- PLATONIC BLOOD 〜Birthday present for you〜（ローゼライト）
- FRESH KISS 100％ 6th Twinkle ヒカル（愛宕ヒカル[515]）
- 文豪 シリーズ（芥川龍之介）
  - 吾輩たちは文豪である
  - 文豪の神様
  - 文豪探偵団
- ペルソナ2 罪と罰 〜果てしなき青春〜（三科栄吉）
- ペルソナ3（伊織順平）
- ペルソナ3 ポータブル（伊織順平）
- 僕と彼女の×××（千本木進之介）
- ぼくのとなりに暗黒破壊神がいます。 ドラマCD「ENDLESS SUMMER NIGHTS」（時宗樒）※コミックス第3巻アニメイト限定版
  - ドラマCD「ぼくのとなりに暗黒破壊神がいます。」（時宗樒[516]）
- 僕は妹に恋をする（矢野立芳）
- ホットギミック（橘亮輝）
- 本好きの下剋上 〜司書になるためには手段を選んでいられません〜（ジルヴェスター）
  - 本好きの下剋上 〜司書になるためには手段を選んでいられません〜 ドラマCD2
- マーベラス・ツインズ（花無缺）
- マイカレ シリーズ（麻生時雨）
  - マイカレ
  - マイカレスペシャル〜麻生&若葉編〜
- 枕男子 先輩男子と司書男子（望月識）
- 魔人探偵脳噛ネウロ（石垣筍）
- 魔導師は平凡を望む 〜愛しき日々をイルフェナで〜（アルジェント）
- MR. シリーズ（ギルバート）
  - MR.MORNING
  - MR.APPLICANT
- 宮沢賢治物語〜雨ニモマケズ〜
- めいこい音声劇場「明治東亰恋伽」〜春草・音二郎編〜（川上音二郎）
  - めいこい音声劇場 「明治東亰恋伽」 恋綺譚 〜第二・三幕〜
  - めいこい音声劇場 シチュエーションCDシリーズ3 寝かせて欲しいか？ 〜川上音二郎編〜
  - 劇場版「明治東亰恋伽 〜弦月の小夜曲〜」ドラマCD付前売券②『ダブル・エスコート ある上野の一日』
  - 劇場版「明治東亰恋伽 〜弦月の小夜曲〜」ドラマCD付前売券③『その男、新入りにつき 〜魅惑のシネマトグラフ〜』
  - 明治村コラボ記念 ドラマCD「めいこい時間旅行」
  - 明治東亰恋伽 〜ハヰカラデヱト〜 AGF2018無料配布ドラマCD
- 明治吸血奇譚 月夜叉 シリーズ（錠々幻斗）（公式YouTubeチャンネル「Rejet Archive」で第1作目公開中）
  - 明治吸血奇譚 月夜叉 睦月の巻（錠々幻斗[517]）
  - 明治吸血奇譚 月夜叉 紅 師走の巻（錠々幻斗）
- 猛獣使いと王子様 シリーズ（アルフレート）
  - 猛獣使いと王子様 ドラマCD 〜最強の花婿大作戦〜
  - 猛獣使いと王子様 〜Snow Bride〜 ドラマCD 〜想い出の花〜
  - 猛獣使いと王子様 ドラマCD 〜パン屋☆パニック!〜[518]
  - 猛獣使いと王子様 ドラマCD 〜猛獣劇場リターンズ〜
- 桃組プラス戦記（赤鬼〈暮内紅〉）
- もんだいフード★モンスターズ MENU3（プラスチック・ポテト[519]）
- ヤンデレ天国（ヘブン）〜真誠学園 高等部編〜（淳志）
- ユア・メモリーズオフ〜Girl's Style〜 ドラマCD Road of the Your 完全盤（本条理人）
- 幽幻ロマンチカ シリーズ（メリィ）
  - 幽幻ロマンチカ 有頂天 第伍の謎 メリーさん メリィ[520]
  - 幽幻ロマンチカ 破天荒 第伍の謎 メリーさん メリィ
  - 幽幻ロマンチカ 真骨頂 第四の噂 メリーさん メリィ・トイレの花男さん ハナヲ　
  - 幽幻ロマンチカ 満天花 第弐の謎 メリーさん メリィ
  - 幽幻ロマンチカ 最高潮 第弐の謎 メリーさん メリィ
- 勇者指令ダグオン
- 遊佐浩二50th Anniversary CD「io」
- よしとおさま!（キジトラ）※コミックス第8巻 ドラマCD付き特別版
- 弱虫ペダル シリーズ（今泉俊輔）
  - 弱虫ペダル ドラマCD はじまりの鼓動
  - 弱虫ペダル ドラマCD ウエルカムレース
  - 弱虫ペダル ドラマCD Off the ROAD[521]
  - アニくじ「弱虫ペダル GRANDE ROAD」 ※B賞ドラマCD「小野田の悩み」
  - 弱虫ペダル GRANDE ROAD ドラマCD Funny Riding
  - 弱虫ペダル GRANDE ROAD ミニドラマCD SIDE ROAD 1
  - 弱虫ペダル ツーリングCD Vol.1「勝利のラブ☆ヒメロード」 ※弱虫ペダル NEW GENERATION Vol.1初回生産限定特典
- 楽園ルウト（永塚笑也）
- ラクリモサ -七つの罪- vol.1 憤怒の章（ニコ[522]）
- ラノベ王子☆聖也（真堂優介[523]）
- Love Cuisine 〜モンスターズ・レシピ〜 シリーズ（ヘルマン・ヴァルコイネン[524]）
  - おいしく恋するCD Love Cuisine 〜モンスターズ・レシピ〜 Vol.1・3・4
- 恋ノ旅人<ラブトラベラー>（服部蔵之助）
- ラブ★トリップ 〜これってハネムーン?〜 三重編（川瀬智紀）
- ラブ・モンスター（蛇ノ目〈大人〉）
- Revive 〜蘇生〜（男子生徒A、同僚B、研究員A、客C）
- LIP ON MY PRINCE VOL.4 ハル 〜あらぶる大地のKISS〜（柳瀬ハル[525]）
  - MOTTO♥LIP ON MY PRINCE VOL.7 ハル 〜たける大地のKISS〜（柳瀬ハル[526]）
- 恋愛迷宮シリーズ 幼馴染なカレとの脱出 -完全版-（藤白皆人）
- ロイヤルフラワー 〜三泊四日！素敵な王子様になる講座〜（レノア[527]）
- 若草物語 -紙ヒコーキに乗って-（メグ）
- ワンパンマン マジCD DRAMA & SONG VOL.03（閃光のフラッシュ）
- キラボシチューン（神咲神）

#### BLCD
- 間の楔 l 〜DESTINY〜（ガイ）
- 合鍵（氷桜司）
- 愛され過ぎて孤独（大空涼）
  - 愛し過ぎた至福
- 愛していると言ってくれ。（藤井たもつ）
- 愛だろ、愛!! -山田ユギバンブーセレクションCD-「さすらい」（久保）
- 愛と欲望は学園で 2（沢田喜緒）
- 愛の夜明けを待て！（志波史彰）
- 蒼い海に秘めた恋（オルソン・グレイ）
- 青い羊の夢（ラーティ・バーラ）
- 朝から朝まで（後藤京平）
- あしたのきみはここにいない（北原史誓）
- あなたのためならどこまでも(高千穂巧)
- アンバランスな熱（鳴瀬義人）
- 1円の男（上田恭一）
- いつかじゃない明日のために/side 直哉（瀬戸将治）
  - いつかじゃない明日のために/side 基継
- 一生続けられない仕事 1（森周平）
- いとしの猫っ毛（みいくん〈花菱美三郎〉）
  - いとしの猫っ毛 2
- 犬とおまわりさん。（篠原叶）
- 犬と小説家と妄想癖（沖屋統）
- イヤもキライも恋のうち（甲斐京介）
- イロメ（野田）
- ウチの探偵知りませんか?（西院）
- 奪われることまるごと全部（美長）
- 運命は僕の隣(都築和総)
- ESCAPE 4（榛名悠太）
- YEBISUセレブリティーズ7（越智）
- 王子様☆ゲーム（麗）
- 王子様の刻印（宮田真紫・真黄）
  - 王子様の正妃
- 王子様のお勉強 僕の大作戦（涼一）
- オマケの王子様（トマス）
- オレ様には敵わない!（久賀真也）
- かわいい悪魔（秋吉透）
- 鬼絆（きずな） 〜KIZUNA〜 シリーズ
  - この陰りある哭のままに（坂田公彦）
  - 彼方なる陽を求めて（坂田公彦、坂田公時）
- 兄弟の事情（水橋利一郎）
  - 恋人の事情
- きら星ダイヤル（鳥羽陽介）
- 空中庭園（サバス）
- くちびるの行方（久我山宗司）
- クローゼットで奪いたい（アンディ）
- 恋するインテリジェンス（志山円）
- 恋する暴君シリーズ（森永哲博）
- 恋とはバカであることだ（山下潤也）
- コイノイロ 「理想の恋人」（佐々木）
- 恋の呪文（榎本翔太）
- 恋のまんなか（松原千歳）
- 恋はいつも嵐のように♥ シリーズ（滝沢晶）
- 傲慢で一途な欲望（鷹栖煌一）
  - 傲慢で残酷な純情
- 個人教授（葛原祐介）
- この世 異聞 〜狐の嫁入り〜（白田紡）
- 今宵、君に酔う（碓氷成政）
- コルセーア〜暁の女神〜（ユーグ）
- 最強凶の男（北村智明）
  - 最強凶の慰安旅行
- 最果ての君へ（尊堂晄人）
- サウダージ（志塚朔弥）
- 幸せになってみせんか？(二子川マコト)
- 歯科医は愛を試される（日高飛鳥）
- 知ってるよ。（呉駒潤）
  - 知ってるよ。 ―君とふたりで―
- JUNK!BOYS（伊集院大吾）
- ジャングル・キング（須藤彰）
- 純情ロマンチカ シリーズ（宇佐見春彦）
- 純真にもほどがある!（茅野和明）
- 情熱のヤングマン（中上）
- 少年花嫁 シリーズ（御剣香司）
  - 少年花嫁
  - 星と桜の祭り〜少年花嫁2〜
  - 炎と鏡の宴〜少年花嫁3〜
  - 剣と水の舞い〜少年花嫁4〜
  - 花と香木の宵〜少年花嫁5〜
- 信号機 シリーズ
  - オレンジのココロ -トマレ-（相馬昭生）
- 紳士協定を結ぼう!（クリストファー・ランドルフ）
  - 主従契約を結ぼう!
- scarlet（山本）
- sick（須藤圭人）
- スーツを脱いだあと(雨宮柊ニ)
- 好きというのになぜかしら（美長）
- 好きなひとほど（米田）
- STEAL YOUR LOVE（如月柊士）
- 捨て猫の家（エド）
- STRAY・SHEEP ストレイシープ（桐嶋映二）
- すべてはこの夜に（湊彰彦）
- Three Wolves Mountain（燁姫）
- 是 -ZE- シリーズ（雷蔵）
- 生徒会長に忠告（国斉）
- 世界の果てで待っていて〜天使の傷痕〜（櫂谷雪人）
- 絶対服従（春日佑一）
  - 絶対束縛
- センチメンタル・セクスアリス（日和佐明）
- 先輩の焦れったい秘密（芦屋）
- 全寮制櫻林館学院 シリーズ（奥薗蓮）
  - 全寮制櫻林館学院〜ゴシック〜
  - 全寮制櫻林館学院〜ルネサンス〜
- その唇をひらけ（慎司）
- その声が僕を動かす（藤倉誠司）
  - その声が僕を焦がす
- 抱かれたい男1位に脅されています。4－9（卯坂和臣）
- たとえこの恋が罪であっても（アルフレッド）
- 堕天使ゲーム前編・後編（蓮城元紀）
- DOUBLE CALL シリーズ（ハル）
  - DOUBLE CALL 2
  - DOUBLE CALL 7 〜放物線の彼方4〜
- 男子迷路（伴内要一）
- ディール（延清美弦）
- できちゃった男子（羽鳥友二郎）
  - できちゃった男子 ハーレム編
  - できちゃった男子 ハネムーン編
  - できちゃった男子 ハングリー編
  - できちゃった男子 波留日編
  - できちゃった男子 ハレンチ家族編 ※『MAGAZINE BE×BOY』2015年9月号付録
  - できちゃった男子 波留日のカレシ編
- デコイ 囮鳥（那岐顕司）
  - デコイ 迷鳥
- 電光石火BOYS（矢坂律）
- DRは龍に乗る（橘高清和）
- トラさんと狼さん 1・2（狼さん）
  - トラ兄さんとワンコさん
  - 終 トラさんと狼さん ※ドラマCD付き限定版コミックス
  - ちびトラさんの大冒険 ※ドラマCD付き限定版コミックス
  - ちびトラさんの大冒険
  - スカーフとキツネ ※ドラマCD付きアニメイト限定セット
- NOW HERE（福山智）
- なんか、淫魔に憑かれちゃったんですけど（美和孝博）
  - なんか、淫魔が見えちゃってるんですけど
- 新妻刑事（春見千尋）
- 新妻ふわふわ日記（橘光理）
  - 新妻きらきら日記
- 熱砂の王（ラシード・ハリム・ハーディ・アル＝サイディ）
- ハーレム・ナイト 瑠璃色の王冠（高垣圭一）
- 背徳のラブ・シック（竜崎翔）
- Hybrid Child（葉月）
- 伯爵様 シリーズ（比之坂明）
  - 伯爵様は不埒なキスがお好き
  - 伯爵様は危険な遊戯がお好き
  - 伯爵様は秘密の果実がお好き
  - 伯爵様は魅惑のハニーがお好き
  - 伯爵様よりスペシャルな愛をこめて（小説のおまけCD）
- ハチミツ浸透圧（城山晃司）
- 花色バージンソイル（久我文誉）
- 蜜的男子（ハニーボーイズ）スパイラル（如月蒼也）
- 春を抱いていた 7（宮坂敬吾）
- B級グルメ倶楽部（田畑）
- 緋色の邂逅（要）
- 秘書の嗜み（厳原誉）
- ひとり占めセオリー（佐倉）
- 不浄の回廊（西条希一）
- 腐男子クンのハニーデイズ（椎葉一臣）
- 不夜城のダンディズム（奥山瑞樹）
- BROTHER（百木飛鳥）
- ブルー サウンド シリーズ（宮上和輝）
  - 手を伸ばせばはるかな海
  - 耳をすませばかすかな海
- 暴君のカジョーな愛情(武藤慎吾)
- ホーム・スウィート・ホーム（街井湫）
- ボーダーライン I - III（真行寺佳也）
- ボディーガードは口説かれる（村瀬智宏）
  - ボディーガードは愛を継ぐ
- ホネヌキにされたい（神倉篤史）
- 摩天楼に吠えろ!（望月）
- 真昼の恋（岡崎一）
- （まほデミー週番日誌）魔法学園 シリーズ（キャンディキャンズ）
  - （まほデミー週番日誌）魔法学園 誘惑レッスン
  - （まほデミー週番日誌）魔法学園 大運動会
  - （まほデミー週番日誌）魔法学園 流星ワルツ
  - （まほデミー週番日誌）魔法学園 迷宮ロマンス
  - （まほデミー週番日誌）魔法学園 禁断ポエム
- ピヨたん〜ハウスキーパーはCuteな探偵〜（風間皐月）
- 淫ら シリーズ（上条秀臣）
  - 淫らな罠に堕とされて
  - 淫らなキスに乱されて
  - 淫らな躰に酔わされて
  - 恋は淫らにしどけなく
- 家賃半分の居場所です。（神崎）
- LOVE SEEKERシリーズ（南條彰）
- Love&Trust（坂東天）
- ラブ プリズム（夏野啓）
- リスタート（吉沢匡）
- リピート・アフター・ミー?（エアハルト・フリューリング）
- 料亭遊戯（如月）
- 恋愛のスキル（高橋）
- ロッセリーニ家の息子 守護者（東堂和輝）
  - 支配者の恋
  - 誘惑者の恋
- 別れる2人の愛の劇場。（林寿）
- ワケアリ（志岐）
- 笑わない人魚（寺島洋介）
- ワルイコトシタイ シリーズ（幸村修二）
  - ワルイコトシタイ
  - 嫌いじゃないけど
  - 悪いコでもイイ?
  - 恋じゃないけど
  - ワルイ男でもイイ
  - ワルイ恋人じゃダメ?
  - 彼じゃないけど
  - 素直じゃないけど[528]
  - ワルイ王子でもスキ
  - 性悪オオカミが恋をしたらしい
  - ヒミツじゃないけど 〜幸村修二についての観察〜
- wonderful days?（慎吾）

#### ラジオCD
- アルスラーン戦記 〜ラジオ・ヤシャスィーン！ Vol.3
- エンドラジオ!! 〜小野&増田のエンドラ冒険譚〜 Vol.6 ※エンドライド Vol.4特典CD
- 音泉スペシャルCD 2014夏（オトメイトパラダイス、ばんちゃ!見ホーダイ!）
  - 2014冬（オトメイトパラダイス）
  - 2015夏（オトメイトパラダイス、ばんちゃ!見ホーダイ!）
  - 2016夏（ばんちゃ!見ホーダイ!）
- 活撃 刀剣乱舞 ラジオの陣
- 機動戦士ガンダム 鉄血のオルフェンズ ラジオCD 鉄華団放送局 Vol.8
- DJCD サンラジオ・レジデンス vol.1、3、4
- DJCD オフィス遊佐浩二 社外研修1
- DJCD テイルズリング・ヴェスペリア Comic Market 80〜91 Limited
- DJCD テイルズリング・フェスティバル 2013 - 2016
- テイフェスラジオ2017
- 刀剣乱舞-花丸- DJCD 安定・清光の 花丸通信 其の一
- 咎狗の血 True Blood DJCD「狗ラジ TB-SHOW」
- 咎狗の血 ラジオCD Toshima Station
- 薄桜鬼WEBラジオ 新選組通信録
- 薄桜鬼集会 放送録
- パンドララジオ スペシャルCD Vol.1 〜華麗なる美食対決〜
- パンドララジオ スペシャルCD Vol.2 〜肉、肉、お肉〜♪〜究極の牛肉パラダイス〜
- パンドララジオ スペシャルCD Vol.3 〜ロケ?海外?どこでラジオをやってるの!?〜
- B-PROJECT〜鼓動*アンビシャス〜 DJCDレコメン*アンビシャスThird
- まよなかデリバリーCD 第3便
- 弱虫ペダル クライマーズレディオっショ！ Vol.1
- 弱虫ペダル グランロードレディオっショ！ Vol.2 ※アニメイト特典トークCD Vol.2
- 弱虫ペダル グランロードレディオっショ！ Vol.3

#### 朗読・その他CD
- 愛ある罵倒!!（上司）
- 憧れシリーズ 憧れのお店屋さんCD VOL.6 憧れの本屋さん編（店員・神田朗）
- あなたのためならどこまでもCD (高千穂巧)
- オトナの習い事CD 〜第一巻・ドキドキたっぷり自動車教習編〜（教官・安瀬衛）
- 俺にする?僕にする? 〜おやすみ中に究極の選択!?〜（真田正臣）
- 俺に決めた！ まーちゃんと一緒。（真田正臣）
- かれぺっと〜鳥海浩輔3 キャラトークCD「俺様・クール・ヤンキー」
- 感応時間3 〜黒つるばみの監獄〜
- 官能昔話4 〜グリム童話〜
- KISS × KISS collections vol.18「たまゆらキス」
- 恐怖怪談 オウマガトキ 其之八
- 月刊男前図鑑 年下編 白盤（会社の後輩）
- 近藤隆のももんがあッCD 鳥海浩輔の変
- シチュエーションCD 甘えたいっ
- PCゲーム&シチュエーションCD シノバズセブン 04.清司郎（藤丸清司郎）
- 忍び、恋うつつ シチュエーションCD 巻の参 〜我来也&真田幸影〜（真田幸影[529]）
- 真・罵倒CD 第2巻（迷子の外国人）
- 週刊添い寝CDシリーズ vol.6 和也（和也）
- スイーツ男子CD vol.4 はんなり練り切りと、とろーりフレンチトースト編（古沢雪人）
- 戦国武将物語〜知将編〜（朗読 - 第二話「石田三成物語」）
- 戦国武将物語外伝〜14の知将&豪傑物語〜（朗読 - 石田三成物語外伝「そして処刑の日」）
- 添い寝羊CD 番外編 vol.2 武留（武留）
- 大正浪漫〜禁断の恋〜 Vol.5 医者の彼（若槻礼壱郎）
- 蜜蜂出版シリーズ 旦那カタログVol.2 今月の特集：甘えん坊旦那様orツンデレ旦那様（甘えん坊旦那・矢野川薫）
- 超接近型 ささやき密着CD2 〜美容師・MICHAELの美容カルテ〜（美容師・MICHAEL）
- DEARS 十二星座物語 Apollon Side（朗読 - おうし座）
- でぃあーず にほんのむかしばなし〜青の色〜（朗読 - 第五話『姥捨て山』）
- でぃあーず にほんのむかしばなし〜夢の色〜（朗読 - 第九話『山の幸』）
- DEARS 誕生石物語〜青の季節〜（春の妖精『コラール』）
- DEARS 誕生石物語〜ラッキーストーン占い〜（春の妖精『コラール』）
- 天部衆に癒されCD 第四巻〜守護神 梵天編〜（梵天）
- 逃暴者 〜ハルト編〜（氷野晴人）
- どっちの彼が好きですか? Vol.2（小石川千景、佐藤侑）
- Dolly Ozone（雪丸紺）
- ドリー夢Say★Youコレクション 鳥海浩輔・安元洋貴
- なでなでCD vol.4 お医者さんがよしよし（添島悟）
- ハートサプリメントシリーズ『スキマタイム〜Saturday〜』
- 薄桜鬼 〜音声奏曲集〜
- 薄桜鬼キャラクターCD 幕末花風抄 斎藤一
- 幕末志士物語〜佐幕・開国編〜（「岩倉具視物語」）
- 幕末志士物語外伝〜14の土佐&佐幕・開国編〜（「岩倉具視物語外伝」）
- 箱詰めCD 1 騎士と一緒に箱詰め（騎士）
- 88星座物語〜オオカミの章〜（第五章）
- 88星座物語〜外伝〜 12の星の物語（「やぎ座の物語」）
- ハッスル♀エクササイズ!
- honeybee 羊でおやすみシリーズ Vol.4 「ちょっと眠ってみない?」
- honeybee MESSAGE 4Uシリーズ vol.2 I'm sorry to U（ヘルマン）
- Honeymoon vol.2 香坂音哉（香坂音哉）
  - ポイント交換グッズ 番外編ドラマCD vol.2 香坂音哉
- VitaminX × 羊でおやすみシリーズ Vol.2 「川の字でおやすみ/宿直室でおやすみ」（七瀬瞬）
- VitaminZ × 羊でおやすみシリーズ Vol.3 「節約友の会でおやすみ」（七瀬瞬）
- VitaminX-Z・キャンディビタミン5（七瀬瞬）
- Voice Colors Series 11.〜憧憬〜
- ボーダー・ライン I - III（真行寺佳也）
- 抱擁CD「ぎゅっとして。」 vol.2 鷹森宗一
- マフィアズ ブラッド vol.3〜執事サルヴァトーレの狂しき奉仕〜（サルヴァトーレ）
- ミツバチ声薬 『悶悶打破』（下畑）
- 妄想エステ III（JUNO）
- 桃のきもちで笑ってみた　高橋広樹＆鳥海浩輔盤
- Lovers Only 2 -ラブロマンスは君と-（天使・ベルナル）

### ナレーション
- ラジオCM 「オール日産」「トヨタビスタ信州」
- 企業VP 「三愛石油」「ビクトリア」「グッドリック物語（グッドリック）」「ファミリーマート」
- リアル宝探し 邪神ロキの呪い in東京ドイツ村（2015年6月24日）
- 映画『日本刀 〜刀剣の世界〜』（2016年）[530]
- あにてれ Presents アニソンぷらす+（2011年6月、テレビ東京）
- 刀剣乱舞 おっきいこんのすけの刀剣散歩（2017年1月8日・2月19日・10月6日、TOKYO MX）
- NHKニュースおはよう日本「朝ごはんの現場」（2017年7月12日・2018年12月4・5・7・10・11日、総合テレビ）
- 世界最古の巨石遺跡 ギョベックリ・テペの謎（2019年12月21日、ナショナル ジオグラフィック）
- DVD「花江夏樹・江口拓也のおしのびバカンス in 沖縄」（2020年1月24日）
- 金曜ロードSHOW!「十二人の死にたい子どもたち」（2020年1月31日）解説放送ナレーション[531]

### テレビ番組
※はインターネット配信。
- オトメイトチャンネル（2017年4月25日 - 2018年7月24日、ニコニコ生放送※）2代目パーソナリティ
- 鳥海浩輔・前野智昭の大人のトリセツ（2018年4月4日 - 9月19日、2019年4月3日 - 、TOKYO MX）

### 映像商品
- Animelo Summer Live 2013 -FLAG NINE- 8.25
- イケメン戦国感謝祭〜第三話〜織田軍vs武田・上杉連合軍天下分け目の和光市大合戦!
- うたの☆プリンスさまっ♪ シリーズ
  - マジLOVE2000％ 7（帰ってきたクイズの☆プリンスさまっ? Part 7）
  - マジLOVEレボリューションズ 1（プレミア上映会トークコーナーダイジェスト）
  - マジLOVEレボリューションズ 5（飛び出せ!クイズの☆プリンスさまっ? Part 5）
  - マジLOVEレジェンドスター 1（プレミア上映会トークダイジェスト）
  - マジLOVEレジェンドスター 5・6（クイズの☆プリンスさまっ？ マジLOVEオールスター 〜ST☆RISH 前編 / 後編〜）
  - マジLOVE LIVE 1000％
  - マジLOVE LIVE 1000％ 2nd STAGE
  - マジLOVE LIVE 3rd - 6th STAGE
  - ST☆RISHファンミーティング Welcome to ST☆RISH world!!
- 江口拓也の俺たちだって癒されたい!
  - 江口拓也の俺たちだってもっと癒されたい！2
  - 江口拓也の俺たちだってもっと癒されたい！特別編〜金沢の旅〜
  - 江口拓也の俺たちだってやっぱり癒されたい！特別編〜福井と富山の旅〜
- 男遊郭 〜夏の宵の花吹雪〜
- オトメイトパーティー♪2009 - 2019（2010のみVTR出演）
- キュートランスフォーマー アニメ放送1周年記念スペシャルイベント@舞浜アンフィシアター
- 禁断生フェスティバル〜KNFキャミソール級王座戦〜
  - 禁断生フェスティバル2 〜スーパーボイス大戦SR〜
  - 禁断生フェスティバル FINAL
  - 禁断生ラジオ IN 台湾
  - 禁断生フェスティバル69
  - 禁断生ラジオ IN シンガポール
  - 禁断生ラジオ IN 函館
- THE CHiRAL NIGHT -meets sweet pool- LIVE DVD
- THE CHiRAL NIGHT 5th ANNIVERSARY 2010.10.31 at JCB HALL（音声出演）
- JAPAN 乙女♥Festival 1 - 3
- 真・三國無双 声優乱舞 2013春
- 人狼バトル lies and the truth 2018 October〜人狼VS侍〜
- 諏訪部順一のとびだせ!のみ仲間 Vol.1
- 声優DVD企画 人狼バトル〜人狼VS探偵〜[532]
- セイント・ビースト シリーズ
  - Saint Beast 2nd - 4th Party
  - セイント・ビースト ケダモノたちの聖なる宴 トーク編
  - セイント・ビースト ケダモノたちの聖なる宴 ライブ編
  - セイント・ビースト ケダモノたちの聖なる宴 コンプリート版
- ツキウタ。 THE ANIMATION 第1巻特典 AnimeJapan2016ステージ映像
- ツキプロch. シーズン2 Vol.1 ツキアニ。キャストコメント
- 月歌夏祭り
- テイルズ オブ ヴェスペリア 10th Anniversary Party
- テイルズチャンネルDVD-ヴェスペリアチャンネル編-
- テイルズ オブ フェスティバル 2008 - 2019
- テニスの王子様 青春学園庭球祭’03 ※PlayStation 2専用ゲーム「テニスの王子様 SWEAT & TEARS 2」特典DVD-ROM
- 刀剣乱舞 -花丸- スペシャルイベント 花丸◎日和!
  - 続「刀剣乱舞 -花丸-」スペシャルイベント 花丸◎まつり
- 刻の男組 PRESENTS TARO FESTIVAL 2011
- 鳥海浩輔・前野智昭の大人のトリセツ 1 - 4
  - 鳥海浩輔・前野智昭の大人のトリセツ 第2期 1 - 4
- トワノクオン【序章】
- 謎の新ユニットSTA☆MEN シリーズ
  - 謎の新ユニットSTA☆MENアワー「ぶっちゃけ!つるっとなるはや」
  - 謎の新ユニットSTA☆MENアワー「大自然リフレッシュ!地獄の超人決定戦」
  - 謎の新ユニットSTA☆MENアワー「ソリマチ」
  - 謎の新ユニットSTA☆MENアワー「エガヲ」
  - 謎の新ユニットSTA☆MENアワー「大自然リフレッシュ!地獄の超人決定戦（真装版）」
  - 謎の新ユニットSTA☆MENアワー「スター☆メン極秘会議潜入DVD」
  - 謎の新ユニットSTA☆MENアワー「陸!海!空!ぼくらのなつやすみ〜心の旅〜」
  - 謎の新ユニットSTA☆MENアワー さらば青春のスター☆メン
  - 結成10周年記念作品 謎の新ユニットSTA☆MENアワー 「HITOSHI-仁-〜最後の晩餐〜」
  - 謎の新ユニットSTA☆MEN ヘロスタ。豚ロース味
  - 謎の新ユニットSTA☆MEN ヘロスタ。つゆだく味
  - 謎の新ユニットSTA☆MEN ヘロスタ。からくち味
  - 謎の新ユニットSTA☆MEN ヘロスタ。おおもり味
  - オマケプロジェクト ※「ヘロスタ。」シリーズ全巻購入者特典
- 浪川大輔のパリピ![533]
- 西山宏太朗の健僕ピース!第1巻 特装版撮り下ろし特典映像「鳥海浩輔・前野智昭の健やかに乾杯!」
- ぬらりひょんの孫 〜百鬼夜行の宴〜
  - ぬらりひょんの孫 〜千年魔京の宴〜
- ネオロマンスシリーズ
  - ネオロマンス・アラモード2 - 4
  - ネオロマンス・イベント 10 YEARS LOVE
  - ネオロマンス・イベント DVD-BOX Vol.4
  - ネオロマンス・スターライト・クリスマス 2010 - 2012
  - ネオロマンス・フェスタ 10・11
  - ネオロマンス・フェスタ 13 inviting 戦国無双
  - ネオロマンス・フェスタ 遙か十年祭
  - ネオロマンス・フェスタ 遙か祭2011〜初春時代絵巻〜
  - ネオロマンス・フェスタ 遙か祭2011〜桜花恋模様〜
  - ネオロマンス・ライヴ 2006 Autumn
  - ネオロマンス・ライヴ 2008 Summer
  - ネオロマンス・ライヴ 2009 Summer
  - ネオロマンス・ライヴ 遙かなる時空の中で3 Ultimate 感謝祭（音声出演）
- のぶ旅リゾート in HAWAII
- 薄桜鬼 シリーズ
  - 薄桜鬼 〜桜の宴〜
  - 薄桜鬼 感謝祭 〜新選組通信 出張版〜
  - 薄桜鬼 桜の宴 2012、2013、2018
  - 薄桜鬼 黎明録 〜早春語り〜
- 花の声優界! スター☆ボウリング プロダクション対抗ゲキ投SP
- VitaminR W6クエスト☆不良行進曲
- VitaminX シリーズ
  - VitaminX いくぜっ!トキメキ★フルバースト
  - VitaminX いくぜっ!トキメキ★フルバースト Evolution
  - VitaminXtoZ いくぜっ！究極（ハイパー）★エクスプロージョン
  - VitaminX いくぜっ!極上（ウルトラ）★アディクション
  - VitaminX いくぜっ!キラメキ★フルバースト 俺たちENDLESSX!!
  - VitaminX 修学旅行in沖縄
  - VitaminX B6緊急ミーティング＆ライブ!?
  - VitaminX いくぜっ!無敵★デスティネーション
- P・K・O
  - P・K・O CAUTION LIVE TOUR 2003
  - Broccoli The Live 〜デ・ジ・キャラット&エンジェル隊コンサート in 横浜アリーナ
  - BROCCOLI THE LIVE 2 in 大宮ソニックシティ
  - BROCCOLI THE LIVE IV in 横浜アリーナ
- 恋愛番長 シリーズ
  - ビーズログTV 恋愛番長 Vol.2
  - ビーズログTV 恋愛番長・二学期 国語
  - ビーズログTV 恋愛番長・二学期 数学
  - ビーズログTV 恋愛番長・三学期 朝礼
  - ビーズログTV 恋愛番長・三学期 放課後
  - ビーズログTV 恋愛番長・リターンズ 体育祭
- 秘密結社ズヴィズダー戦闘員決起集会 ※世界征服〜謀略のズヴィズダー〜 新・ズヴィズダー大作戦特典DVD
- プロジェクト40
  - プロジェクト40 Vol.2 〜BUBBLE〜
  - プロジェクト40 Vol.2 〜BUBBLE〜 リムジン編
- ベイビーステップ 第2シリーズ DVD-BOX1、2（映像特典：NHKアニメ館2015 スペシャルステージPart.1、2）
- 魔界王子presents 魔宴:秋の大サバト コキュートスへようこそ!!
- 森川さんのはっぴーぼーらっきー VOL.7
- 森川智之と檜山修之のおまえらのためだろ! シリーズ
  - 森川智之と檜山修之のおまえらのためだろ! コノ鮹ガッ!
  - 森川智之と檜山修之のおまえらのためだろ! 魚花
  - 森川智之と檜山修之のおまえらのためだろ! 鰰-HATAHATA-
  - 森川智之と檜山修之のおまえらのためだろ! 鮑-AWABI-
  - 森川智之と檜山修之のおまえらのためだろ! 鰈-KAREI-
- LIVE PASTEL COLLECTION 2005 - 2006
- 明治東亰恋伽 〜ハイカラ浪漫劇場1 - 5〜
  - 明治東亰恋伽 ハイカラ浪漫劇場 〜Honeymoon〜
- 遊佐浩二の明るい家族計画 その2 1巻[534]
- 弱虫ペダル シリーズ
  - 弱虫ペダル スペシャルイベント 〜LE TOUR DE YOWAPEDA〜
  - 弱虫ペダル スペシャルイベント 〜LE TOUR DE YOWAPEDA 2015、2017、2018〜
  - 劇場版 弱虫ペダル（映像特典：公開記念 総北高校凱旋舞台挨拶＠TOHOシネマズららぽーと船橋）
- Rejet Fes.2014、2016、2018、2019

### 舞台・朗読会
- 舞台 劇団K-Show『きみとぼくの声』（2006年1月25日 - 29日、新宿スペース107）俳優4/U・F・ジョー
- 朗読劇 百花百狼 〜戦国忍法帖〜 春風幻想録（2017年2月19日、東松山市民文化センター）百地蝶治郎
- AD-LIVE 2017（2017年9月10日、市川市文化会館）
- フェロ☆メン 音楽朗読劇『AnGeL fAlL』（2018年1月27日・28日、舞浜アンフィシアター）パクス[535]
- AD-LIVE 2018（2018年10月6日、横須賀芸術劇場）
- 声優星空プラネタリウム朗読会 ほし×こえ 森久保祥太郎×鳥海浩輔（2019年6月29日・30日、東大阪市立児童文化スポーツセンター ドリーム21）
- ライブドラマシアター「天つ風、飛鳥に散る花 〜蘇我入鹿の物語 陽／月〜」（2019年9月1日、 オリンパスホール八王子）蘇我入鹿[536]
- リーディックシアター「お憑彼サーカス」（2019年11月30日、TIAT SKY HALL）バイク[537]
- CONTELLING 第1回公演「とりあえずウーロン茶」（2019年12月14日 - 15日、よみうり大手町ホール）
- 音楽朗読劇「El Galleon〜エルガレオン〜」（2020年2月7日 - 8日、東京国際フォーラム ホールA）カスバート・コリングウッド
- 詠唱劇「新本格魔法少女りすか」（2020年10月27日、Zoom、ZAIKO）朗読・供犠創貴[538]

### 音声ガイド
- テイルズ オブ 20周年展 -TALES OF MUSEUM-（2015年8月7日 - 23日 秋葉原UDX、2015年11月26日 - 12月6日 グランフロント大阪）ユーリ・ローウェル
- 薄桜鬼シリーズ 十周年記念展 薄桜鬼〜士魂語り〜（2018年4月20日 - 22日 池袋サンシャインシティワールドインポートマート、2018年8月15日 - 20日 大丸京都店大丸ミュージアム）斎藤一
- 特別展 京みやこのかたな 匠のわざと雅のこころ 刀剣乱舞-ONLINE-版（2018年9月29日 - 11月25日 京都国立博物館）
- アイランドフェスタ「シートレイン×茜さすセカイでキミと詠う」コラボガイドボイス（2018年12月7日 - 9日 横浜・八景島シーパラダイス）安倍晴明
- 特別展「挑む浮世絵 国芳から芳年へ」（2019年2月23日 - 4月7日 名古屋市博物館、2019年4月13日 - 5月26日 広島県立美術館、2019年11月16日 - 12月22日 福岡市博物館、2020年6月6日 - 7月19日 京都文化博物館）
- 日本刀の華 備前刀（2019年4月13日 - 6月2日 静嘉堂文庫）
- 姫路城プレミアムオーディオガイド（2022年7月22日 - ）本多忠刻

### 同人ゲーム
- ハヴァナクシア（2021年、キエラ）

### 玩具
- 王様戦隊キングオージャー MEMORIALIZE DATA CARD（2024年12月23日）

### その他コンテンツ
- ゆりかもめ東京臨海新交通臨海線・駅構内音声案内アナウンス - 青海駅
- まぜてよ★生ボイス（レイ、ナオト、トオル、シュウ、リカルド）
- ファミリーマート 研修ビデオ（利用客）
- CM メイちゃんの執事（柴田理人）
- ラブボイスフェア カノジョは嘘を愛しすぎてる ボイスドラマ（アキ[539]）
- おねだりわんこ　玩具・世界観アニメ（まなぶ[540]）
- 花冠の王国の花嫌い姫 プロモーションビデオ（イスカ、フローレンス、ナレーション[541]）
- 花とゆめコミックス「兄友」6巻発売記念!録りおろしオリジナルドラマ（七瀬雪紘）
- NHKキュン活ほっとらいん 〜受信からはじまる恋〜（大河丸）
- うたの☆プリンスさまっ♪ ボイスアラームクロック（愛島セシル）
- うたの☆プリンスさまっ♪ マジLOVE2000％ すぴこっと（愛島セシル）
- うたの☆プリンスさまっ♪ ボイスアラームクロックミニ ボタニカルVer.（愛島セシル）
- うたの☆プリンスさまっ♪ トレーディングボイスキューブ アイドルVer.（愛島セシル）
- うたの☆プリンスさまっ♪ トレーディングボイスキューブ デートVer.（愛島セシル）
- うたの☆プリンスさまっ♪ トレーディングボイスキューブ フォーチュンVer.（愛島セシル）
- うたの☆プリンスさまっ♪ プレイボタン 愛島セシル
- うたの☆プリンスさまっ♪ 7周年メモリアルプレイボタン
- うたの☆プリンスさまっ♪ Shining Masterpiece Show企画展「リコリスの森」プレイボタン
- ときめきレストラン☆☆☆ SPLASH SUMMER プレイボタン版
- 十二大戦 ボイスラバーストラップ 断罪兄弟・弟
- テイルズ オブ ヴェスペリア 音声目覚まし時計（ユーリ・ローウェル）
- ツキウタ。 THE ANIMATION 音声入り目覚まし時計 A（睦月始）
- Tales of Vesperia 10th Anniversary Party 公式礼装トレーディングMUSIC缶バッジ（ユーリ・ローウェル）
- ボイレピ♪ 朝ごはん #4 鳥海浩輔さんの声で作る「豆腐のソテー たっぷり野菜ときのこのとろりあん」（2020年）[542]
- サレタガワのブルー PV（2020年、森和正[543]）
- Clock over ORQUESTA（2021年 - 、不破十紀人〈青年〉[544]）
- TRUE WIRELESS STEREO EARPHONES TVアニメ『弱虫ペダル』モデル（2021年、今泉俊輔[545]）
- ハイドライバーズ（2022年 - 、藤堂霞[546]）
- アポロンさんは神すぎる 朗読動画（2022年、ゼウス[547]）

オーディオブック
- 銀河英雄伝説外伝 ダゴン星域会戦記（2016年、リン・パオ[548]）
- クレシェンド 第二、三、四、最終章（2019年[549][550][551][552]、リュウ・シュナイダー[553]）
- 最後の医者は桜を見上げて君を想う（2020年、朗読[554]）
- 最後の医者は雨上がりの空に君を願う 上・下（2020年、朗読[555][556]）

音声出演
- NANA MIZUKI LIVE ZIPANGU 2017 SHORT MOVIE「偏に想ひ、賭して思ふ」（御所様）
- ナムコ・ナンジャタウンアトラクション SECRET SERVoICE（五月女ハルト）
- Tales of VR CAFE 〜カフェ オブ ミリーナ〜（ユーリ・ローウェル）
- Fate/Grand Order×リアル脱出ゲーム「謎特異点I ベーカー街からの脱出」（ロビンフッド）
- P3D&P5D 前夜祭「Persona Show Case」史上最強の姉妹ゲンカ（伊織順平）
- キュン活×ドラマチック謎解きゲーム「足利ナゾ解き歴史めぐり」（大河丸）
- 刀剣乱舞 宴奏会（三日月宗近）

ボイス付きLINEスタンプ
- しゃべる聖帝!北斗の拳イチゴ味 フハハハ（レイ）
- B-PROJECT〜鼓動＊アンビシャス〜（夜叉丸朔太郎）
- WWW.WORKING!!（榊研一郎）
- Fate/EXTRA Last Encore（ロビンフッド）
- しゃべって動く!アニメ「ポプテピピック」

プラネタリウム
- プラネタリウム番組 月がささやく夜に（2007年9月1日 - 10月28日、仙台市こども宇宙館）不思議なお兄さん
- プラネタリウム番組 太陽〜ひだまりの幸せ〜（2009年3月7日 - 8月30日、神戸市立青少年科学館）アポロン、日向太陽
- 名探偵夢水清志郎事件ノート 番外編 『天象館（プラネタリウム）の謎』（2013年3月2日 - 6月2日、高崎市少年科学館）夢水清志郎

パチンコ
- CR バジリスク（甲賀弦之介）
- CR 新大江戸日記〜月夜に咲く華〜（優雅、覇王）
- ぱちんこ CRバジリスク 甲賀忍法帖（甲賀弦之介）
- CRペルソナ3（伊織順平）
- CR ベルサイユのばら 遙かな時を超えて（アンドレ・グランディエ）
- パチンコ CR薄桜鬼 緋焔録（斎藤一）
- CR フィーバーアクエリオンEVOL（アンディ・W・ホール）
- CR 銀河機攻隊 マジェスティックプリンス（ジュリアーノ・ヴィスコンティ）
- CR FAIRY TAIL（アクノロギア）
- CR バジリスク〜甲賀忍法帖〜弦之介の章（甲賀弦之介）
- CR バジリスク〜甲賀忍法帖〜天膳の章（甲賀弦之介）
- P ベルサイユのばら 革命への序曲（アンドレ・グランディエ）

パチスロ
- バジリスク 〜甲賀忍法帖〜（甲賀弦之介）
- バジリスク 〜甲賀忍法帖〜2（甲賀弦之介）
- バジリスク 〜甲賀忍法帖〜絆（甲賀弦之介）
- バジリスク 〜甲賀忍法帖〜III（甲賀弦之介）
- 薄桜鬼 蒼焔録（斎藤一）
- 凪のあすから（うろこ様）
- TVアニメーション弱虫ペダル（今泉俊輔）
- 北斗の拳 新伝説創造（2017年、白光の将アスラ）
- パチスロダンガンロンパ（石丸清多夏）
- パチスロ鉄拳4（クラウディオ・セラフィーノ）

## ディスコグラフィ

### キャラクターソング
| 発売日   | 商品名 | 歌 | 楽曲 | 備考                                                                                       |
| 2000年   | 2000年 | 2000年 | 2000年 | 2000年                                                                                     |
| -------- | --- | --- | --- | ------------------------------------------------------------------------------------------ |
| 3月24日  | ペルソナ2 罪と罰 果てしなき青春                                                                                       | 三科栄吉（鳥海浩輔） | 「Luv beam（Break the rhythm mix）」 | ドラマCD『ペルソナ2 罪と罰 果てしなき青春』関連曲                                          |
| 2001年   | | | |                                                                                            |
| 8月24日  | 新白雪姫伝説プリーティア オリジナル・サウンドトラック Vol.2                                                           | 颯 （鳥海浩輔） | 「In Your Eyes」 | テレビアニメ『新白雪姫伝説プリーティア』関連曲                                             |
| 2003年   | | | |                                                                                            |
| 3月26日  | THE BEST OF RIVAL PLAYERS VI Kiyosumi Sengoku                                                                         | 千石清純（鳥海浩輔） | 「Trial of luck」 | テレビアニメ『テニスの王子様』関連曲                                                       |
| 7月20日  | 熱風海陸ブシロード 〜熱き咆哮〜                                                                                       | カズサ＝シン（鳥海浩輔）、マエダ＝カガト（鈴木千尋）、ハシバ＝ヒナタ（サエキトモ） | 「熱風海陸ブシロード 〜熱き咆哮〜」 | 『熱風海陸ブシロード』関連曲                                                               |
| 9月27日  | 16-SIXTEEN- | ヒロト（鳥海浩輔） | 「-SIXTEEN-」 | ラジオドラマ『16-SIXTEEN-』関連曲                                                          |
| 2004年   | | | |                                                                                            |
| 3月3日   | Saint Beast Coupling CD series #1 玄武のシン×陽炎のシヴァ                                                             | 陽炎のシヴァ（鳥海浩輔） | 「うつろな夢」 | テレビアニメ『セイント・ビースト〜聖獣降臨編〜』関連曲                                     |
| 8月11日  | 熱風海陸ブシロード 登場人物歌唱集 其の壱「熱源」                                                                      | カズサ＝シン（鳥海浩輔）、マエダ＝カガト（鈴木千尋）、ハシバ＝ヒナタ（サエキトモ） | 「OUR SONG 」 「熱風海陸ブシロード 〜熱き咆吼〜（Remastering）」 | 『熱風海陸ブシロード』関連曲                                                               |
| 8月25日  | テニスの王子様 エンディングテーマ Wonderful days                                                                      | プルタブと缶 | 「Wonderful days」 「メラメラ」 | テレビアニメ『テニスの王子様』関連曲                                                       |
| 2005年   | | | |                                                                                            |
| 6月22日  | Saint Best Lost.2 ／ Vocal Best of the Saint Beast                                                                    | 陽炎のシヴァ（鳥海浩輔） | 「うつろな夢」 | テレビアニメ『セイント・ビースト〜聖獣降臨編〜』関連曲                                     |
| 7月6日   | Gather | 青と瓶と缶 | 「Gather」 | テレビアニメ『テニスの王子様』関連曲                                                       |
| 8月17日  | Everyday | 千石清純（鳥海浩輔） | 「Everyday」 | テレビアニメ『テニスの王子様』関連曲                                                       |
| 9月22日  | エターナル・ガーディアン キャラクターズヴォーカル集                                                                   | アージャ（鳥海浩輔）、デイビー（鈴村健一） | 「Crossing Load」 「未来に吹く風（リミックスver.）」 |                                                                                            |
| 9月22日  | エターナル・ガーディアン キャラクターズヴォーカル集                                                                   | アージャ（鳥海浩輔） | 「Desttiny」 |                                                                                            |
| 12月7日  | 遙かなる時空の中で3 十六夜記〜月のしずく〜                                                                            | 藤原泰衡（鳥海浩輔） | 「黒き氷塊の楼閣」 |                                                                                            |
| 2006年   | | | |                                                                                            |
| 5月6日   | 遙かなる時空の中で3 十六夜記〜藤原泰衡〜                                                                              | 藤原泰衡（鳥海浩輔） | 「瞑目の白き残像」 「黒き氷塊の楼閣」 |                                                                                            |
| 5月26日  | Love☆Drops colorful☆drops サントラCD                                                                                  | 鳥海浩輔 | 「sync」 |                                                                                            |
| 6月7日   | OVA「セイント・ビースト 〜幾千の昼と夜 編〜」オリジナルサウンドトラック&キャラクターボーカルアルバムTrembled Melodies | 陽炎のシヴァ（鳥海浩輔） | 「永久（とわ）のいましめ」 |                                                                                            |
| 12月6日  | 遙かなる時空の中で2&3 キャラクターコレクション9 特別編                                                                | 藤原泰衡（鳥海浩輔） | 「瞑目の白き残像」 「黒き氷塊の楼閣」 |                                                                                            |
| 2007年   | | | |                                                                                            |
| 1月26日  | Love☆Drops キャラクターソングCD Vo.1 Floria&Tomoya 午前2時のチェリーパイ／Shinig Star                                 | フロリア（鳥海浩輔） | 「午前2時のチェリーパイ」 |                                                                                            |
| 2月22日  | そしてこの宇宙にきらめく君の詩 VOCAL COLLECTION                                                                       | シオン（鳥海浩輔） | 「Everlasting」 |                                                                                            |
| 3月9日   | 転生學園月光録 オリジナルキャラクターズ01                                                                             | 京羅樹崇志（鳥海浩輔） | 「すぐそばにある大切なもの」 |                                                                                            |
| 3月28日  | 遙かなる時空の中で3 朧月夜                                                                                            | 藤原泰衡（鳥海浩輔） | 「千載不磨の夜明け前」 |                                                                                            |
| 5月31日  | VitaminX キャラクターソングCD「RED DISC」                                                                             | 七瀬瞬（鳥海浩輔） | 「純潔デカダンス」 |                                                                                            |
| 8月24日  | Captain HOOK love's lock. vocal maxi                                                                                  | 伊智（鳥海浩輔） | 「STAY A FAKE」 「ONE LAST TIME」 |                                                                                            |
| 11月22日 | Love☆Drops キャラクターソングCD Vo.4 Floria&Roy&Hugo シュール・ロマンティック・マジック／キミハサクライロ             | フロリア（鳥海浩輔）、ロイ（鈴村健一）、ユーゴ（萩道彦） | 「シュール・ロマンティック・マジック」 |                                                                                            |
| 2008年   | | | |                                                                                            |
| 3月5日   | BLEACH BEAT COLLECTION 3rd SESSION:06 SZAYELAPORRO GRANZ                                                              | ザエルアポロ・グランツ（鳥海浩輔） | 「SCIENCE SHOW 」 「Pink」 |                                                                                            |
| 3月19日  | マーベラス・ツインズ                                                                                                  | マーベラス・ツインズ | 「whisper wind〜運命の呼び声〜」 |                                                                                            |
| 7月25日  | ユア・メモリーズオフ〜Girl’s Style キャラクタードラソンシリーズ vol.4                                                 | 本条理人（鳥海浩輔） | 「You」 |                                                                                            |
| 9月3日   | VitaminX キャラクターCD『RUBY DISC』-ナナキヨ-                                                                        | 七瀬瞬（鳥海浩輔）、仙道清春（吉野裕行） | 「完璧（パーフェクト）ジェラシー」 |                                                                                            |
| 9月3日   | VitaminX キャラクターCD『RUBY DISC』-ナナキヨ-                                                                        | 七瀬瞬（鳥海浩輔） | 「誘惑（アディクテッド）ポイズン -愛の暗殺者は二度死ぬ-」 |                                                                                            |
| 12月3日  | ネオロマンス♥Duet+ 遙かなる時空の中で1＆2＆3                                                                          | 源九郎義経（関智一）、藤原泰衡（鳥海浩輔） | 「蒼天に浚いの風よ吹け」 |                                                                                            |
| 12月17日 | VitaminX キャラクターCD ベストアルバム 〜GREATEST HITS〜                                                              | 七瀬瞬（鳥海浩輔） | 「純潔デカダンス」 |                                                                                            |
| 2009年   | | | |                                                                                            |
| 3月25日  | 遙かなる時空の中で4 〜夜霧の書〜                                                                                      | 大伴道臣（鳥海浩輔） | 「月明の映し絵は柔らかく」 |                                                                                            |
| 7月22日  | 薄桜鬼 回奏録 下 | 斎藤一（鳥海浩輔） | 「葉隠れの心」 |                                                                                            |
| 8月12日  | 遙かなる時空の中で3 with 十六夜記 愛蔵版 〜東雲月〜                                                                   | 藤原泰衡（鳥海浩輔） | 「浄土と阿修羅の金環蝕よ」 |                                                                                            |
| 9月23日  | PandoraHearts パンドララジオスペシャルCD Vol.3 〜ロケ？海外？どこでラジオをやってるの!?〜                             | ギルバート＝ナイトレイ（鳥海浩輔） | 「Truth」 |                                                                                            |
| 2010年   | | | |                                                                                            |
| 2月19日  | VitaminV ご利用のテーマ                                                                                               | 七瀬瞬（鳥海浩輔）、仙道清春（吉野裕行） | 「純情LOVE POINT」 |                                                                                            |
| 3月24日  | 遙かなる時空の中で3 〜終わりなき運命〜 ヴォーカル集 永訣の桜月                                                        | 藤原泰衡（鳥海浩輔） | 「運命（さだめ）の舟に乗りて」 |                                                                                            |
| 4月21日  | BLEACH RADIO DJCD [BLEACH“B”STATION] Fourth Season Vol.2                                                              | ザエルアポロ・グランツ（鳥海浩輔） | 「SCIENCE SHOW -Mad Mix-」 |                                                                                            |
| 6月23日  | LucianBee's EVIL VIOLET OPテーマソング「運命のカデンツァ」／EDテーマソング「鮮烈なるshade way」                       | HONEYBUZZARD VI | 「運命のカデンツァ」 「鮮烈なるshade way」 |                                                                                            |
| 6月30日  | うたの☆プリンスさまっ♪ サウンドの☆プリンスさまっ♪                                                                     | 愛島セシル（鳥海浩輔） | 「DESTINY SONG」 |                                                                                            |
| 7月28日  | イケメン☆アルバム〜AIR Group〜CLUB AAA編                                                                              | 一月（鳥海浩輔） | 「LOVE AREA」 |                                                                                            |
| 9月18日  | 遙かなる時空の中で 10周年記念 Vol.2 藤原泰衡                                                                          | 藤原泰衡（鳥海浩輔） | 「雷に捧ぐ」 |                                                                                            |
| 10月17日 | 遙かなる時空の中で 10周年記念 Vol.4 地の八葉                                                                          | 大伴道臣（鳥海浩輔） | 「月明の映し絵は柔らかく」 |                                                                                            |
| 10月20日 | 猛獣使いと王子様 キャラクターソングアルバム                                                                           | アルフレート（鳥海浩輔） | 「Silver mile the way」 |                                                                                            |
| 10月27日 | ライブビデオ「ネオロマンス アラモード 4」初回限定版特典CD                                                             | クラヴィス（田中秀幸）、大伴道臣（鳥海浩輔）、ナーサティヤ（置鮎龍太郎）、榊大地（内田夕夜）、ジェイド（小野坂昌也） | 「ネオロマンス音頭（スペシャル ver.）」 |                                                                                            |
| 11月17日 | ぬらりひょんの孫 キャラクターCDシリーズ 青田坊／黒田坊                                                                | 青田坊（安元洋貴）、黒田坊（鳥海浩輔） | 「上等だ！」 「ひとひらら」 |                                                                                            |
| 12月23日 | うたの☆プリンスさまっ♪ -Amazing Aria- 初回限定版                                                                      | 愛島セシル（鳥海浩輔） | 「情熱のデジャヴキス」 |                                                                                            |
| 2011年   | | | |                                                                                            |
| 1月28日  | 源×平ボーイフレンズ Vol.2 平清盛 〜驕る平家はセレブ生活                                                               | 平清盛（鳥海浩輔）、源頼朝 （森川智之） | 「historia」 |                                                                                            |
| 2月23日  | VitaminX Addiction 先行キャラクターソング Vol.3                                                                       | 七瀬瞬（鳥海浩輔） | 「RightNow, RightLove!」 「RightNow,RightLove! (びた★ぱら Re-Mix☆EXTREAM)」 |                                                                                            |
| 8月3日   | TOKYOヤマノテBOYS 〜DARK CHERRY DISC〜 オープニング&エンディングテーマ 禁断侵略者（Forbidden Invader）／Overture      | 琉堂イエス（浪川大輔）、諸星哲（鳥海浩輔）、濱田慎之介（諏訪部順一） | 「禁断侵略者」 「禁断侵略者 哲 Solo ver.」 |                                                                                            |
| 9月7日   | うたの☆プリンスさまっ♪ マジLOVE1000% アイドルソング                                                                   | 愛島セシル（鳥海浩輔） | 「Eternity Love」 「愛と夢とアナタと」 |                                                                                            |
| 9月7日   | TOKYOヤマノテBOYS 〜DARK CHERRY DISC〜 キャラクターソングCD                                                           | 諸星哲（鳥海浩輔） | 「計測不能な純情（ストレート）!」 |                                                                                            |
| 9月22日  | VitaminX Addiction Act.2 エンディングテーマ                                                                           | 七瀬瞬（鳥海浩輔）、仙道清春（吉野裕行） | 「友情（ULIT∞MATE）VOLCANO」 「友情（ULIT∞MATE）VOLCANO／Only瞬」 |                                                                                            |
| 9月22日  | VitaminX Addiction ヴィスコンティデビュー曲&Act.2挿入歌                                                               | 七瀬瞬（鳥海浩輔） | 「KEEP OUT」 |                                                                                            |
| 10月26日 | うたの☆プリンスさまっ♪ Debut ユニットドラマCD カミュ&セシル                                                           | カミュ（前野智昭）、愛島セシル（鳥海浩輔） | 「NorthWind and SunShine」 |                                                                                            |
| 12月14日 | ブリコン 〜BLEACH CONCEPT COVERS〜 2                                                                                  | ザエルアポロ・グランツ（鳥海浩輔） | 「ALONES」 |                                                                                            |
| 2012年   | | | |                                                                                            |
| 4月25日  | PSPゲーム「BROTHERS CONFLICT Passion Pink」オープニングテーマ::AFFECTIONS                                             | 朝日奈椿（鈴村健一）、朝日奈梓（鳥海浩輔） | 「AFFECTIONS」 「SUNRISE DAYS」 |                                                                                            |
| 7月11日  | 恋戦隊LOVE&PEACE THE P.S.P.〜パワー全開!スペシャル要素てんこもりでポータブル化大作戦である!〜CD side PEACE            | 赤木風太（保志総一朗）、青山玲士（鳥海浩輔）、猿飛黄平（宮田幸季）、黒峰継（中井和哉） | 「LOVE&PEACE-君を守りたい-」 |                                                                                            |
| 7月25日  | VitaminX Character Song CD That's エンターテイメント！ B6&T6 SHOW ＃2〜瞬と九影／清春と衣笠〜                         | 七瀬瞬（鳥海浩輔）、九影太郎（三宅健太） | 「恋愛（ダーリン）進化論〜ホープレス高校生?!の苦悩〜」 |                                                                                            |
| 7月25日  | うたの☆プリンスさまっ♪ Shining All Star CD                                                                            | 一十木音也（寺島拓篤）、聖川真斗（鈴村健一）、四ノ宮那月（谷山紀章）、一ノ瀬トキヤ（宮野真守）、神宮寺レン（諏訪部順一）、来栖翔（下野紘）、愛島セシル（鳥海浩輔） | 「RAINBOW☆DREAM」 |                                                                                            |
| 8月22日  | VitaminX Character Song CD That's エンターテイメント！ B6 SHOW ＃4 〜VitaminXのテーマ／永田〜                         | B6 | 「ENDLESS X!!!」 |                                                                                            |
| 10月24日 | TVアニメ『機動戦士ガンダムAGE』キャラクターソングアルバム Vol.3                                                       | キャプテン・アッシュ（鳥海浩輔） | 「護りたい希望はここに 〜AGE OF HOPE〜」 |                                                                                            |
| 10月24日 | DIABOLIK LOVERS 「真夜中の饗宴（MIDNIGHT PLEASURE）」                                                                 | 逆巻アヤト（緑川光）、逆巻スバル（近藤隆）、逆巻シュウ（鳥海浩輔） | 「真夜中の饗宴（MIDNIGHT PLEASURE）」 「真夜中の饗宴（MIDNIGHT PLEASURE） -shu mix-」 |                                                                                            |
| 11月17日 | PSPゲーム『恋は校則に縛られない!』オープニングテーマ                                                                  | Uni-On | 「Brand New World」 |                                                                                            |
| 11月17日 | 『恋は校則に縛られない!』 キャラクターソングコレクション Vol.02 御堂十弥                                              | 御堂十弥（鳥海浩輔） | 「ウンメイノヒト」 「Brand New World (Midou ver.) 」 |                                                                                            |
| 11月28日 | うたの☆プリンスさまっ♪ シャッフルユニットCD 蘭丸&セシル                                                               | 黒崎蘭丸（鈴木達央）、愛島セシル（鳥海浩輔） | 「恋色センチメンタル」 |                                                                                            |
| 12月15日 | 遙かなる時空の中で4 許されざる人よ／蒼ざめた月                                                                        | 大伴道臣（鳥海浩輔） | 「蒼ざめた月」 |                                                                                            |
| 12月19日 | シチュエーションCD シノバズセブン むぎゅ 04.清司郎                                                                    | 藤丸清司郎（鳥海浩輔） | 「Give A Little More」 |                                                                                            |
| 2013年   | | | |                                                                                            |
| 1月11日  | ツキウタ。1月睦月始「氷輪紫鬼」                                                                                       | 睦月始（鳥海浩輔） | 「氷輪紫鬼」 「慕情春海〜比翼篇〜（原題:春の海）」 |                                                                                            |
| 2月20日  | TOKYOヤマノテBOYS Portable DARK CHERRY DISC 主題歌「恋愛中毒(LOVE HOLIC)」                                            | 琉堂イエス（浪川大輔）、諸星哲（鳥海浩輔）、濱田慎之介（諏訪部順一） | 「恋愛中毒(LOVE HOLIC)」 |                                                                                            |
| 2月22日  | PCゲーム『Double Score 〜Cosmos×Camellia〜』限定版特典CD                                                              | 周防壱成（立花慎之介）、戸高鷹介（鳥海浩輔） | 「Ageless Love」 「Eternal Flower」 |                                                                                            |
| 3月27日  | 真・三國無双7 キャラクターソング集I 〜魏〜                                                                            | 李典（鳥海浩輔） | 「BAD INTUITION」 |                                                                                            |
| 4月24日  | マジLOVE2000% | ST☆RISH | 「マジLOVE2000%」 「夢追人へのSymphony」 |                                                                                            |
| 2月5日   | うたの☆プリンスさまっ♪ マジLOVE2000% アイドルソング 愛島セシル                                                        | 愛島セシル（鳥海浩輔） | 「星のファンタジア」 「Happiness」 |                                                                                            |
| 7月31日  | TVアニメ「BROTHERS CONFLICT」エンディングテーマ                                                                       | ASAHINA Bros.+JULI | 「14 to 1」 |                                                                                            |
| 8月8日   | PSPゲーム「VitaminR」主題歌CD『絶対不滅の愛（ダイヤモンド）』                                                         | ジャン（鳥海浩輔）、カオル（菅沼久義）、瑛太（岸尾だいすけ）、司（吉野裕行） | 「Starring」 |                                                                                            |
| 8月21日  | BROTHERS CONFLICT Blu-ray&DVD 第1巻初回限定版特典CD                                                                   | 朝日奈梓（鳥海浩輔） | 「1 to 1 (梓ver.)」 |                                                                                            |
| 9月18日  | PSPゲーム「BROTHERS CONFLICT Brilliant Blue」OPテーマ                                                                 | 朝日奈椿（鈴村健一）、梓（鳥海浩輔）、棗（前野智昭） | 「JEALOUSNESS」 「INNOCENT BLUE」 |                                                                                            |
| 9月20日  | TVアニメ「BROTHERS CONFLICT」キャラクターソング コンセプトミニアルバム①「オ・ト・ナ」                                 | 雅臣（興津和幸）、右京（平川大輔）、要（諏訪部順一）、光（岡本信彦）、椿（鈴村健一）、梓（鳥海浩輔）、棗（前野智昭） | 「オ・ト・ナ BREAKOUT」 |                                                                                            |
| 9月20日  | TVアニメ「BROTHERS CONFLICT」キャラクターソング コンセプトミニアルバム①「オ・ト・ナ」                                 | 椿（鈴村健一）、梓（鳥海浩輔） | 「DOUBLE☆☆CAST」 |                                                                                            |
| 9月25日  | うたの☆プリンスさまっ♪ マジLOVE2000% Blu-ray&DVD第4巻特典CD                                                           | 愛島セシル（鳥海浩輔） | 「愛のREINCARNATION」 |                                                                                            |
| 9月25日  | SEVENTH HEAVEN vol.6 ミント                                                                                           | ミント（鳥海浩輔） | 「STARS」 |                                                                                            |
| 10月2日  | DIABOLIK LOVERS キャラクターソングVol.5 逆巻シュウ                                                                    | 逆巻シュウ（鳥海浩輔） | 「Farewell Song」 |                                                                                            |
| 10月16日 | TVアニメ『弱虫ペダル』キャラクターソングCD VOL.3                                                                      | 今泉俊輔（鳥海浩輔） | 「静寂の世界」 |                                                                                            |
| 10月16日 | TVアニメ『弱虫ペダル』キャラクターソングCD VOL.3                                                                      | 今泉俊輔（鳥海浩輔）、金城真護（安元洋貴） | 「ALL FOR ONE」 |                                                                                            |
| 10月23日 | DIABOLIK LOVERS MORE,BLOOD 「極限(UNLIMITED)BLOOD」                                                                   | 逆巻アヤト（緑川光）、逆巻スバル（近藤隆）、逆巻シュウ（鳥海浩輔） | 「極限(UNLIMITED)BLOOD」 |                                                                                            |
| 11月27日 | TVアニメ「DIABOLIK LOVERS」オープニング主題歌「Mr.SADISTIC NIGHT」                                                    | 逆巻アヤト（緑川光）、逆巻シュウ（鳥海浩輔） | 「Mr.SADISTIC NIGHT」 |                                                                                            |
| 12月18日 | VitaminR Amazing Supplement Boys, W6 1st Impact 〜Jean＆Kaoru〜                                                       | ジャン・フェリックス・ヴァロー（鳥海浩輔） | 「愛しのJULIETTE!!!!」 |                                                                                            |
| 12月25日 | うたの☆プリンスさまっ♪ マジLOVE2000% Blu-ray&DVD第7巻特典CD                                                           | シャイニング・スターズ | 「Shining Star Xmas」 |                                                                                            |
| 12月25日 | うたの☆プリンスさまっ♪ マジLOVE2000% Blu-ray&DVD第7巻特典CD                                                           | ST☆RISH | 「マジLOVE1000% -RAINBOW STAR ver.-」 |                                                                                            |
| 2014年   | | | |                                                                                            |
| 1月24日  | ツキウタ。シリーズ デュエットCD(マチゲリータ×年長組1)・恋忘れ草                                                       | 睦月始（鳥海浩輔）、弥生春（前野智昭） | 「恋忘れ草」 |                                                                                            |
| 1月29日  | うたの☆プリンスさまっ♪ 劇団シャイニング 天下無敵の忍び道                                                              | 一十木音也（寺島拓篤）、聖川真斗（鈴村健一）、来栖翔（下野紘）、愛島セシル（鳥海浩輔） | 「天下無敵の忍び道」 |                                                                                            |
| 2月12日  | VitaminR Amazing Supplement Boys, W6 2nd Impact 〜W6〜                                                                | W6 | 「AHOY!!!!!!」 |                                                                                            |
| 3月26日  | めいこいキャラクターソングシリーズ ロマネスクレコード 其ノ弐 「恋色夜叉」                                             | 川上音二郎（鳥海浩輔）、泉鏡花（岡本信彦） | 「恋色夜叉」 |                                                                                            |
| 3月26日  | アニメ「DIABOLIK LOVERS」限定版 V 特典CD                                                                              | 逆巻シュウ（鳥海浩輔） | 「銀の薔薇-Shulyrics-」 |                                                                                            |
| 3月26日  | Naughty!!! | X.I.P. | 「CHEAT DANCER 伊達京也センターver.」 「E→motion 不破剣人センターver.」 「Power Move 神崎透センターver.」 |                                                                                            |
| 3月28日  | ツキウタ。シリーズ デュエットCD(ゆうゆ×年長組2)・ハジマリノハル                                                       | 睦月始（鳥海浩輔）、弥生春（前野智昭） | 「ハジマリノハル」 |                                                                                            |
| 5月21日  | DIABOLIK LOVERS Bloody Songs -SUPER BEST-                                                                             | 逆巻アヤト（緑川光）、逆巻スバル（近藤隆）、逆巻シュウ（鳥海浩輔） | 「真夜中の饗宴（MIDNIGHT PLEASURE） -Remix-」 「極限(UNLIMITED)BLOOD -Remix-」 |                                                                                            |
| 5月21日  | TVアニメ「弱虫ペダル」オープニング主題歌「Be As One」                                                                 | チーム総北 | 「Be As One」 「Dream Believer」 |                                                                                            |
| 6月27日  | 源氏物語〜男女逆転恋唄〜 六条之巻                                                                                     | 六条（鳥海浩輔） | 「有為のとりかご」 |                                                                                            |
| 9月17日  | EXIT TUNES PRESENTS ACTORS2                                                                                           | 清洲鷹翌（鳥海浩輔） | 「恋愛勇者」 |                                                                                            |
| 9月17日  | EXIT TUNES PRESENTS ACTORS2                                                                                           | 清洲鷹翌（鳥海浩輔）、花隈竜之介（小野賢章） | 「嗚呼、素晴らしきニャン生」 |                                                                                            |
| 11月5日  | 少年ハリウッド -HOLLY STAGE FOR 49- BD・DVD第2巻特典CD                                                                | 初代少年ハリウッド | 「永遠never ever」 |                                                                                            |
| 12月3日  | DIABOLIK LOVERS VANDEAD CARNIVAL「吸愛ラビリンス」                                                                    | 逆巻アヤト（緑川光）、逆巻スバル（近藤隆）、逆巻シュウ（鳥海浩輔） | 「吸愛ラビリンス」 「吸愛ラビリンス -short ver.-」 「誓いのカンパネラ」 |                                                                                            |
| 12月17日 | 男遊郭の艶寝 第四夜 ときわ                                                                                            | ときわ（鳥海浩輔） | 「花奏ぐらでいと」 |                                                                                            |
| 2015年   | | | |                                                                                            |
| 1月21日  | OVA 新テニスの王子様 vs Genius10 第4話ED「Party Time」                                                                | プルタブと缶 | 「Party Time」 |                                                                                            |
| 1月22日  | カレイドイヴ 初回限定版特典 挿入歌『COLOR PALETTE!』6人Ver.収録CD                                                     | 五十嵐馨（小野友樹）、鷹宮大地（下野紘）、月島紘一郎（平川大輔）、村瀬洋（江口拓也）、真柴拓海（鳥海浩輔）、葉山黎（日野聡） | 「COLOR PALETTE!」 |                                                                                            |
| 1月28日  | OVA BROTHERS CONFLICT エンディングテーマ                                                                              | ASAHINA Bros.+JULI | 「I LOVE YOUが聞こえない」 |                                                                                            |
| 2月4日   | ACTORS-Extra Edition 5-feat.鷹翌、竜之介、鯆澄、一兎                                                                  | 清洲鷹翌（鳥海浩輔） | 「恋愛裁判」 |                                                                                            |
| 2月11日  | OVA「BROTHERS CONFLICT」第2巻 特典CD                                                                                  | 右京(平川大輔)、椿(鈴村健一)、梓（鳥海浩輔）、琉生(武内健)、昴(小野大輔)、祈織(浪川大輔)、弥(梶裕貴) | 「ダメって…Delicious」 「365 Anniversary」 |                                                                                            |
| 2月25日  | DIABOLIK LOVERS DARK FATE「Guilty×Guilty!!!」                                                                         | 逆巻アヤト（緑川光）、逆巻スバル（近藤隆）、逆巻シュウ（鳥海浩輔） | 「Guilty×Guilty!!!」 「Guilty×Guilty!!! -short ver.-」 |                                                                                            |
| 2月25日  | カレイドイヴ キャラクターイメージソングアルバム                                                                       | 真柴拓海（鳥海浩輔） | 「Hidden Rose」 |                                                                                            |
| 2月25日  | カレイドイヴ キャラクターイメージソングアルバム                                                                       | 五十嵐馨（小野友樹）、鷹宮大地（下野紘）、月島紘一郎（平川大輔）、村瀬洋（江口拓也）、真柴拓海（鳥海浩輔） | 「COLOR PALETTE!」 |                                                                                            |
| 2月27日  | ツキウタ。シリーズ Six Gravityユニット曲「GRAVITY！」                                                                 | Six Gravity | 「GRAVITY！」 |                                                                                            |
| 3月4日   | ACTORS-Deluxe Duet Edition-                                                                                           | 清洲鷹翌（鳥海浩輔）、丸目千熊（木村昴） | 「リモコン」 |                                                                                            |
| 3月18日  | DIABOLIK LOVERS MORE CHARACTER SONG Vol.9                                                                             | 逆巻シュウ（鳥海浩輔） | 「KISS♡MARK」 |                                                                                            |
| 3月25日  | 曇天に笑う BD・DVD下巻特典CD                                                                                          | 安倍蒼世（鳥海浩輔） | 「同じ時を 同じ夢を」 |                                                                                            |
| 3月25日  | ALTERNATIVE! | X.I.P. | 「Burning with U 神崎透センターver.」 |                                                                                            |
| 3月25日  | ALTERNATIVE! | 伊達京也（鳥海浩輔） | 「Come to me」 |                                                                                            |
| 4月8日   | マジLOVEレボリューションズ                                                                                            | ST☆RISH | 「マジLOVEレボリューションズ」 「サンキュ」 |                                                                                            |
| 4月24日  | 好敵手CD『源氏物語〜男女逆転恋唄〜 紫×六条』                                                                          | 紫（木村良平）×六条（鳥海浩輔） | 「うたかたの夢」 |                                                                                            |
| 4月29日  | 美少女戦士セーラームーンCrystal キャラクター音楽集Crystal Collection                                                  | ジェダイト（岸尾だいすけ）、ネフライト（鳥海浩輔）、ゾイサイト（松風雅也）、クンツァイト（竹本英史) | 「I’M GOING DOWN」 |                                                                                            |
| 5月8日   | うたの☆プリンスさまっ♪ マジLOVEレボリューションズ クロスユニットアイドルソング 神宮寺レン・来栖翔・愛島セシル         | 神宮寺レン（諏訪部順一）、来栖翔（下野紘）、愛島セシル（鳥海浩輔） | 「Code:T.V.U」 |                                                                                            |
| 5月8日   | うたの☆プリンスさまっ♪ マジLOVEレボリューションズ クロスユニットアイドルソング 神宮寺レン・来栖翔・愛島セシル         | 愛島セシル（鳥海浩輔） | 「GREEN AMBITION」 |                                                                                            |
| 5月8日   | 黒蝶のサイケデリカ キャラクターCD Vol.4 鉤翅                                                                          | 鉤翅（鳥海浩輔） | 「白詰草エンゲージ」 |                                                                                            |
| 5月27日  | 真・三國無双7 デュエットソングス 〜双璧歌曲〜                                                                         | 楽進（伊藤健太郎）、李典（鳥海浩輔） | 「True Power」 |                                                                                            |
| 6月17日  | 忍び、恋うつつ 百歌繚乱 巻の参                                                                                        | 真田幸影（鳥海浩輔） | 「運命に咲く花」 |                                                                                            |
| 7月1日   | うたの☆プリンスさまっ♪ マジLOVEレボリューションズ 第1巻特典CD                                                         | シャイニング・スターズ | 「GOLDEN☆STAR」 |                                                                                            |
| 7月22日  | OVA 新テニスの王子様 vs Genius10 第10話ED「Party Time」                                                               | テニプリオールスターズ | 「Party Time」 |                                                                                            |
| 8月5日   | ボーイフレンド（仮） キャラクターCDシリーズ vol.3                                                                     | 若桜郁人（鳥海浩輔） | 「欲望のParadiso」 |                                                                                            |
| 8月19日  | DIABOLIK LOVERS Bloody Songs -SUPER BEST II- 逆巻家ver                                                                | 逆巻アヤト（緑川光）、逆巻カナト（梶裕貴）、逆巻ライト（平川大輔）、逆巻シュウ（鳥海浩輔）、逆巻レイジ（小西克幸）、逆巻スバル（近藤隆） | 「Bloody★Mayim★Mayim」 |                                                                                            |
| 9月16日  | おいしく恋するCD Love Cuisine 〜モンスターズ・レシピ〜 Vol.4                                                          | ヘルマン・ヴァルコイネン（鳥海浩輔）、オズ・レオパルド（小西克幸） | 「Amazing Cuisine 〜ヘルマン&オズver.〜」 |                                                                                            |
| 9月30日  | うたの☆プリンスさまっ♪ Shining All Star CD2                                                                           | 一十木音也（寺島拓篤）、聖川真斗（鈴村健一）、四ノ宮那月（谷山紀章）、一ノ瀬トキヤ（宮野真守）、神宮寺レン（諏訪部順一）、来栖翔（下野紘）、愛島セシル（鳥海浩輔） | 「天空のミラクルスター」 |                                                                                            |
| 10月14日 | スタミュ ミュージカルソングシリーズCD「☆SHOW TIME 2☆ 華桜会&鳳樹」                                                    | 華桜会 | 「我ら、綾薙学園華桜会」 |                                                                                            |
| 11月25日 | 花 | オフクロ | 「花」 |                                                                                            |
| 11月25日 | SOLID | The Lotion Slider | 「SOLID」 |                                                                                            |
| 11月27日 | ツキウタ。シリーズ 睦月始「嗚呼。髪を撫でて、頬を撫でて、御前を愛してやる。」                                         | 睦月始（鳥海浩輔） | 「嗚呼。髪を撫でて、頬を撫でて、御前を愛してやる。」 「睦の月」 |                                                                                            |
| 12月2日  | EXIT TUNES PRESENTS ACTORS4                                                                                           | ゆちゃP feat.清洲鷹翌（鳥海浩輔）×一乗谷羚（緑川光） | 「Blackjack」 |                                                                                            |
| 12月9日  | スタミュ ミュージカルソングシリーズCD「☆SHOW TIME 10☆ team鳳&華桜会」                                                 | 華桜会 | 「SING A SONG！MUSICAL！」 |                                                                                            |
| 2016年   | | | |                                                                                            |
| 1月13日  | うたの☆プリンスさまっ♪ シアターシャイニング ポラリス                                                                  | 四ノ宮那月（谷山紀章）、一ノ瀬トキヤ（宮野真守）、愛島セシル（鳥海浩輔） | 「ポラリス」 | ゲーム『うたの☆プリンスさまっ♪』関連曲                                                     |
| 1月27日  | ２×３！〜DUET CROSS THREE!〜                                                                                          | 霧島司（浪川大輔）、伊達京也（鳥海浩輔） | 「Maze of Love」 | ゲーム『ときめきレストラン☆☆☆』関連曲                                                      |
| 2月10日  | ボーイフレンド（仮） キャラクターソングアルバム vol.1                                                                 | 一ノ瀬学（平川大輔）、真山恭一郎（森川智之）、若桜郁人（鳥海浩輔） | 「君がいれば」 | ゲーム『ボーイフレンド（仮）』関連曲                                                       |
| 2月24日  | TRICK★STER | X.I.P. | 「CHEAT DANCER 神崎透センターver.」 「E→motion 伊達京也センターver.」 「Power Move 不破剣人センターver.」 「GAME 神崎透センターver.」 「Deja-Vu 伊達京也センターver.」 「Sincere Love 伊達京也センターver.」 「Just do it! 不破剣人センターver.」 | ゲーム『ときめきレストラン☆☆☆』関連曲                                                      |
| 2月24日  | PlayStation Vita専用「DIABOLIK LOVERS LUNATIC PARADE」 OPテーマ                                                       | 逆巻アヤト（緑川光）、逆巻カナト（梶裕貴）、逆巻ライト（平川大輔）、逆巻シュウ（鳥海浩輔）、逆巻レイジ（小西克幸）、逆巻スバル（近藤隆） | 「Fanatic of Night」 | ゲーム『DIABOLIK LOVERS LUNATIC PARADE』オープニングテーマ                                 |
| 2月24日  | 「もし、この世界に神様がいるとするならば。」オリジナルサウンドトラック                                                | 細波エース（鳥海浩輔）、来実マサト（緑川光） | 「アワーグラス」 | ゲーム『もし、この世界に神様がいるとするならば。』オープニングテーマ                       |
| 2月26日  | 恋敵CD「源氏物語 〜男女逆転恋唄〜 六条×月夜」                                                                         | 六条（鳥海浩輔）×月夜（鈴木達央） | 「緋扇の舞」 | 『源氏物語〜男女逆転恋唄〜』関連曲                                                         |
| 3月23日  | DIABOLIK LOVERS VERSUS SONG Requiem（2）Bloody Night Vol.Ⅵ シュウVSライト                                             | 逆巻シュウ（鳥海浩輔）、逆巻ライト（平川大輔） | 「カモフラージュ」 「カモフラージュ -シュウ ver-」 | 『DIABOLIK LOVERS』関連曲                                                                  |
| 3月25日  | 乙女ゲームアプリ 源氏物語 〜男女逆転恋唄〜 主題歌「胡蝶の夢」                                                         | 葵（小野賢章）、紫（木村良平）、六条（鳥海浩輔）、月夜（鈴木達央）、夕顔（江口拓也）、頭中将（前野智昭） | 「胡蝶の夢」 | ゲーム『源氏物語〜男女逆転恋唄〜』主題歌                                                   |
| 3月30日  | IN THE NIGHT | 伊達京也（鳥海浩輔） | 「Your sight, my delight」 | ゲーム『ときめきレストラン☆☆☆』関連曲                                                      |
| 3月30日  | IN THE NIGHT | X.I.P. | 「Higher ground」 | ゲーム『ときめきレストラン☆☆☆』関連曲                                                      |
| 6月8日   | イケメン戦国 時をかける恋 キャラクターソング&ドラマCD 第一弾                                                          | 豊臣秀吉（鳥海浩輔） | 「Love Letters」 | ゲーム『イケメン戦国◆時をかける恋』関連曲                                                  |
| 6月29日  | iDBEST 金盤 | 代表鳥締役（鳥海浩輔） | 「Wizardry -手苦魔苦魔夜魂-」 |                                                                                            |
| 7月20日  | めいこいキャラクターソングシリーズ ロマネスクレコード2 其ノ参                                                         | 川上音二郎（鳥海浩輔） | 「明日への序曲」 | ゲーム『明治東亰恋伽』関連曲                                                               |
| 7月27日  | OVA「スタミュ」第1巻 特典CD                                                                                           | 華桜会 | 「フィナーレは僕たちの胸に」 | OVA『スタミュ』挿入歌                                                                      |
| 8月17日  | うたの☆プリンスさまっ♪ Shining Dream CD                                                                               | NIGHT DREAM | 「NIGHT DREAM」 | ライブイベント『うたの☆プリンスさまっ♪スペシャルイベント Shining Dream Festa』テーマソング |
| 8月26日  | ツキウタ。 THE ANIMATION 主題歌                                                                                       | Six Gravity | 「GRAVITIC-LOVE」 | テレビアニメ『ツキウタ。 THE ANIMATION』オープニングテーマ                                 |
| 10月5日  | マジLOVEレジェンドスター                                                                                              | ST☆RISH | 「マジLOVEレジェンドスター」 | テレビアニメ『うたの☆プリンスさまっ♪ マジLOVEレジェンドスター』エンディングテーマ          |
| 10月5日  | マジLOVEレジェンドスター                                                                                              | ST☆RISH | 「未来、夢、ありがとう…そして!」 | テレビアニメ『うたの☆プリンスさまっ♪ マジLOVEレジェンドスター』挿入歌                      |
| 11月9日  | うたの☆プリンスさまっ♪ マジLOVEレジェンドスター デュエットアイドルソング 愛島セシル&天草シオン                        | 愛島セシル（鳥海浩輔）&天草シオン（山下大輝） | 「Visible Elf」 | テレビアニメ『うたの☆プリンスさまっ♪ マジLOVEレジェンドスター』挿入歌                      |
| 11月9日  | うたの☆プリンスさまっ♪ マジLOVEレジェンドスター デュエットアイドルソング 愛島セシル&天草シオン                        | 愛島セシル（鳥海浩輔） | 「甘美なるアルカディア」 | テレビアニメ『うたの☆プリンスさまっ♪ マジLOVEレジェンドスター』関連曲                      |
| 11月9日  | 刀剣乱舞-花丸- 歌詠集 其の三                                                                                          | 歌仙兼定（石川界人）、燭台切光忠（佐藤拓也）、鶴丸国永（斉藤壮馬）、三日月宗近（鳥海浩輔） | 「出づる月、招宴の唄」 | テレビアニメ『刀剣乱舞-花丸-』エンディングテーマ                                           |
| 12月21日 | ２×３！〜DUET CROSS THREE!〜 II                                                                                       | 辻魁斗（柿原徹也）、伊達京也（鳥海浩輔） | 「REVERSE」 | ゲーム『ときめきレストラン☆☆☆』関連曲                                                      |
| 2017年   | | | |                                                                                            |
| 1月11日  | うたの☆プリンスさまっ♪ マジLOVE レジェンドスター 第1巻特典CD                                                          | ST☆RISH・QUARTET NIGHT・HE★VENS | 「夢を歌へと…!」 | テレビアニメ『うたの☆プリンスさまっ♪ マジLOVEレジェンドスター』挿入歌                      |
| 1月26日  | うたの☆プリンスさまっ♪ Repeat LOVE Premium Princess BOX特典CD                                                         | 一十木音也（寺島拓篤）、聖川真斗（鈴村健一）、四ノ宮那月（谷山紀章）、一ノ瀬トキヤ（宮野真守）、神宮寺レン（諏訪部順一）、来栖翔（下野紘）、愛島セシル（鳥海浩輔） | 「Welcome to UTA☆PRI RAINBOW world!!」 | ゲーム『うたの☆プリンスさまっ♪』関連曲                                                     |
| 1月27日  | ツキウタ。 THE ANIMATION 第5巻特典CD                                                                                  | 睦月始（鳥海浩輔） | 「initium〜始告氷輪〜」 | テレビアニメ『ツキウタ。 THE ANIMATION』エンディングテーマ                                 |
| 2月15日  | DIABOLIK LOVERS LOST EDEN「常夜KNOW UNDER SKIN」                                                                      | 逆巻アヤト（緑川光）、逆巻カナト（梶裕貴）、逆巻ライト（平川大輔）、逆巻シュウ（鳥海浩輔）、逆巻レイジ（小西克幸）、逆巻スバル（近藤隆） | 「常夜KNOW UNDER SKIN」 | ゲーム『DIABOLIK LOVERS LOST EDEN』オープニングテーマ                                      |
| 3月8日   | DIABOLIK LOVERS Sadistic Song Vol.4                                                                                   | 逆巻シュウ（鳥海浩輔） | 「アイオライト」 | 『DIABOLIK LOVERS』関連曲                                                                  |
| 3月24日  | ツキウタ。 THE ANIMATION 第7巻特典CD                                                                                  | Six Gravity & Procellarum | 「ツキノウタ。」 | テレビアニメ『ツキウタ。 THE ANIMATION』エンディングテーマ                                 |
| 3月29日  | Paint it DARK | 伊達京也（鳥海浩輔） | 「Just like honey」 | ゲーム『ときめきレストラン☆☆☆』関連曲                                                      |
| 3月29日  | Paint it DARK | X.I.P. | 「Don't Stop The Party 不破剣人センターver.」 「& Goodbye 不破剣人センターver.」 | ゲーム『ときめきレストラン☆☆☆』関連曲                                                      |
| 3月29日  | 遙かなる時空の中で3 Ultimate 月華の宵 一                                                                              | 藤原泰衡（鳥海浩輔） | 「黎明の名残月よ」 | ゲーム『遙かなる時空の中で3 Ultimate』関連曲                                               |
| 4月19日  | TVアニメ 弱虫ペダル NEW GENERATION キャラクターソングシリーズVol.2 今泉俊輔&鳴子章吉                                  | 今泉俊輔（鳥海浩輔）、鳴子章吉（福島潤） | 「フル・スピード」 | テレビアニメ『弱虫ペダル NEW GENERATION』関連曲                                            |
| 4月19日  | TVアニメ 弱虫ペダル NEW GENERATION キャラクターソングシリーズVol.2 今泉俊輔&鳴子章吉                                  | 今泉俊輔（鳥海浩輔） | 「SPARK」 | テレビアニメ『弱虫ペダル NEW GENERATION』関連曲                                            |
| 4月26日  | DIABOLIK LOVERS Bloody Songs -SUPER BEST Ⅲ-                                                                           | 逆巻シュウ（鳥海浩輔）、逆巻レイジ（小西克幸） | 「絶対感度のリビドー」 | 『DIABOLIK LOVERS』関連曲                                                                  |
| 5月10日  | スタミュ ミュージカルソングシリーズCD「☆2nd SHOW TIME 6☆ 前・華桜会&暁×楪×漣」                                        | 華桜会 | 「WONDERFUL WONDER！」 | テレビアニメ『スタミュ』第2期挿入歌                                                        |
| 5月10日  | スタミュ ミュージカルソングシリーズCD「☆2nd SHOW TIME 6☆ 前・華桜会&暁×楪×漣」                                        | 暁鏡司（森久保祥太郎）、楪・C・リオン（鳥海浩輔）、漣朔也（羽多野渉） | 「A DAY IN THE DREAM」 | テレビアニメ『スタミュ』第2期挿入歌                                                        |
| 5月24日  | うたの☆プリンスさまっ♪ マジLOVE レジェンドスター 第6巻特典CD                                                          | ST☆RISH | 「WE ARE ST☆RISH!!」 | テレビアニメ『うたの☆プリンスさまっ♪ マジLOVEレジェンドスター』挿入歌                      |
| 5月24日  | コウソウ | The Lotion Slider | 「コウソウ」 | ラジオ『鳥海浩輔・安元洋貴 今夜は眠らせない…禁断生ラジオ』関連曲                           |
| 6月14日  | 君色スマイル | 葦原巧（前野智昭）、仁科葵（花江夏樹）、宮坂真也（鳥海浩輔） | 「君色スマイル」 | テレビアニメ『Room Mate』主題歌                                                            |
| 6月14日  | 君色スマイル | 宮坂真也（鳥海浩輔） | 「君色スマイル」 | テレビアニメ『Room Mate』関連曲                                                            |
| 6月21日  | スタミュ ミュージカルソングシリーズCD「☆2nd SHOW TIME 12☆ team鳳&team柊&揚羽×蜂矢×北原×南條&オールキャスト」          | オールキャスト | 「Gift 〜カーテンコール〜」 | テレビアニメ『スタミュ 第2期』挿入歌                                                       |
| 8月2日   | SPLASH SUMMER | 3 Majesty×X.I.P. | 「Never Ever Ending」 | ゲーム『ときめきレストラン☆☆☆』関連曲                                                      |
| 8月2日   | SPLASH SUMMER | X.I.P. | 「Up&Up 神崎透センターver.」 「Don't Stop The Party 不破剣人センターver. Special Live ver.」 | ゲーム『ときめきレストラン☆☆☆』関連曲                                                      |
| 10月19日 | うたの☆プリンスさまっ♪ Amazing Aria&Sweet Serenade LOVE Premium Princess BOX特典CD                                    | 一十木音也（寺島拓篤）、聖川真斗（鈴村健一）、四ノ宮那月（谷山紀章）、一ノ瀬トキヤ（宮野真守）、神宮寺レン（諏訪部順一）、来栖翔（下野紘）、愛島セシル（鳥海浩輔） | 「一緒にHang in there♪」 | ゲーム『うたの☆プリンスさまっ♪ Amazing Aria & Sweet Serenade LOVE』挿入歌                  |
| 10月19日 | うたの☆プリンスさまっ♪ Amazing Aria&Sweet Serenade LOVE Premium Princess BOX特典CD                                    | 一十木音也（寺島拓篤）、聖川真斗（鈴村健一）、四ノ宮那月（谷山紀章）、愛島セシル（鳥海浩輔） | 「ADVENT ACE」 | ゲーム『うたの☆プリンスさまっ♪ Amazing Aria & Sweet Serenade LOVE』挿入歌                  |
| 10月25日 | 活撃 刀剣乱舞 第4巻特典CD「活撃特典音楽集 肆」                                                                        | 三日月宗近（鳥海浩輔）、山姥切国広（前野智昭） | 「現」 | テレビアニメ『活撃 刀剣乱舞』関連曲                                                        |
| 11月1日  | ２×３！〜DUET CROSS THREE!〜 Ⅲ                                                                                        | 音羽慎之介（岸尾だいすけ）、伊達京也（鳥海浩輔） | 「Honey come」 | ゲーム『ときめきレストラン☆☆☆』関連曲                                                      |
| 11月1日  | 天華絶景／月牙ノ刻 | 織田信長（森川智之）、豊臣秀吉（花江夏樹）、上杉謙信（鳥海浩輔）、武田信玄（小西克幸）、真田幸村（山下大輝）、伊達政宗（梅原裕一郎） | 「天華絶景」 | テレビアニメ『戦刻ナイトブラッド』オープニングテーマ                                       |
| 11月1日  | 天華絶景／月牙ノ刻 | 織田信長（森川智之）、豊臣秀吉（花江夏樹）、上杉謙信（鳥海浩輔）、武田信玄（小西克幸）、真田幸村（山下大輝）、伊達政宗（梅原裕一郎） | 「月牙ノ刻」 | ゲーム『戦刻ナイトブラッド』オープニングテーマ                                             |
| 11月3日  | 茜さすセカイでキミと詠う オリジナルキャラクターソング＆ミニドラマCD                                                   | 高杉晋作（KENN）、安倍晴明（鳥海浩輔） | 「この空の向こうに」 | ゲーム『茜さすセカイでキミと詠う』関連曲                                                   |
| 11月3日  | 茜さすセカイでキミと詠う オリジナルキャラクターソング＆ミニドラマCD                                                   | 安倍晴明（鳥海浩輔） | 「この空の向こうに」 | ゲーム『茜さすセカイでキミと詠う』関連曲                                                   |
| 11月15日 | うたの☆プリンスさまっ♪ Shining LiveテーマソングCD                                                                     | 一十木音也（寺島拓篤）、聖川真斗（鈴村健一）、四ノ宮那月（谷山紀章）、一ノ瀬トキヤ（宮野真守）、神宮寺レン（諏訪部順一）、来栖翔（下野紘）、愛島セシル（鳥海浩輔） | 「Shining☆Romance」 | ゲーム『うたの☆プリンスさまっ♪ Shining Live』テーマソング                                  |
| 2月6日   | 正義論 | 上杉謙信（鳥海浩輔） | 「正義論」 | テレビアニメ『戦刻ナイトブラッド』エンディングテーマ                                       |
| 2月6日   | 正義論 | 上杉謙信（鳥海浩輔） | 「天華絶景 上杉謙信ver.」 | テレビアニメ『戦刻ナイトブラッド』関連曲                                                   |
| 2月6日   | 刀剣乱舞-花丸- 歌詠全集                                                                                               | 花丸刀剣男士一同 | 「花丸◎日和！47振りver.」 | 劇場アニメ『刀剣乱舞-花丸- 〜幕間回想録〜』主題歌                                          |
| 2018年   | | | |                                                                                            |
| 1月10日  | あんさんぶるスターズ！ ユニットソングCD 3rd Vol.11 MaM                                                                | MaM［三毛縞斑（鳥海浩輔）］ | 「Blooming World」 「Festive!」 | ゲーム『あんさんぶるスターズ！』関連曲                                                     |
| 1月24日  | ボーイフレンド（仮）プロジェクト ミュージックアルバム 藤城学園 #02                                                    | 若桜先生と部活男子 | 「溜息の保健室」 | ゲーム『ボーイフレンド（仮）きらめき ノート』関連曲                                        |
| 1月24日  | ボーイフレンド（仮）プロジェクト ミュージックアルバム 藤城学園 #02                                                    | team 白衣 | 「黄金色の夢」 | ゲーム『ボーイフレンド（仮）きらめき ノート』関連曲                                        |
| 1月24日  | Black Mirage | X.I.P. | 「Take it easy! 伊達京也センターver.」 | ゲーム『ときめきレストラン☆☆☆』関連曲                                                      |
| 1月24日  | Black Mirage | 伊達京也（鳥海浩輔） | 「Thank you for…?」 | ゲーム『ときめきレストラン☆☆☆』関連曲                                                      |
| 2月14日  | ウルトラブラスト | ST☆RISH | 「ウルトラブラスト」 | 劇場アニメ『劇場版 うたの☆プリンスさまっ♪ マジLOVEキングダム』挿入歌                       |
| 2月14日  | ウルトラブラスト | ST☆RISH | 「ファンタジック☆プレリュード」 | テレビアニメ『うたの☆プリンスさまっ♪ マジLOVEレジェンドスター』関連曲                      |
| 2月14日  | テニスの王子様「バレンタイン･キッス」                                                                                 | 千石清純（鳥海浩輔） with 山吹中 | 「バレンタイン･キッス」 | テレビアニメ『テニスの王子様』関連曲                                                       |
| 2月14日  | Carry the Hope | THE HIGH CADENCE | 「Carry the Hope」 | テレビアニメ『弱虫ペダル GLORY LINE』エンディングテーマ                                    |
| 2月14日  | Carry the Hope | 今泉俊輔（鳥海浩輔） | 「Carry the Hope」 | テレビアニメ『弱虫ペダル GLORY LINE』関連曲                                                |
| 2月21日  | 続『刀剣乱舞-花丸-』歌詠集 其の七                                                                                     | 大和守安定（市来光弘）、加州清光（増田俊樹）、大倶利伽羅（古川慎）、三日月宗近（鳥海浩輔）、博多藤四郎（大須賀純）、山伏国広（櫻井トオル）、御手杵（浜田賢二）、江雪左文字（佐藤拓也）                                                                                                   | 「花丸印の日のもとで ver.7」 | テレビアニメ『続 刀剣乱舞-花丸-』オープニングテーマ                                        |
| 2月28日  | うたの☆プリンスさまっ♪ Shining Masterpiece Show「リコリスの森」                                                       | 一十木音也（寺島拓篤）、一ノ瀬トキヤ（宮野真守）、神宮寺レン（諏訪部順一）、愛島セシル（鳥海浩輔） | 「リコリスの森」 | ゲーム『うたの☆プリンスさまっ♪』関連曲                                                     |
| 2月28日  | Keep on chasing | X.I.P. | 「Just do it! 伊達京也センターver.」 「Race of Ace」 「Hot Summer Love 伊達京也センターver.」 「CHEAT DANCER -Remix ver.-」 | ゲーム『ときめきレストラン☆☆☆』関連曲                                                      |
| 4月18日  | 我ら気高きエーデルシュタイン!!                                                                                        | 地球征服部ES | 「我ら気高きエーデルシュタイン!!」 | テレビアニメ『美男高校地球防衛部HAPPY KISS!』エンディングテーマ                            |
| 4月18日  | 我ら気高きエーデルシュタイン!!                                                                                        | 地球征服部ES | 「オーレイ！ノブレス・オブリージュ」 | テレビアニメ『美男高校地球防衛部HAPPY KISS!』関連曲                                        |
| 5月16日  | 美男高校地球防衛部HAPPY KISS!キャラクターソングCD2 エーデルシュタインSONGS〜Die Verwandlung!〜                        | 宇奈月大樹（鳥海浩輔） | 「Good day, Bad day」 | テレビアニメ『美男高校地球防衛部HAPPY KISS!』関連曲                                        |
| 5月23日  | 弱虫ペダル GLORY LINE BD・DVD第1巻特典CD                                                                              | 小野田坂道（山下大輝）、今泉俊輔（鳥海浩輔）、鳴子章吉（福島潤）、手嶋純太（岸尾だいすけ）、青八木一（松岡禎丞）、鏑木一差（下野紘） | 「総北高校 校歌」 | テレビアニメ『弱虫ペダル GLORY LINE』関連曲                                                |
| 6月20日  | 美男高校地球防衛部HAPPY KISS!キャラクターソングCD3 デュエットSONGS〜Happy&Turn!〜                                     | 和倉七緒（石井孝英）、宇奈月大樹（鳥海浩輔） | 「お互いさまと笑ったら」 | テレビアニメ『美男高校地球防衛部HAPPY KISS!』関連曲                                        |
| 6月27日  | Let's make a miracle                                                                                                  | 3 Majesty×X.I.P. | 「Let's make a miracle」 | 劇場アニメ『劇場版ときめきレストラン☆☆☆ MIRACLE6』メインテーマ                             |
| 6月27日  | Let's make a miracle                                                                                                  | X.I.P. | 「We are X.I.P.」 「Higher ground DREAM☆LIVE ver.」 | ゲーム『ときめきレストラン☆☆☆』関連曲                                                      |
| 8月17日  | 美男高校地球防衛部HAPPY KISS! BD・DVD第3巻 きゃにめ特典CD                                                             | 宇奈月大樹（鳥海浩輔） | 「我ら気高きエーデルシュタイン!!」 | テレビアニメ『美男高校地球防衛部HAPPY KISS!』関連曲                                        |
| 9月19日  | 弾奏アブソリュート | 織田信長（森川智之）、豊臣秀吉（花江夏樹）、上杉謙信（鳥海浩輔）、武田信玄（小西克幸）、真田幸村（山下大輝）、伊達政宗（梅原裕一郎）、毛利元就（子安武人） | 「残光と盟約」 | ゲーム『戦刻ナイトブラッド』関連曲                                                         |
| 9月26日  | PRINCE REP. COVERS COLLECTION                                                                                         | 伊達京也（鳥海浩輔） | 「My only answer」 | ゲーム『ときめきレストラン☆☆☆』関連曲                                                      |
| 9月26日  | PRINCE REP. COVERS COLLECTION 豪華版                                                                                  | 霧島司（浪川大輔）、伊達京也（鳥海浩輔） | 「Just like honey」 「My only answer」 | ゲーム『ときめきレストラン☆☆☆』関連曲                                                      |
| 9月28日  | 覇穹 封神演義 BD・DVD第7巻特典CD                                                                                      | 申公豹（鳥海浩輔） | 「終わりの傍観者」 | テレビアニメ『覇穹 封神演義』関連曲                                                        |
| 10月24日 | あんさんぶるスターズ！アルバムシリーズ MaM                                                                            | MaM［三毛縞斑（鳥海浩輔）］ | 「君印 Be Ambitious!!」 | ゲーム『あんさんぶるスターズ！』関連曲                                                     |
| 10月24日 | あんさんぶるスターズ！アルバムシリーズ MaM                                                                            | MaM［三毛縞斑（鳥海浩輔）］ with team 牛若丸 | 「辻風に吹かれて」 | ゲーム『あんさんぶるスターズ！』関連曲                                                     |
| 10月24日 | あんさんぶるスターズ！アルバムシリーズ MaM                                                                            | MaM［三毛縞斑（鳥海浩輔）］ with 紅月 | 「RevolTrad〜維新伝心〜」 | ゲーム『あんさんぶるスターズ！』関連曲                                                     |
| 10月24日 | あんさんぶるスターズ！アルバムシリーズ MaM                                                                            | 三毛縞斑（鳥海浩輔） | 「See You Again」 | ゲーム『あんさんぶるスターズ！』関連曲                                                     |
| 11月9日  | 熱情プライオリティ | Alsh-tajE | 「熱情プライオリティ」 「レゾナンス」 | キャラクターCD『キラボシチューン』関連曲                                                   |
| 11月21日 | うたの☆プリンスさまっ♪ Eternal Song CD「雪月花」                                                                      | 一十木音也（寺島拓篤）、聖川真斗（鈴村健一）、四ノ宮那月（谷山紀章）、一ノ瀬トキヤ（宮野真守）、神宮寺レン（諏訪部順一）、来栖翔（下野 紘）、愛島セシル（鳥海浩輔）、寿嶺二（森久保祥太郎）、黒崎蘭丸（鈴木達央）、美風 藍（蒼井翔太）、カミュ（前野智昭）                               | 「雪月花」 | ゲーム『うたの☆プリンスさまっ♪』関連曲                                                     |
| 2019年   | | | |                                                                                            |
| 1月25日  | ツキウタ。キャラクターCD・4thシーズン2 睦月始「紫月夜」                                                               | 睦月始（鳥海浩輔） | 「紫月夜」 | 『ツキウタ。』関連曲                                                                       |
| 1月30日  | 抱かれたい男1位に脅されています。 BD・DVD第 3巻特典CD                                                                 | 卯坂和臣（鳥海浩輔） | 「劇場が燃えとる 〜ル・モエテモータ〜」 | テレビアニメ『抱かれたい男1位に脅されています。』関連曲                                    |
| 2月27日  | 劇場版 うたの☆プリンスさまっ♪ マジLOVEキングダム スペシャルユニットドラマCD トキヤ・セシル・大和                      | 一ノ瀬トキヤ（宮野真守）、愛島セシル（鳥海浩輔）、日向大和（木村良平） | 「カレイドスコープ」 | 劇場アニメ『劇場版 うたの☆プリンスさまっ♪ マジLOVEキングダム』挿入歌                       |
| 2月27日  | テレビアニメ『明治東亰恋伽』エンディングテーマ集                                                                      | 川上音二郎（鳥海浩輔）、藤田五郎（福山潤） | 「宵や、酔いや -Yoiya Yoiya-」 | テレビアニメ『明治東亰恋伽』エンディングテーマ                                             |
| 3月27日  | DIABOLIK LOVERS CHAOS LINEAGE「BAD HOWLING-惡意共鳴-」                                                                | 逆巻アヤト（緑川光）、無神コウ（木村良平）、逆巻シュウ（鳥海浩輔） | 「BAD HOWLING-惡意共鳴-」 | ゲーム『DIABOLIK LOVERS CHAOS LINEAGE』オープニングテーマ                                  |
| 3月27日  | Sunlight | X.I.P. | 「I wanna be your hero 不破剣人センターver.」 「My First Love 伊達京也センターver.」 | ゲーム『ときめきレストラン☆☆☆』関連曲                                                      |
| 5月31日  | IN-VOLG VS Alsh-tajE                                                                                                  | Alsh-tajE | 「Judgement」 | 『キラボシチューン』関連曲                                                                 |
| 7月17日  | ACTORS 5th Anniversary Edition                                                                                        | 花隈竜之介（小野賢章）、清洲鷹翌（鳥海浩輔） | 「Magnet」 | 『ACTORS』関連曲                                                                           |
| 7月24日  | ☆3rd SHOW TIME 4☆ 春日野詩音&team楪                                                                                   | team楪 | 「ルール*ド*フルール」 | テレビアニメ『スタミュ』第3期関連曲                                                        |
| 8月14日  | Stars' Ensemble! | 夢ノ咲ドリームスターズ | 「Stars' Ensemble!」 | テレビアニメ『あんさんぶるスターズ！』オープニングテーマ                                   |
| 8月28日  | うたの☆プリンスさまっ♪ Shining Live テーマソングCD2                                                                   | 一十木音也（寺島拓篤）、聖川真斗（鈴村健一）、四ノ宮那月（谷山紀章）、一ノ瀬トキヤ（宮野真守）、神宮寺レン（諏訪部順一）、来栖翔（下野紘）、愛島セシル（鳥海浩輔） | 「WONDER☆RONDO」 | ゲーム『うたの☆プリンスさまっ♪ Shining Live』テーマソング                                  |
| 12月4日  | うたの☆プリンスさまっ♪ソロベストアルバム 愛島セシル「☆light ☆night」                                                  | 愛島セシル（鳥海浩輔） | 「Crown of Agna」 「☆light ☆night」 | 『うたの☆プリンスさまっ♪』関連曲                                                           |
| 12月25日 | 劇場版 うたの☆プリンスさまっ♪ マジLOVEキングダム BD・DVD特典CD                                                        | ST☆RISH、QUARTET NIGHT、HE★VENS | 「マジLOVEキングダム」 「Welocme to UTA☆PRI KINGDOM!!」 | 劇場アニメ『劇場版 うたの☆プリンスさまっ♪ マジLOVEキングダム』挿入歌                       |
| 12月25日 | あんさんぶるスターズ！ EDテーマ集 VOL.05                                                                              | MaM［三毛縞斑（鳥海浩輔）］ | 「愉快痛快 That's alright!」 | テレビアニメ『あんさんぶるスターズ！』エンディングテーマ                                   |
| 2020年   | | | |                                                                                            |
| 3月25日  | Soul Journey | X.I.P. | 「Let's make a miracle starring X.I.P.」 「Hot Summer Love 神崎透センターver.」 「Let me love you 神崎透センターver.」 | ゲーム『ときめきレストラン☆☆☆』関連曲                                                      |
| 4月15日  | うたの☆プリンスさまっ♪ Another World〜WHITE&BLACK〜 テーマソングCD                                                    | WHITE GRAVITY | 「WHITE GRAVITY」 | イベント『うたの☆プリンスさまっ♪ Another World〜WHITE&BLACK〜』テーマソング                |
| 5月20日  | ACTORS -Singing Contest Edition- sideA                                                                                | 清洲鷹翌（鳥海浩輔） | 「猛独が襲う」 | 『ACTORS』関連曲                                                                           |
| 6月26日  | Paint It Black | Six Gravity | 「Paint It Black」 | テレビアニメ『ツキウタ。 THE ANIMATION2』オープニングテーマ                                |
| 8月26日  | BRAND NEW STARS!! | ESオールスターズ | 「BRAND NEW STARS!!」 | ゲーム『あんさんぶるスターズ!!』主題歌                                                     |
| 8月26日  | BRAND NEW STARS!! | ESオールスターズ | 「Walk with your smile」 | ゲーム『あんさんぶるスターズ!!』関連曲                                                     |
| 9月16日  | SUPER STAR/THIS IS...!/Genesis HE★VENS                                                                                | 一十木音也（寺島拓篤）、聖川真斗（鈴村健一）、四ノ宮那月（谷山紀章）、一ノ瀬トキヤ（宮野真守）、神宮寺レン（諏訪部順一）、来栖翔（下野紘）、愛島セシル（鳥海浩輔） | 「SUPER STAR」 | 『うたの☆プリンスさまっ♪』関連曲                                                           |
| 10月28日 | あんさんぶるスターズ!! ESアイドルソング season1 Double Face                                                           | Double Face | 「=EYE=」 「Stippling」 「Secret of Metropolis」 「BRAND NEW STARS!!」 | ゲーム『あんさんぶるスターズ!!』関連曲                                                     |
| 11月11日 | Tales of Dream Project -Festival Songs-                                                                               | Tales of Dreamers | 「Endless Journey」 | イベント『テイルズ オブ フェスティバル 2020』テーマソング                                  |
| 2021年   | | | |                                                                                            |
| 3月26日  | CLOQUESTA | 不破十紀人（鳥海浩輔） | 「ナルコレプシーNo.10」 | 『Clock over ORQUESTA』関連曲                                                              |
| 6月2日   | うたの☆プリンスさまっ♪10th Anniversary CD                                                                             | 一十木音也（寺島拓篤）、聖川真斗（鈴村健一）、四ノ宮那月（谷山紀章）、一ノ瀬トキヤ（宮野真守）、神宮寺レン（諏訪部順一）、来栖翔（下野紘）、愛島セシル（鳥海浩輔） | 「STAR WISH」 | 『うたの☆プリンスさまっ♪』関連曲                                                           |
| 6月23日  | FUSIONIC STARS!! | ESオールスターズ | 「FUSIONIC STARS!!」 | ゲーム『あんさんぶるスターズ!!』関連曲                                                     |
| 6月25日  | ツキウタ。 THE ANIMATION2 BD・DVD第6巻特典CD                                                                          | 睦月始（鳥海浩輔） | 「始蝶歌」 | テレビアニメ『ツキウタ。 THE ANIMATION2』エンディングテーマ                                |
| 7月22日  | あんさんぶるスターズ!! FUSION UNIT SERIES 02 Ra*bits ✕ Double Face                                                    | Ra*bits、Double Face | 「ポケットに宇宙」 | ゲーム『あんさんぶるスターズ!!』関連曲                                                     |
| 7月22日  | あんさんぶるスターズ!! FUSION UNIT SERIES 02 Ra*bits ✕ Double Face                                                    | Double Face | 「FUSIONIC STARS!!」 | ゲーム『あんさんぶるスターズ!!』関連曲                                                     |
| 7月30日  | ツキウタ。 THE ANIMATION2 BD・DVD第7巻特典CD                                                                          | Six Gravity、Procellarum | 「月ノ詩。」 | テレビアニメ『ツキウタ。 THE ANIMATION2』エンディングテーマ                                |
| 8月25日  | うたの☆プリンスさまっ♪Shining All Star CD3                                                                            | 一十木音也（寺島拓篤）、聖川真斗（鈴村健一）、四ノ宮那月（谷山紀章）、一ノ瀬トキヤ（宮野真守）、神宮寺レン（諏訪部順一）、来栖翔（下野紘）、愛島セシル（鳥海浩輔） | 「Grateful friends, Graceful ways」 | 『うたの☆プリンスさまっ♪』関連曲                                                           |
| 2022年   | | | |                                                                                            |
| 4月6日   | 『劇場版 うたの☆プリンスさまっ♪ マジLOVEスターリッシュツアーズ』メインテーマ マジLOVEスターリッシュツアーズ           | 一十木音也（寺島拓篤）、聖川真斗（鈴村健一）、四ノ宮那月（谷山紀章）、一ノ瀬トキヤ（宮野真守）、神宮寺レン（諏訪部順一）、来栖翔（下野紘）、愛島セシル（鳥海浩輔） | 「マジLOVEスターリッシュツアーズ」 「ST☆RT OURS」 | 劇場アニメ『劇場版 うたの☆プリンスさまっ♪ マジLOVEスターリッシュツアーズ』挿入歌           |
| 4月27日  | Clock over ORQUESTA First season BATTLE Vol.11 不破十紀人【portando-ポルタンド-】                                     | 不破十紀人（鳥海浩輔、竹内順子） | 「夢迷トラベラー」 | 『Clock over ORQUESTA』関連曲                                                              |
| 8月10日  | 劇場版 うたの☆プリンスさまっ♪ マジLOVEスターリッシュツアーズ アイドルソング 来栖翔                                    | 愛島セシル（鳥海浩輔） | 「トリッドラヴ」 「Re:alive」 | 劇場アニメ『劇場版 うたの☆プリンスさまっ♪ マジLOVEスターリッシュツアーズ』挿入歌           |
| 8月24日  | 劇場版 うたの☆プリンスさまっ♪ マジLOVEスターリッシュツアーズ クロスユニットアイドルソング                             | 一十木音也（寺島拓篤）、聖川真斗（鈴村健一）、四ノ宮那月（谷山紀章）、一ノ瀬トキヤ（宮野真守）、神宮寺レン（諏訪部順一）、来栖翔（下野紘）、愛島セシル（鳥海浩輔） | 「SAMURAIZM」 | 劇場アニメ『劇場版 うたの☆プリンスさまっ♪ マジLOVEスターリッシュツアーズ』挿入歌           |
| 9月2日   | SET LIST 2 〜劇場版 うたの☆プリンスさまっ♪ マジLOVEスターリッシュツアーズ 挿入歌集〜                                  | 一十木音也（寺島拓篤）、聖川真斗（鈴村健一）、四ノ宮那月（谷山紀章）、一ノ瀬トキヤ（宮野真守）、神宮寺レン（諏訪部順一）、来栖翔（下野紘）、愛島セシル（鳥海浩輔） | 「続け…！ ISHの旅へ」 | 劇場アニメ『劇場版 うたの☆プリンスさまっ♪ マジLOVEスターリッシュツアーズ』挿入歌           |
| 2024年   | | | |                                                                                            |
| 6月26日  | あんさんぶるスターズ！アルバムシリーズ MaM                                                                            | MaM［三毛縞斑（鳥海浩輔）］ with team 牛若丸 | 「辻風に吹かれて」 | ゲーム『あんさんぶるスターズ!!』関連曲                                                     |
| 6月26日  | Stars' Ensemble! | 夢ノ咲ドリームスターズ | 「Stars' Ensemble!」 | ゲーム『あんさんぶるスターズ!!』関連曲                                                     |
| 6月26日  | BRAND NEW STARS!! | ESオールスターズ | 「BRAND NEW STARS!!」 「Walk with your smile」 | ゲーム『あんさんぶるスターズ!!』関連曲                                                     |
| 6月26日  | FUSIONIC STARS!! | ESオールスターズ | 「FUSIONIC STARS!!」 | ゲーム『あんさんぶるスターズ!!』関連曲                                                     |
| 6月26日  | あんさんぶるスターズ!! FUSION UNIT SERIES 02 Ra*bits ✕ Double Face                                                    | Ra*bits、Double Face | 「ポケットに宇宙」 | ゲーム『あんさんぶるスターズ!!』関連曲                                                     |
| 8月14日  | アニメ『刀剣乱舞 廻』キャラクターソングアルバム                                                                       | 三日月宗近（鳥海浩輔）、山姥切国広（前野智昭）、宗三左文字（泰勇気）、不動行光（阪口大助）、へし切長谷部（新垣樽助）、薬研藤四郎（山下誠一郎）、江雪左文字（佐藤拓也）、小夜左文字（村瀬歩）、一期一振（田丸篤志）、鯰尾藤四郎（斉藤壮馬）、燭台切光忠（佐藤拓也）、鶴丸国永（斉藤壮馬） | 「DAYBREAK」 | テレビアニメ『刀剣乱舞 廻 -虚伝 燃ゆる本能寺-』エンディングテーマ                          |
| 8月14日  | アニメ『刀剣乱舞 廻』キャラクターソングアルバム                                                                       | 三日月宗近（鳥海浩輔） | 「DAYBREAK〜憂愁 arr.〜」 | テレビアニメ『刀剣乱舞 廻 -虚伝 燃ゆる本能寺-』関連曲                                      |

非売品CD、CD化されていないキャラクターソング
- PlayStation 2専用ソフト『テニスの王子様 Kiss of Prince Flame』内キャラクターソング

楽曲 - 「僕のLucky」
歌 - 千石清純（鳥海浩輔）
- PlayStation 2専用ソフト『テニスの王子様 LOVE OF PRINCE -Bitter-』内キャラクターソング

楽曲 - 「ちょっとずつ…」
歌 - 千石清純（鳥海浩輔）
- Webアニメ『おにくだいすき! ゼウシくん 2期』第4話挿入歌

楽曲 - 「Heat Meat Up 〜国産宣言〜」
歌 - 肉Shock☆Breakers（ニック・ジャガー〈鳥海浩輔〉）
- めいこい ロマネスクレコード全巻連動購入特典

楽曲 - 「恋色夜叉（川上音二郎ソロバージョン）」
歌 - 川上音二郎（鳥海浩輔）
- 『おいしく恋するCD Love Cuisine 〜モンスターズ・レシピ〜』シリーズ全6巻連動購入特典 別腹CD

楽曲 - 「Amazing Cuisine 〜Special ver.〜」
歌 - ルー・ガロッテ（羽多野渉）、ヴィン・ヴラッド（木村良平）、フランクリン・グリーンウッド（佐藤拓也）、アミン・ケベフト（代永翼）、ルビノー&コルリ（緒方恵美）、ヘルマン・ヴァルコイネン（鳥海浩輔）、オズ・レオパルド（小西克幸）
- DVD『北斗の拳 イチゴ味』特典映像

楽曲 - 「それが大事」フルバージョン
歌 - 南斗 DE 5MEN（サウザー〈銀河万丈〉、シュウ〈諏訪部順一〉、シン〈森川智之〉、レイ〈鳥海浩輔〉、ユダ〈谷山紀章〉）
- TVアニメ『明治東亰恋伽』エンディングテーマ集 ファンクラブ限定特典CD

楽曲 - 「宵や、酔いや -Yoiya Yoiya-（川上音二郎ソロバージョン）」
歌 - 川上音二郎（鳥海浩輔）

### その他参加作品
| 発売日        | 商品名                                                              | 歌                   | 楽曲 | 備考                                                        |
| ------------- | ------------------------------------------------------------------- | -------------------- | --- | ----------------------------------------------------------- |
| 2009年3月18日 | 百歌声爛 -男性声優編III-                                            | 鳥海浩輔             | 「風よ光よ」〜 「宇宙刑事シャリバン」〜 「テッカマンの歌」〜 「ダルタニアスの歌」〜 「ボルテスVのうた」〜 「王者・侍ジャイアンツ」〜 「タイガーマスク二世」〜 「疾風ザブングル」〜 「地獄のズバット」〜 「行け！ザンボット3」 |                                                             |
| 2013年3月27日 | Disney 声の王子様 東京ディズニーリゾート30周年記念盤                | 鳥海浩輔             | 「ジッパディー・ドゥーダー」 |                                                             |
| 2013年3月27日 | Disney 声の王子様 東京ディズニーリゾート30周年記念盤 Deluxe Edition | 鳥海浩輔、置鮎龍太郎 | 「スウェプト・アウェイ」 |                                                             |
| 2018年6月15日 | 恋してMoonlight/伝説のSweetie                                       | 鳥海浩輔、前野智昭   | 「恋してMoonlight」 「伝説のSweetie」 | テレビ番組『鳥海浩輔・前野智昭の大人のトリセツ』主題歌      |
| 2019年5月17日 | It's Showtime!/Take me to your dream                                | 鳥海浩輔、前野智昭   | 「It's Showtime!」 「Take me to your dream」 | テレビ番組『鳥海浩輔・前野智昭の大人のトリセツ』第2期主題歌 |

### 作詞
- フェロ☆メン「MIDNIGHT☆BUTTERFLY」、「Silent Carnival」、「ベイビー アイラブユー」、「Implantation」、「オペラ」
- オフクロ「花」
- おなもみクローバーZ「ONAMOMI革命 〜年度末のわたし〜」

## 書籍
- てきとう（2016年、宝島社）